# Teotihuacán
Teotihuacan o Teotihuacán (del náhuatl: Teōtīhuacān o Teotiwakan ‘lugar donde los hombres se convierten en dioses’ [‘lugar de la apoteosis’]; ‘lugar de los dioses’) (pronunciación: /teoːtiːˈwakãː/; pron. en náhuatl modernoⓘ), y, según nuevas investigaciones, también pudo haber sido conocida como Teohuacan (del náhuatl: Teōhuahcān o Teowahkan ‘ciudad/lugar del sol’, ‘lugar de los sumos sacerdotes’), es el nombre que se le da al gran complejo arqueológico que fue uno de los mayores de Mesoamérica durante el clásico (c. 200/250-600/650 d. C.), más precisamente entre c. 100 a. C. y 600 d. C./650 d. C. El nombre propio fue empleado por los mexicas para identificar a esta urbe construida por una civilización anterior a ellos y que ya se encontraba en ruinas cuando la vieron por primera vez.
Los restos de la ciudad se encuentran aproximadamente a 42 km al noreste de la Ciudad de México, dentro del valle de México (Altiplano Central), más concisamente en el valle homónimo en el homónimo municipio del Estado de México. La zona de monumentos arqueológicos fue declarada Patrimonio de la Humanidad por la Unesco en 1987.
Los orígenes de la ciudad todavía son objeto de investigación entre los especialistas. Alrededor del inicio de la era cristiana, más precisamente en el s. ii a. C., Teotihuacán era una aldea que empezaba a cobrar importancia como centro de culto en la cuenca de México. Las primeras construcciones de envergadura proceden de esa época, como muestran las excavaciones en la Pirámide de la Luna. El mayor apogeo de la misma tuvo lugar entre el 200 d. C. y el 600 o 650 d. C. En esa etapa, la ciudad fue uno de los nodos comerciales y políticos más influyentes de Mesoamérica. Durante esa época, llegó a tener una superficie de alrededor de 20 km² (8 mi²), con una población aproximada de 100 000 a 200 000 habitantes (según el autor a citarse), lo que la convierte en el sitio de desarrollo urbano más importante de toda la América Precolombina y el 6.º más importante y grande del mundo en su época. Como la mayoría de otras ciudades preindustriales en la historia, su población dependía de inmigraciones extranjeras para mantenerse a flote debido a una sanidad deficiente. Albergó a toda su población en aproximadamente 2 000 estructuras rectangulares, acomodados en diferentes barrios.
A ciencia cierta, se desconoce si Teotihuacán controló de primera mano una extensión territorial —suponiendo que se manejó un modelo de ciudad-estado imperialista—; sin embargo, es bien sabido que su influencia cultural, religiosa e ideológica se dejó sentir por todos los rumbos de Mesoamérica, como muestran los descubrimientos en ciudades como Tikal (Guatemala) y Monte Albán (Oaxaca), entre otros sitios que tuvieron una importante relación con los teotihuacanos. El declive de la ciudad ocurrió entre el 600 y el 650 d. C., en un contexto marcado por inestabilidad política, conflictos y revoluciones sociales internas y cambios climatológicos que causaron un colapso casi total en el Norte de Mesoamérica. La mayor parte de la población de la ciudad se dispersó por diversas localidades en la cuenca de México.
Se desconoce cuál era la identidad étnica de los primeros habitantes de Teotihuacán. Entre los candidatos se encuentran los totonacos, los nahuas y los pueblos de idioma otomangue, particularmente los otomíes. Las hipótesis más recientes apuntan a que Teotihuacán fue una urbe cosmopolita en cuyo florecimiento se vieron involucrados grupos de diverso origen étnico, como muestran los descubrimientos en el barrio zapoteco de la ciudad y la presencia de objetos provenientes de otras regiones de Mesoamérica, sobre todo de la región del Golfo y del área maya. Asimismo, la identidad de sus élites gobernantes y nobleza es todavía más confusa. Los investigadores infieren que, al igual que otras sociedades mesoamericanas, se manejó un sistema teocrático encabezado por el sacerdocio, sin embargo, la forma de administración política, burocrática y corporativa es objeto de debate. Las hipótesis más influyentes son dos: la existencia de una figura máxima que conllevaba el poder político y religioso de la ciudad, o bien, la existencia de un cogobierno colectivo encabezado por los representantes de cada sector o barrio de la ciudad —y también de su clan cónico—, repartiéndose la administración de la urbe.
Teotihuacán ha sido motivo de interés para las sociedades posteriores al declive de la cultura teotihuacana en Mesoamérica. Sus ruinas han sido exploradas desde la época prehispánica, entre otros, por los toltecas y los mexicas. El descubrimiento de objetos teotihuacanos en los yacimientos arqueológicos de Tula y el Templo Mayor de México-Tenochtitlan así lo confirma. En la mitología nahua posclásica, la ciudad aparece como el escenario de mitos fundamentales como la leyenda de los Soles de los mexicas.
Actualmente, los restos de Teotihuacán constituyen la zona de monumentos arqueológicos con mayor afluencia de turistas, tanto nacionales como extranjeros en México, por encima de otros del país como Chichén Itzá, El Tajín y Monte Albán; debido a su destacable arquitectura monumental de carácter íntimamente religioso. La planeación urbanística de la ciudad se basa en un modelo cuadricular, articulado en un eje norte-sur que compone la avenida principal, conocida como «calzada de los muertos» (en náhuatl: Miccaotli); en torno a la que se edificaron las estructuras más importantes de la ciudad, a saber: las pirámides del Sol y de la Luna y la ciudadela —en la que converge con el eje este-oeste—, donde se encuentra el Templo de Quetzalcóatl. La gran mayoría de la traza urbana restante se compone de conjuntos habitacionales organizados en sectores vecinales (barrios). Las excavaciones arqueológicas en Teotihuacán continúan hasta nuestros días, y han dado como resultado un paulatino incremento en la calidad y cantidad del conocimiento que se tiene sobre esta.

## Toponimia y terminología

Figura 1: Tollan, representado en la Tira de la Peregrinación.

Figura 1.2:Glifo Puh, representado en los muros de Tepantitla.

Teōtīhuacān (en su ortografía tradicional) o Teotiwakan (en su ortografía moderna) en original; hispanizado como «Teotihuacan» (en su grafía llana directamente derivada del original tradicional) o «Teotihuacán» (en su grafía aguda), siendo las dos formas correctas en español, es una palabra de origen náhuatl que le fue dada a la urbe varios siglos después de su ocaso tras el arribo a la región de los pueblos nahuatlacas (c. siglo XIV).
En concreto, los mexicas —hablantes del náhuatl— empleaban ese nombre para referirse a las ruinas de la antigua ciudad, la cual tenía cerca de 1000 años de abandono cuando la encontraron. Gracias a esto, el término fue ampliamente recogido en fuentes históricas (Sahagún: Códice Matritense del Real Palacio; Clavijero: Historia antigua de México) y en el uso del idioma español durante la época colonial. Dichas fuentes son, principalmente, el origen de muchos malentendidos sobre el uso y terminología de un sitio denominado genéricamente como Teotihuacán, pues la conocieron cuando únicamente quedaban yacimientos dispersos. Entre las mismas fuentes, Teotihuacán era una ciudad de un pasado en el que también floreció Tula, por lo que pensaban que sus habitantes fueron, en esencia, toltecas.

### Término tradicional
Se han propuesto varias hipótesis sobre el significado del topónimo. Hay que recordar que el náhuatl es una lengua aglutinante que permite expresar ideas complejas en un solo vocablo mediante la adición de afijos a una raíz.
Una de las interpretaciones más populares —dentro y fuera del ámbito académico—, es la que traduce Teotihuacán como ‘lugar donde nacieron los dioses’, equivalente a ‘lugar donde fueron hechos los dioses’. Esta interpretación está relacionada con la Leyenda de los Soles, un conocido mito cosmogónico mesoamericano ―y particularmente nahua― que ubica en esta ciudad la creación del Quinto Sol mediante el sacrificio de todos los dioses de la era anterior.
En el Diccionario del náhuatl en el español de México, C. Montemayor menciona que proviene de los vocablos teō[tl] ‘Dios’, -ti (ligadura eufónica), -huah (posesivo) y -cān (locativo que indica el sitio donde se realiza una acción), de modo que lo traduce como «Lugar de los que tienen dioses». Hay que aclarar que existen controversias menores acerca del significado dependiendo de la fuente.

#### Usos modernos
El vocablo Teotihuacán, además de designar a la ciudad histórica y al conjunto de monumentos arqueológicos que están abiertos a la visita del público, también es el nombre de un municipio mexiquense (San Juan Teotihuacán) y de su cabecera (Teotihuacán de Arista).

### Otros términos historiográficos
Pese a que existe cierta controversia en el significado del término convencional, lo cierto es que se desconoce el nombre que la ciudad recibió de sus habitantes en la época de su florecimiento. Algunos textos descubiertos en el área maya suelen relacionar el glifo puh (tule) con personajes de filiación teotihuacana representados en estelas de ciudades mayas tan importantes como Tikal, Uaxactún y Bonampak. Puh posee en los idiomas mayenses el mismo significado que tiene el vocablo Tollan (AFI: [toːlːãː]) en náhuatl, que designaba a una especie de paraíso dentro de la mitología mesoamericana. El concepto de Tollan era el arquetipo primigenio de la civilización mesoamericana y origen de la legitimidad de los linajes dominantes en numerosos estados en toda la región. Los mayistas tienen posiciones diversas sobre la identidad de Puh, algunos de ellos sostienen que ese lugar mencionado en diversos textos mayas es efectivamente Teotihuacán. Esta hipótesis podría ser reforzada por el descubrimiento de varias representaciones del glifo puh en la pintura mural del conjunto residencial de Tepantitla, dentro de Teotihuacán.
Aunque se identificó originalmente a esta Tollan legendaria con Tollan-Xicocotitlan (actual Hidalgo, México), la capital de los toltecas arqueológicos, algunos investigadores han preferido separar el mito de la historia, principalmente porque no solo esta ciudad sino otras de igual relevancia en Mesoamérica fueron llamadas de la misma forma. Sin embargo, la distinción entre las ciudades históricas y la ciudad mitológica no es aplicada de manera monolítica. Haciendo un análisis de las fuentes históricas, los hallazgos arqueológicos en el centro de México y en el área maya ―como el referido caso del glifo Puh en las Tierras Bajas―, Enrique Florescano hace una asociación del mito con la ciudad de Teotihuacán, de modo que la llama «Tollan-Teotihuacán» y atribuye a la llamada ciudad de los dioses la identidad de la Tula mitológica. En un artículo de difusión publicado en La Jornada, Florescano señala que «he sostenido que la llamada cultura tolteca es originaria de Teotihuacán y que esta ciudad fue el modelo de las capitales políticas posteriores, la cuna de los cantos y del códice pintado que narraron los orígenes del Cosmos y la crónica del reino, y la primitiva Tollan, de la que derivaron las posteriores: Tollan Cholula, la Tula de Hidalgo, Tulán Zuywá (Chichén Itzá) y Tollan-Tenochtitlán» Esta misma postura había sido sostenida por Laurette Séjourné en el congreso de arqueólogos donde se estableció que la Tollan mitológica fue Tollan-Xicocotitlan, y es compartida por Stuart, Uriarte, y Duverger. René Millon, uno de los más reconocidos especialistas en el tema de Teotihuacán, opina que efectivamente Teotihuacán es la legendaria Tollan, pero no acepta que este haya sido su nombre original.

## Teotihuacán arqueológico

### Entorno geográfico

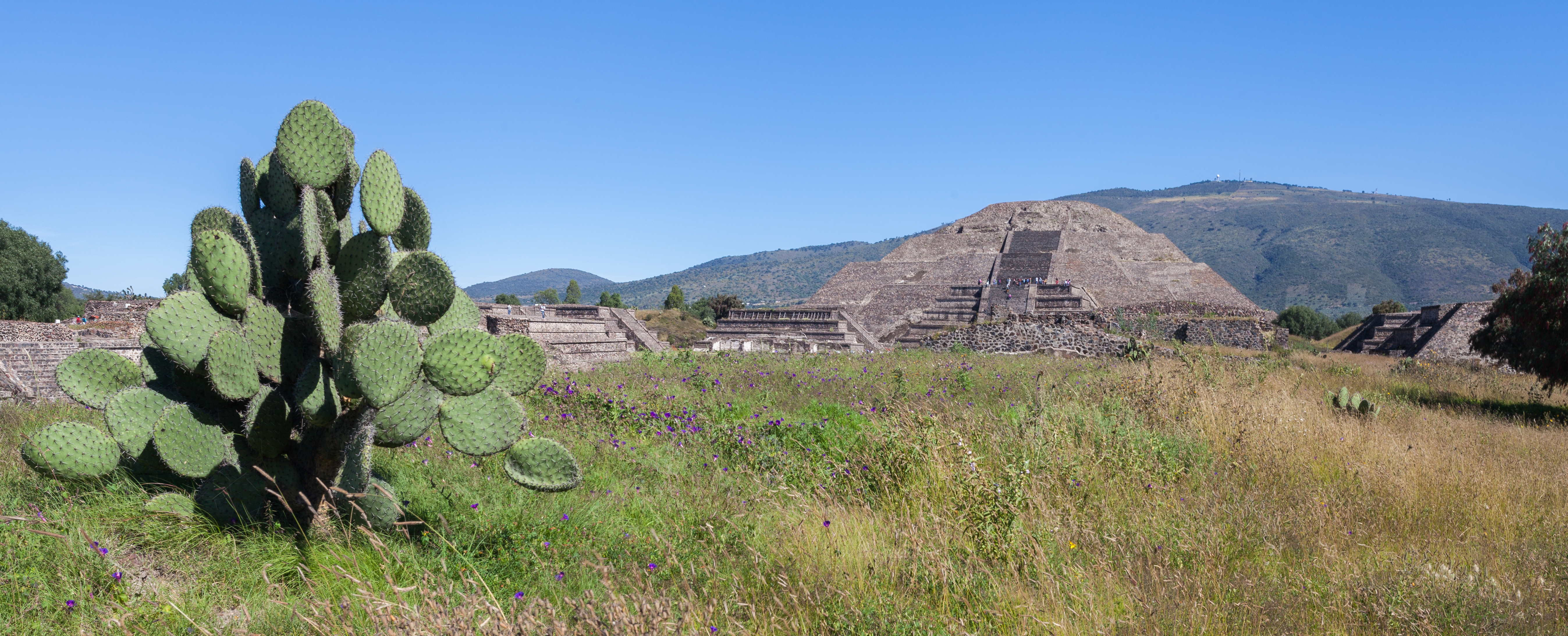
Figura 2: Vista de la vegetación actual en el valle de Teotihuacán, compuesta por cactáceas, agaves y especies no nativas como el pirul.

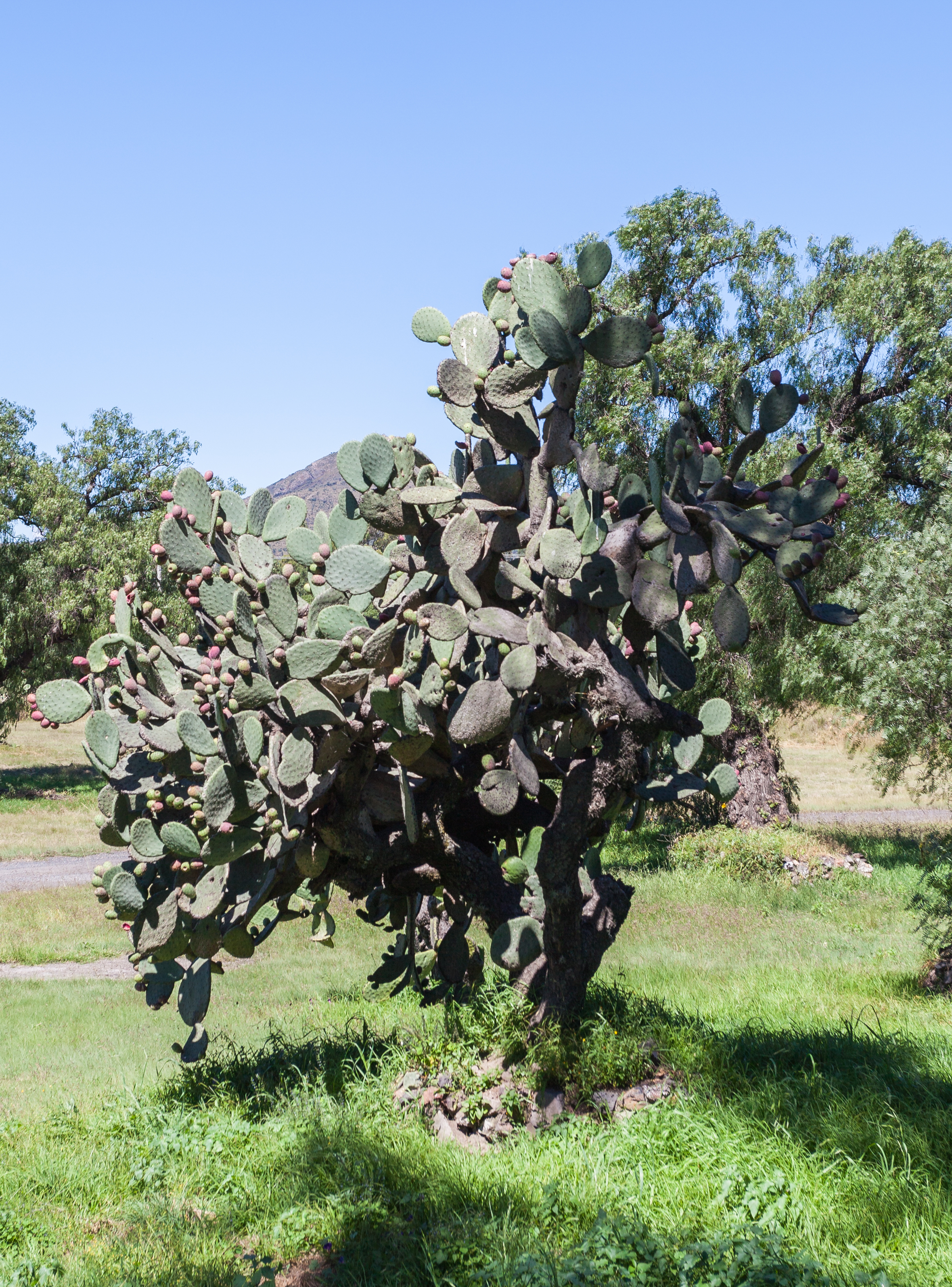
Figura 2.2: Detalle de una Opuntia que crece en la zona arqueológica de Teotihuacán. Parte importante de la economía actual de la región teotihuacana consiste en el cultivo de este género de plantas para la comercialización de su fruto.

Teotihuacán fue fundada en una posición poco común en su época con respecto al patrón de asentamiento propio de la cuenca de México durante el Preclásico Medio. La mayoría de los asentamientos de mayor envergadura en la región se localizaban en la ribera del sistema lacustre del Anáhuac o muy cerca de ella. Cuicuilco y Copilco en el sur; Ticomán, El Arbolillo, Zacatenco, y Tlatilco en el norte; y Tlapacoya en el oriente son ejemplo de ello. En contraste, Teotihuacán se levantó a quince kilómetros de la costa del lago de Texcoco, sobre el río San Juan en el valle que ha tomado el nombre de la ciudad. Duverger afirma que la ubicación de Teotihuacán corresponde no solo a una frontera ecológica, sino a la frontera entre la civilización agrícola mesoamericana y el mundo cultural de los pueblos aridoamericanos nómadas.
El valle de Teotihuacán forma parte de la cuenca de México. Se ubica en el noreste de ese gran vaso lacustre de más de 14 000 km² de superficie, dentro de los límites que actualmente corresponden al Estado de México. Su altitud va de los 2240 m s. n. m. a los 3200 en la cúspide del cerro Gordo. En la zona de monumentos arqueológicos la altitud es de 2300 m s. n. m. El valle está limitado al norte por los cerros Gordo, Malinalco y Colorado; al sur por la sierra de Patlachique, con elevaciones superiores a 2600 m s. n. m.; y hacia el oriente termina en las inmediaciones de Otumba y los cerros aledaños. Al suroeste del valle se localiza el cerro Chiconautla, cerca de la antigua desembocadura del río San Juan. El cerro Tonala, al poniente, marca la separación entre el valle de Teotihuacán y la llanura aluvial donde se encuentran Tecámac y Zumpango.
El drenaje principal del valle se realiza hacia el vaso del lago de Texcoco a través de los ríos San Juan, San Lorenzo y Huixulco. Estos ríos son estacionales, crecen en época de precipitaciones y durante el resto del año sus corrientes desaparecen de la superficie para emerger en la siguiente estación lluviosa. Los ríos del valle de Teotihuacán desembocaban en la época prehispánica cerca de Cuanalán. Debido a la desecación de los lagos del Anáhuac ―proceso iniciado en el siglo XVII y que continúa hasta el siglo XXI―, el San Juan ha sido canalizado hacia el desagüe general del valle de México.
Los suelos del valle de Teotihuacán pertenecen principalmente a cuatro tipos. El feozem corresponde al 40 % de la superficie, Le siguen en importancia los tipos vertisol (16 %), cambisol (13.5 %) y leptosol (13 %). Se han realizado investigaciones con el propósito de observar cuál ha sido el impacto de la actividad humana sobre los suelos de Teotihuacán. Rivera Uria et al. advierten que en algunos sitios como el cerro San Lucas la composición de la superficie ha cambiado dramáticamente. En este caso encontraron que antes del establecimiento de las primeras comunidades del Preclásico el suelo dominante en ese lugar era el luvisol, que actualmente ha desaparecido. Otras secciones del valle fueron afectadas con propósitos constructivos. El volumen inmenso de materiales empleados para el relleno de la pirámide de la Luna procede de la superficie de zonas cercanas al edificio ―donde se han encontrado depresiones artificiales― y alcanza 2 millones de m³.
La vegetación del valle de Teotihuacán ha cambiado poco respecto a la época prehispánica, aunque es evidente que el paisaje actual es resultado de una combinación de factores naturales y antropogénicos. La diferencia principal consistiría en la extensión de los ecosistemas vegetales ―pues la superficie dedicada a la agricultura ha crecido a costa de ellos― y en la desaparición de las especies del género Pinus en el paisaje del valle. En la actualidad la región presenta seis tipos principales de vegetación. Cuenta con pequeños reductos de bosque de encinos, ubicados en el cerro Gordo; este tipo de vegetación probablemente cubrió las zonas que actualmente son ocupadas por matorrales de encino (Quercus microphyla) que constituyen un segundo tipo de vegetación. El matorral de xerófitas es el tipo de vegetación más representativo en la actualidad, y comprende especies como Opuntia streptacantha, Zaluzania augusta y Mimosa biuncifera. A estos tipos de vegetación se suman los pastizales, la vegetación hidrófila estacional, asociada con la temporada de lluvia.
Las condiciones del valle favorecieron la concentración demográfica por ser benéficas para el estilo de vida mesoamericano basado en la agricultura. Los patrones de asentamiento indican que durante el Preclásico (c. 2500 a. C.-200 d. C.) las primeras aldeas se establecieron en las laderas de los cerros que, como se dijo arriba, contaban con suelos aluviales propios para el cultivo, pero a partir del Clásico (c. 200-700 d. C.) ocurrió un aumento de la población en el fondo del valle. Sin embargo, por estar localizado en la zona de transición entre el ambiente lacustre del Anáhuac y el más seco de los valles de Tulancingo y del Mezquital, estaba expuesto a algunas fluctuaciones climatológicas. La iluviación de la arcilla encontrada en el tepetate del cerro San Lucas da cuenta de una disminución de la humedad ambiental que coincide con el aumento de la población, aunque el apogeo de Teotihuacán parece estar relacionado con un ambiente relativamente más húmedo y templado que el actual.

### Sociedad
A ciencia cierta no se sabe cuál es la identidad del pueblo que fundó Teotihuacán. La ciudad había sido abandonada mucho tiempo antes del arribo de los españoles a Mesoamérica, de modo que las escasas referencias a la ciudad que se conservaron en las fuentes históricas producidas en los años posteriores a la Conquista de México no hablan propiamente sobre los habitantes de Teotihuacán, sino de la representación que de ellos tenían quienes vivieron en el Anáhuac después del colapso teotihuacano.
Existen varias teorías acerca de los habitantes de la ciudad. La larga presencia de los otomíes en el valle de México ha llevado a plantear que ellos fueron los fundadores de la ciudad. Para algunos autores es muy probable que el componente otomiano en la ciudad fuera muy importante, sin embargo, sólo algunos consideran que la clase dominante de Teotihuacán fue otomiana. En opinión de Wright Carr, tanto la élite como el componente demográfico más importante de Teotihuacán debió ser proto otomí-mazahua, en un territorio que estuvo rodeado por otros pueblos de idioma otomangue y totonaco. De acuerdo con algunos análisis glotocronológicos, la separación de los idiomas otomí y mazahua ocurrió precisamente en el período de apogeo de Teotihuacán. Los totonacos son otros candidatos a ocupar el sitio como fundadores de Teotihuacán. De hecho, los cronistas de la época colonial recogieron testimonios donde este pueblo afirmaba haber construido la ciudad. Esta teoría puede complementarse con la evidencia arqueológica, pues existió una evidente presencia totonaca en Teotihuacán.

#### Idioma
Correlacionando la evidencia lingüística y la arqueológica, Kaufman propone que el idioma hablado por los teotihuacanos pudo ser el mazahua, el otomí, el totonaco, el tepehua, el popoloca, el mixteco o el chocholteco. Acepta, como varios autores modernos, la probabilidad de que también se haya hablado una variante nahua en la ciudad, pero desde su punto de vista, la cultura de Coyotlatelco —asociada con el ocaso teotihuacano— es la primera cuyos portadores indudablemente debieron ser hablantes del náhuatl en Mesoamérica. Asimismo, ha tomado fuerza en las últimas décadas la hipótesis de un idioma uto-azteca durante el esplendor de la ciudad desde que Gómez y King (2004) argumentaron la existencia de un idioma proto-náhuatl pochuteco tras analizar la posible semanticidad del repertorio epigráfico de la plaza de Los Glifos en el barrio de La Ventilla, del cual derivarían tanto el náhuatl y el mixteco hablados —y registrados— al momento de la Conquista (siglo XVI). También existe la posibilidad de una lengua mixe-zoque por la temporalidad más temprana de la urbe, evidentemente emparentada con el tronco totonacano.
Campbell sugiere que, de acuerdo con la evidencia etnohistórica y la gran cantidad de préstamos lingüísticos que el totonaco parece haber proporcionado a los demás idiomas mesoamericanos ―particularmente a los idiomas mayenses y al náhuatl hablado en la Sierra Madre Oriental―, es muy probable que los fundadores de Teotihuacán hayan hablado un idioma totonacano.

##### Escritura
Estrechamente aunado a la controversia lingüística, se suma el debate acerca de la existencia de un sistema escriturario propio en la ciudad, desde el descubrimiento e identificación de representaciones glíficas con particularidades que orientan a un sistema estrictamente iconográfico que será interpretado y leído con cierto fonetismo. Desde que signos de este tipo han sido detectados en fragmentos de los «murales realistas» de Tetitla, algunos de ellos influenciados o directamente provenientes del sistema maya; y que el arqueólogo mexicano Rubén Cabrera descubrió una serie de 42 signos glíficos plasmados en los pisos de una pequeña plaza en La Ventilla entre 1992 y 1994, el interés académico en este tema terminó de despertar y varios son los especialistas que han ahondado en el mismo.
La mayoría de autores defienden que, muy probablemente, se desarrolló y utilizó en el entorno etnolingüístico de la misma urbe, procediendo así a todos los sistemas epiclásicos —registrados en Xochicalco y Cacaxtla— y posclásicos del Altiplano Central —principalmente el mexica (nahua) y el mixteco—, siendo los anteriores usados hasta la conquista (1521 d. C.) y más tarde. Asimismo, los autores señalan que existe una estrecha relación entre reglas comunes de representación gráfica del sistema teotihuacano, los del zapoteco, el epi-olmeca y el maya para crear un sistema totalmente autóctono empleado por los habitantes de la ciudad, siendo el mismo complejo y altamente desarrollado.
Gran parte de la evidencia iconográfica registrada e identificada como escritura en Teotihuacán, implica la representación de nombres de lugar (topónimos), nombres personales, ocupaciones, vocaciones (apelativos, titulativos e identificatorios) y fechas del calendario ritual mesoamericano de 260 días (calendáricos); por nombrar algunos.

#### Religión
Dentro de los dioses más relevantes:
- Quetzalcóatl: dios de la sabiduría.
- Chalchiuhtlicue: diosa de ríos y mares.
- Huehuetéotl: dios del fuego.
- Tezcatlipoca: dios del cielo.

### Historia
La época de mayor apogeo de Teotihuacán corresponde al periodo Clásico Temprano de Mesoamérica (ss. II/III-VI). Sin embargo, los inicios de la ciudad deben colocarse en el primer milenio antes de nuestra era. Localizada estratégicamente al noreste del valle de México, en las cercanías de la ribera norte del lago de Texcoco, Teotihuacán se convirtió en la principal competencia de Cuicuilco durante el Preclásico Tardío. La erupción del Xitle en el sur del valle apresuró la caída de Cuicuilco y favoreció la concentración de la población y el poder político y económico en Teotihuacán.
Por motivos que aún no han sido del todo dilucidados, Teotihuacán se colapsó hacia mediados del siglo VIII, dando lugar al Período Epiclásico mesoamericano. Los vestigios de la ciudad dieron origen a numerosas explicaciones sobre su presencia entre los pueblos nahuas del Posclásico, y estas explicaciones son conocidas por la labor recopilatoria de recuperación de los misioneros de Indias, en concreto Bernardino de Sahagún.

### Cronología
Para abordar la larga y compleja historia teotihuacana se han propuesto varias cronologías basadas en los restos cerámicos hallados en las excavaciones. Cada una de las fases está relacionada con cambios técnicos o estilísticos observados en la alfarería de la ciudad. Este procedimiento ha ayudado a simplificar la tarea de datación de los restos arqueológicos, puesto que la cerámica es un material muy abundante que resiste bien el paso del tiempo y está presente en muchos contextos arqueológicos. Sin embargo, el procedimiento no deja de presentar inconvenientes. Uno de ellos consiste en la definición precisa de las características de cada fase cerámica y su delimitación temporal.
Al haber numerosos investigadores que han puesto su atención en Teotihuacán, se dispone de varias cronologías para la ciudad. En la actualidad parece haber consenso en torno a la cronología propuesta por René Millon y su equipo de colaboradores. A pesar de esta aceptación generalizada, existen algunos trabajos que ponen de manifiesto que dicha cronología debe ser ajustada. Por ejemplo, George Cowgill y Evelyn Rattray han propuesto que la decadencia de Teotihuacán ocurrió entre cincuenta y cien años antes de la fecha sugerida por Millon. Desde ese punto de vista, la dimensión temporal de algunas fases cerámicas en la cronología teotihuacana podría reducirse. En este artículo se ha optado por seguir la cronología de Millon en general.

Diagrama comparativo de algunas cronologías propuestas para la historia de Teotihuacán.

#### Antecedentes

##### El valle de México el periodo Clásico Prehispánico

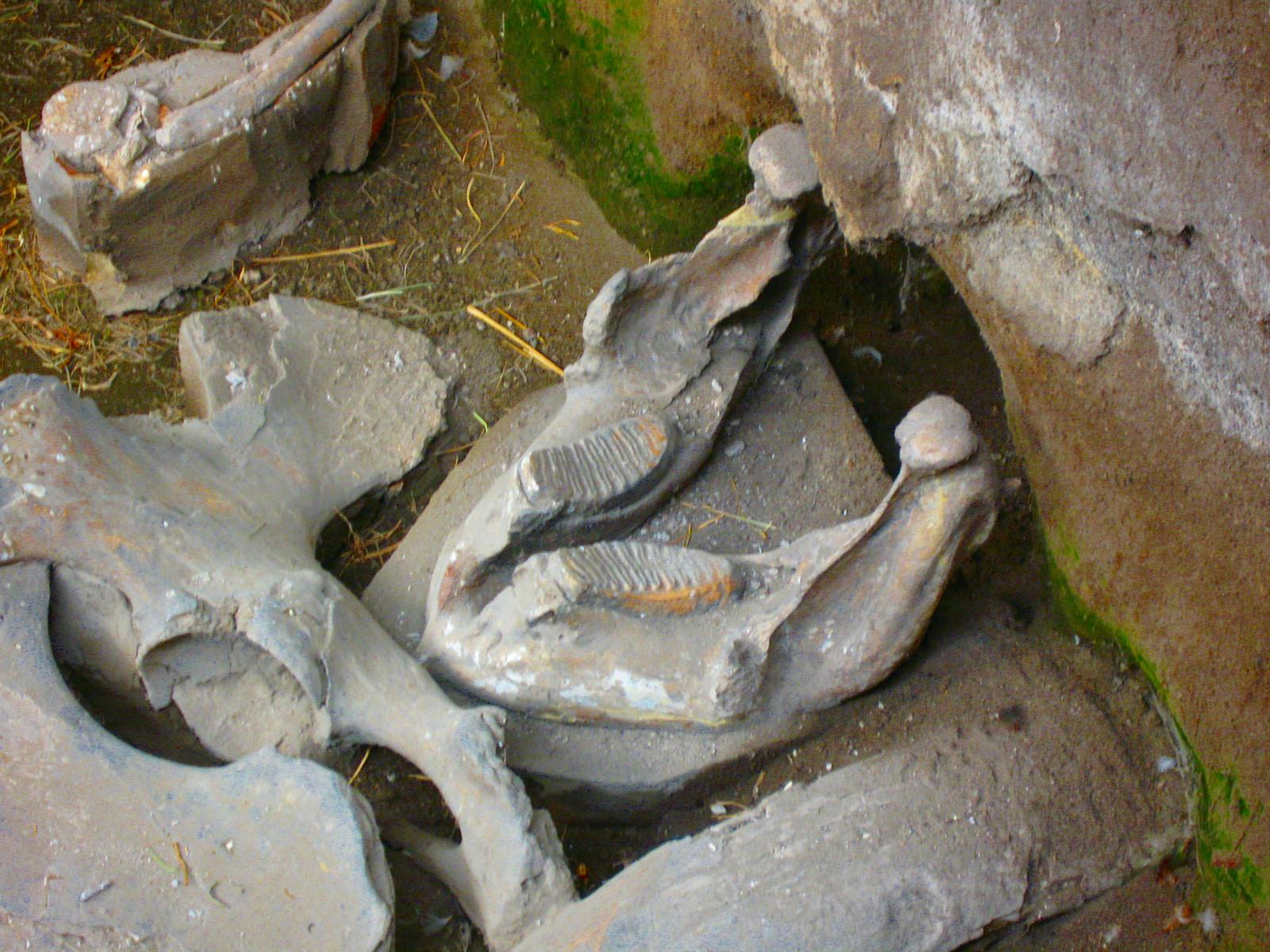
Hace 10 mil años, en la ribera oriental del lago de Texcoco, los humanos cazaban mamuts, como muestran los descubrimientos de San Miguel Tocuila (arriba).

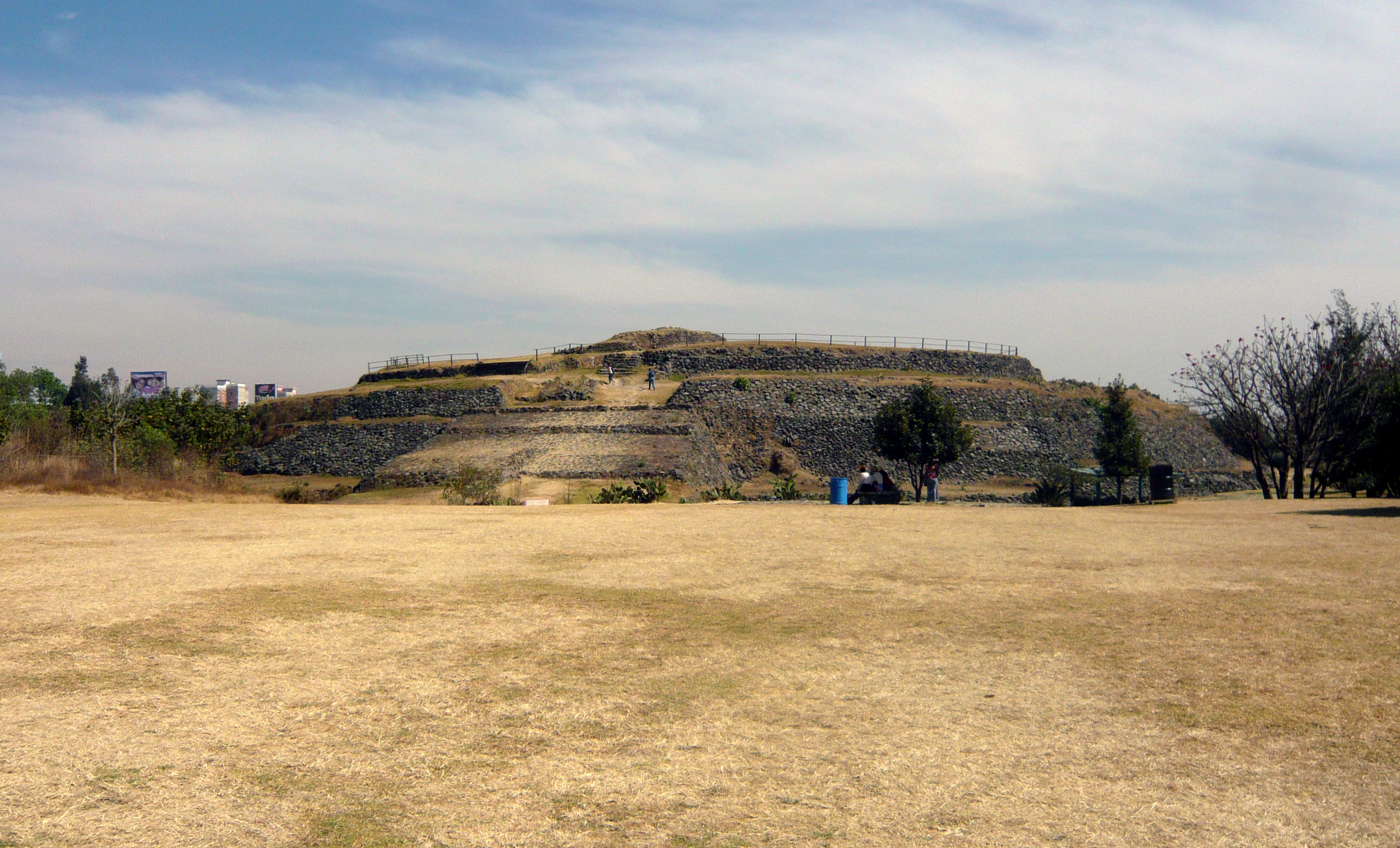
Cuicuilco fue el centro político y urbano más importante del valle de México durante el Preclásico. En la imagen, el basamento principal de Cuicuilco (D. F.).

La historia de Teotihuacán se puede entender como parte de un largo proceso civilizatorio que comenzó con la llegada de los seres humanos al Anáhuac. Esto pudo ocurrir aproximadamente hace 20 mil años, época en la que han sido fechados los descubrimientos en Tequixquiac, y más tardíamente en Tocuila y Tlapacoya. En este último yacimiento se han encontrado dos cráneos humanos estrechamente relacionados con restos de animales y herramientas líticas.
La domesticación de especies vegetales permitió a los habitantes de la región enfrentar la extinción de la fauna que fuera una de las principales bases de su alimentación, lo que ocurrió hacia el séptimo milenio antes de la era cristiana. La agricultura favoreció el proceso de sedentarización en la zona. En la orilla oriental del lago de Chalco se estableció un asentamiento en Zohapilco, cuya primera fase abarca del 5500 a. C. al 3500 a. C. En esa época, los pobladores de Zohapilco poseían instrumentos de labranza, utensilios para procesar los granos y armas para cacería; y desde el 2000 a. C. comenzaron a producir cerámica.
La agricultura se convirtió paulatinamente en la base de la economía de los pueblos del valle de México, pues proveía una fuente segura de alimentación. En la medida que esto fue ocurriendo se establecieron alrededor de los lagos del Anáhuac numerosas aldeas. La complejidad social de estas sociedades era variable, pero en las mayores de ellas se observa una acentuada diferenciación social. Durante el Preclásico Medio (1200-400 a. C.) alcanzaron su apogeo algunas de estas aldeas, como Tlatilco, Copilco y Cuicuilco. Los asentamientos correspondientes a esta época combinaron la agricultura con la explotación de los recursos del entorno lacustre, y muestran una mezcla de influencias culturales de inspiración olmeca y de las culturas de Occidente.
Cuicuilco se convirtió en el principal centro político, cultural y económico en el valle de México hacia el año 600 a. C. En su época de apogeo pudo tener alrededor de 22 mil habitantes, aunque algunos cálculos proponen una población de 40 mil personas. En este lugar se erigió una de las primeras pirámides de Mesoamérica y se desarrolló el culto al dios del fuego, quizá por la cercanía y actividad volcánica del Xitle. Este volcán hizo erupción hacia el año 100 a. C., sepultando con lava Copilco y una parte de Cuicuilco. Existe controversia sobre la suerte de la población de este lugar. La población de Cuicuilco participó en la fundación de Teotihuacán, pero parece que las migraciones desde la ciudad al sur de los lagos comenzaron antes de la erupción del Xitle, probablemente a partir del momento en que tuvieron lugar los eventos que acompañan al vulcanismo. Es plausible que durante algunos años Cuicuilco haya sido contemporánea y rival de la naciente Teotihuacán, pero finalmente declinó y desapareció en un escenario incierto y en una fecha imprecisa entre el año 200 a. C. y el 200 d. C.

##### Primeros asentamientos en la región de Teotihuacán (antes del 300 a.C.)

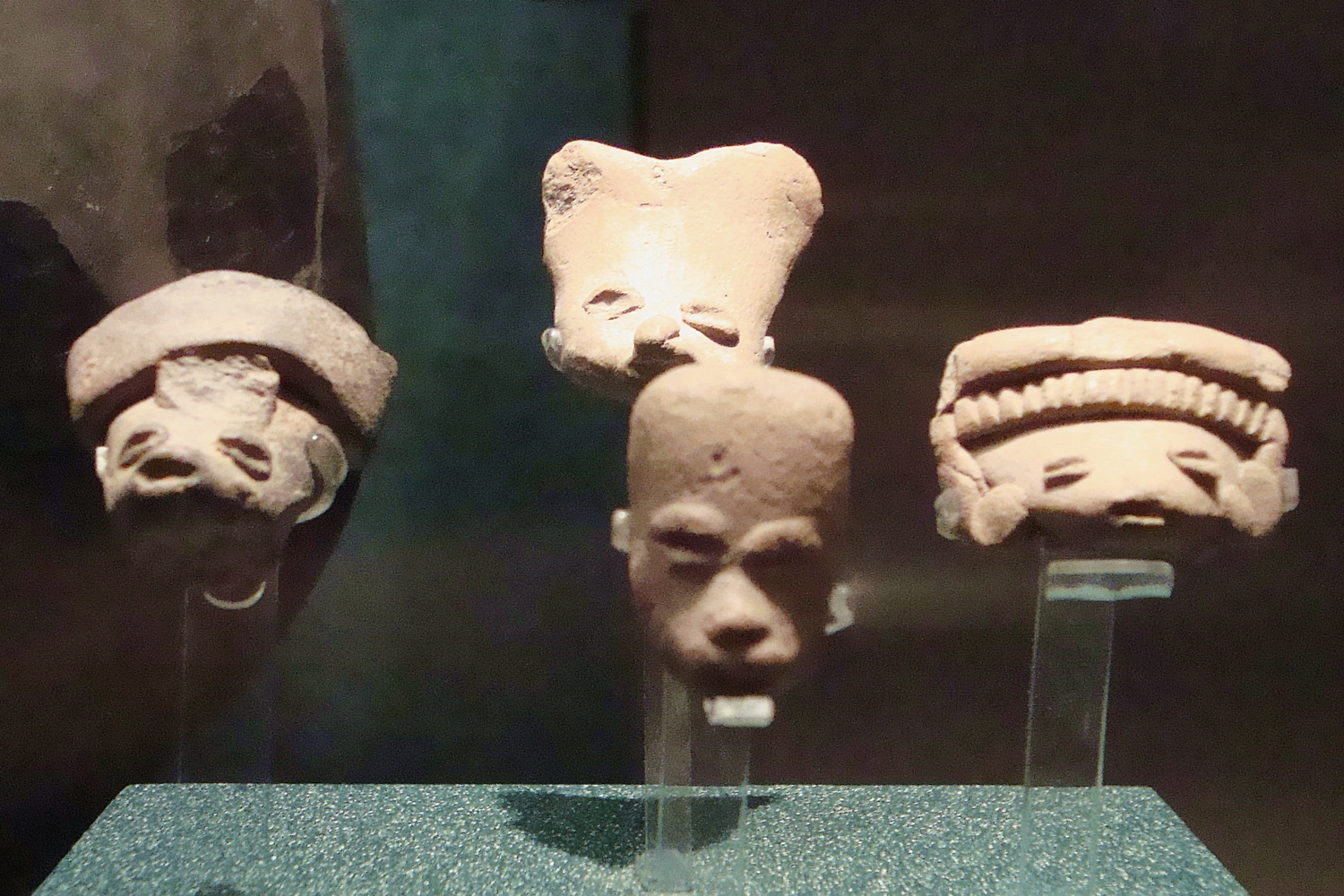
Figurillas de arcilla correspondientes a las primeras fases arqueológicas de Teotihuacán.

Hay poca información sobre el proceso que llevó a la fundación de Teotihuacán. A partir del Preclásico Medio se desarrolló en el valle de Teotihuacán un pequeño grupo de aldeas dedicadas a la agricultura. Estas aldeas eran contemporáneas a Terremote Tlaltenco, Tlatilco y Cuicuilco, y su desarrollo corresponde a las fases Cuanalán y Tezoyuca (c. 500-100 a. C.). Durante la fase Cuanalán se establecen las primeras aldeas en el valle de Teotihuacán que aprovecharon las condiciones del entorno para la práctica de la agricultura. Las aldeas se ubican en las inmediaciones de los ríos y manantiales, así como en el norte del valle. En esta época se establece el asentamiento más antiguo en la sierra de Patlachique. Se ha propuesto como hipótesis que los habitantes de estos asentamientos podrían ser otomíes o popolocas, pero no hay evidencia contundente en ese sentido. En la fase Tezoyuca esta última fase hay un patrón de cinco asentamientos que probablemente tenían funciones defensivas. Los yacimientos correspondientes a esta época presentan influencia de la cultura de Chupícuaro, que se desarrollaba en El Bajío por aquellas fechas.
Alrededor del año 100 a. C. se comenzaron a desarrollar dos asentamientos dentro de lo que sería unos siglos más tarde la metrópoli teotihuacana. Uno de ellos corresponde al área ceremonial de Teotihuacán, sobre la calzada de los Muertos. El cálculo para la población de la región durante esa época ―comprendida dentro de la fase Patlachique― es de aproximadamente cinco mil personas, lo que pone en relieve un repunte demográfico notable para la siguiente fase de Teotihuacán.
El aumento de la población en el valle teotihuacano está relacionado con el abandono progresivo de Cuicuilco, pero hay evidencia de que otras poblaciones en la cuenca del Anáhuac fueron absorbidas por el crecimiento de Teotihuacán. El emplazamiento de la ciudad revela que los fundadores buscaron una posición estratégica que favoreciera la agricultura y asegurara el abasto de la ciudad. Las zonas con manantiales en la sierra de Patlachique y el cerro Gordo muestran una mayor concentración demográfica que el valle, pues tienen condiciones propicias para una agricultura de alto rendimiento. Puede ser posible que, de alguna manera, la élite de la región haya motivado a los habitantes a concentrarse en la región de Teotihuacán.
El proceso urbano que llevó a la fundación de Teotihuacán recibió el aporte cultural de los cuicuilcas, poseedores de una organización social compleja y centralizada que fortaleció a la estructura de Teotihuacán. La ubicación de la ciudad le permitió la explotación de recursos estratégicos en Mesoamérica, tales como los yacimientos de obsidiana en Otumba y la sierra de las Navajas, los productos del lago de Texcoco, el agua de los manantiales de Patlachique y el control de las rutas comerciales entre el Anáhuac y la costa del golfo de México. Todos estos factores constituyen parte del escenario que llevó a la culminación del proyecto urbano de Teotihuacán y la consolidación del Estado teotihuacano como uno de los más poderosos en la historia prehispánica de Mesoamérica.
En la fase Patlachique se consolida el núcleo urbano de Teotihuacán. El sitio experimentó una población desmesurada en esta época. En su conjunto, la cuenca de México pudo haber llegado a tener 100 mil habitantes, de los cuales aproximadamente 25 mil se asentaban en Teotihuacán. Una parte de ese crecimiento se suele explicar como resultado del declive de Cuicuilco.
Esta población ubicada en la llanura aluvial del lago de Xochimilco tuvo en Teotihuacán a su rival por el control político de la cuenca. Se presume que el enfrentamiento podría haber llegado a la guerra a partir del hecho de que la cerámica Tezoyuca ha encontrado principalmente en las cimas de los cerros. Teotihuacán adquirió un mayor protagonismo en la cuenca de México, atrayendo una parte importante del aumento poblacional. El fin de Cuicuilco suele relacionarse con la erupción del volcán Xitle, que cubrió de lava el sur del valle de México, incluyendo a la antigua ciudad. Sin embargo, es muy probable que Cuicuilco hubiera declinado definitivamente antes de ese suceso.

### Inicios de la ciudad

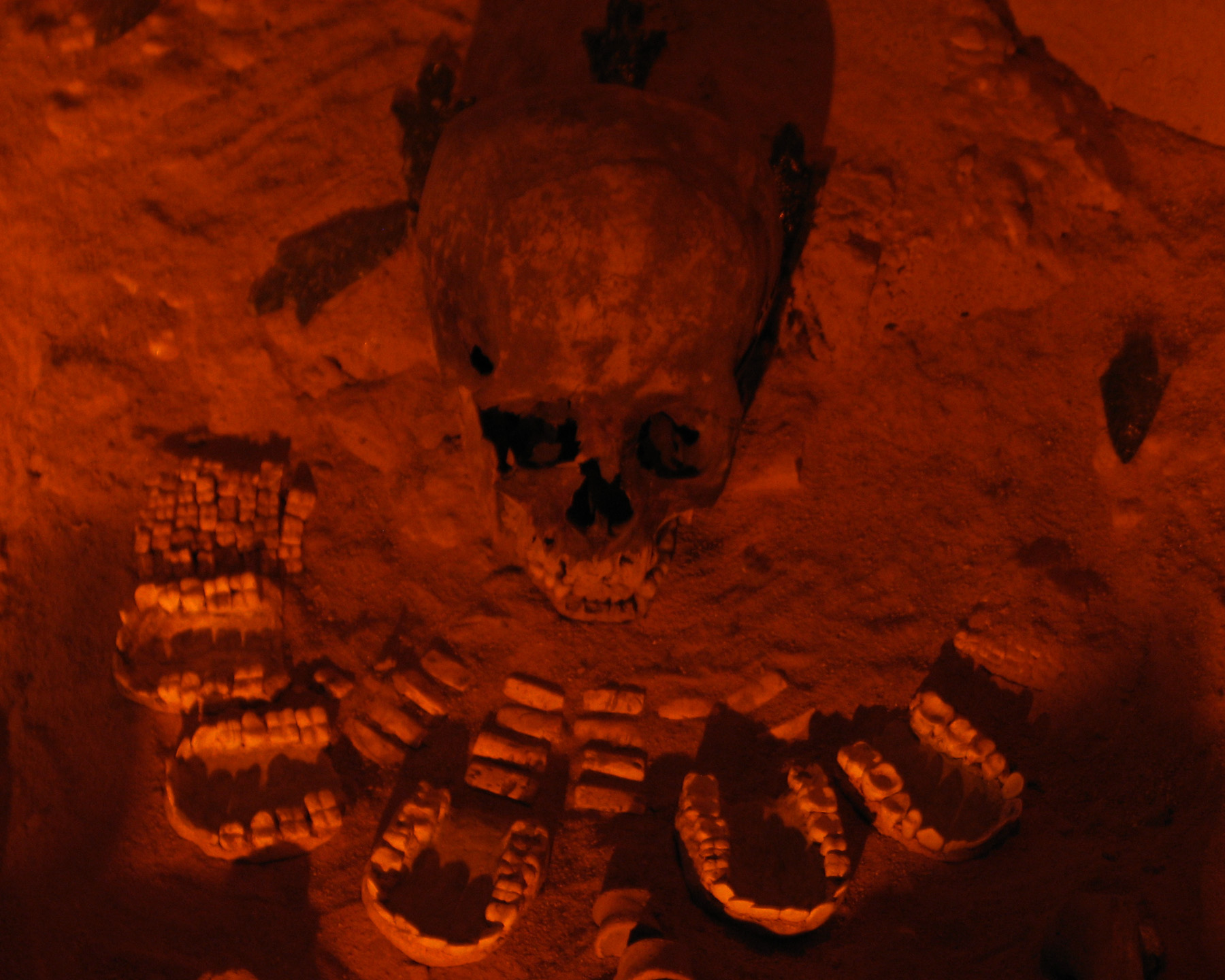
Detalle de un entierro colectivo de sacrificados como parte de los ritos de consagración de la pirámide de la Serpiente Emplumada (fase Miccaotli, c. 200 d. C.). En este caso, todos los cuerpos sepultados tenían las manos atadas tras la espalda. El collar está hecho de piezas que simulan mandíbulas humanas, pero otros sujetos enterrados con este portaban collares de mandíbulas auténticas.

Entre el año 100 a. C. y el principio de nuestra era, Teotihuacán comenzó a concentrar un importante número de habitantes provenientes de todo el valle del Anáhuac. Al crecimiento de Teotihuacán contribuyeron los emigrados de Cuicuilco, que habían iniciado un éxodo que terminó por despoblar aquella ciudad. La fase Tzacualli de Teotihuacán (1-150 d. C.) es aquella en la que se establecen las bases de la planificación urbanística de la ciudad y se definen varios rasgos característicos de la cultura teotihuacana. La construcción de los edificios de la ciudad se realizan en torno a dos ejes. El eje norte-sur está constituido por la calzada de los Muertos, que en la fase Tzacualli ya se encuentra bien definida. La calzada de los Muertos está orientada 15°28′ hacia el este con respecto al norte geográfico. Durante la fase Tzacualli, el eje este-oeste estaba constituido por el curso del río San Juan, cuyo cauce fue desviado para hacerlo coincidir con una orientación desviada 16°30′ hacia el sur del este. En esta época se ejecutó la primera etapa constructiva de la pirámide de la Luna y ya se había planificado la plaza de este gran edificio, que marca el límite norte de la calzada de los Muertos.
Es notable el esfuerzo que se realizó para la construcción de la pirámide del Sol, que prácticamente se concluyó en una sola etapa constructiva que se verificó en esta fase. Durante ese tiempo, el centro de la ciudad lo constituía este edificio, representación de la montaña primordial de la que vienen los mantenimientos y constituye el axis mundi de acuerdo con la mitología mesoamericana. La plataforma adosada a la pirámide del Sol es más tardía que el resto del edificio, y parece haber sido construida al final de la fase Miccaotli.
De acuerdo con los trabajos de René Millon, en la fase Tzacualli la población de Teotihuacán rondaba los 30 000 habitantes y la superficie de la ciudad era de 17 km². Para esta época, Teotihuacán era indudablemente la mayor urbe del centro de México y sólo podían compararse con ella Monte Albán en los valles Centrales de Oaxaca y Cholula en el valle poblano-tlaxcalteca. En las excavaciones arqueológicas, se han encontrado restos de cerámica granular, un tipo que también ha aparecido frecuentemente en yacimientos de Morelos y el centro de estado de Guerrero, por lo que se supone que las relaciones comerciales entre Teotihuacán y esas zonas de Mesoamérica ya se encontraban activas en el Preclásico Tardío.
Los años que van del 150 al 250 corresponden a la fase Miccaotli. Esta fase se llama así porque era la palabra con la que los nahuas designaban a la calzada de los Muertos. Durante la fase Miccaotli, Teotihuacán se consolida como la mayor ciudad del centro de México. El centro de la ciudad se desplaza hacia el sur con la construcción de La Ciudadela, un recinto que al igual que la pirámide del Sol era una representación de la montaña sagrada primordial. La Ciudadela consiste en un conjunto de trece templos organizados alrededor de una gran plaza donde se encuentra la pirámide de la Serpiente Emplumada. Para la consagración de este templo se sacrificaron más de cien personas que fueron colocadas en entierros colectivos, en grupos de 4, 8, 18 y 20 cuerpos, más aquellos que en solitario fueron sepultados en las esquinas de la base del edificio, incluyendo los niños sacrificados que fueron descubiertos por Leopoldo Batres en cada vértice de cada nivel de la plataforma.
De manera paralela a la construcción de La Ciudadela la ciudad quedó organizada en cuatro cuadrantes con la construcción de las avenidas Este y Oeste. Ambas forman un eje casi perpendicular a la calzada de los Muertos, parten de La Ciudadela hacia los respectivos puntos cardinales, marcando la división de los cuadrantes de la ciudad. En la fase Micaotli, la pirámide de la Luna fue ampliada en dos ocasiones, una, entre los años 150 y 200, y la otra hacia el año 225.
René Millon calculaba que la población teotihuacana de la fase Miccaotli alcanzó 45 000 personas. La superficie de la ciudad llegó a 22.5 km², la mayor que llegó a tener en toda su historia, aunque la densidad de la población fue creciendo en las siguientes etapas. Las grandes construcciones realizadas en este tiempo revelan que la ciudad era un centro político y económico de gran relevancia en Mesoamérica. Esto atrajo a personas procedentes de otras regiones, y un caso muy notable es el de los zapotecos que se asentaron en Tlailotlacan en el siglo II.

### Florecimiento
Hacia el año 250 inició la fase Tlamimilolpa, que toma su nombre del sitio periférico de Teotihuacán que se conoce con ese nombre. Durante esta fase, Teotihuacán ya se ha consolidado como un poder regional y su influencia se extiende constantemente por toda Mesoamérica. La pirámide de la Luna fue ampliada en dos ocasiones más en este período. La quinta etapa constructiva de ese edificio ocurrió alrededor del año 300 y la sexta entre los años 350 y 400. Como en las anteriores etapas constructivas de la pirámide, a estas dos últimas se encuentran asociados algunos entierros humanos.
La expansión demográfica de Teotihuacán se realizó de manera organizada en conjuntos habitacionales, una práctica que había comenzado en las fases anteriores y que se ajusta al plan urbano orientado por los dos ejes de la ciudad. Algunos conjuntos habitacionales antiguos como el de La Ventilla son ampliados y dotados de espacios para actividades públicas. Se construyen nuevos espacios para la vivienda, pero la superficie de la ciudad se contrae durante esta etapa, hasta quedar en 20 km², dos menos que en la fase anterior. En contraste, la población siguió en aumento y, de acuerdo con el cálculo de Millon, pudo llegar a 65 000 personas.
En el horizonte arqueológico de la fase Tlalmimilolpa han aparecido los indicios de cerámica Anaranjado Delgado más antiguos de Teotihuacán, en esta fase representan el 6 % de los materiales cerámicos y su frecuencia en los contextos arqueológicos aumenta a lo largo de las siguientes etapas. La presencia de esta cerámica en los yacimientos mesoamericanos es considerada como un indicador de vinculación con el mundo teotihuacano, pero es importante aclarar que se trata de un producto extranjero en Teotihuacán. De acuerdo con la investigación de Carmen Cook, el sur de Puebla fue el centro productor de esa tradición alfarera. Rattray coincide en esa afirmación y añade que la región de Tepexi de Rodríguez tuvo floreció notablemente en el Clásico, cuando mantuvo una relación muy intensa con Teotihuacán que no pareció implicar una subordinación a esa ciudad.

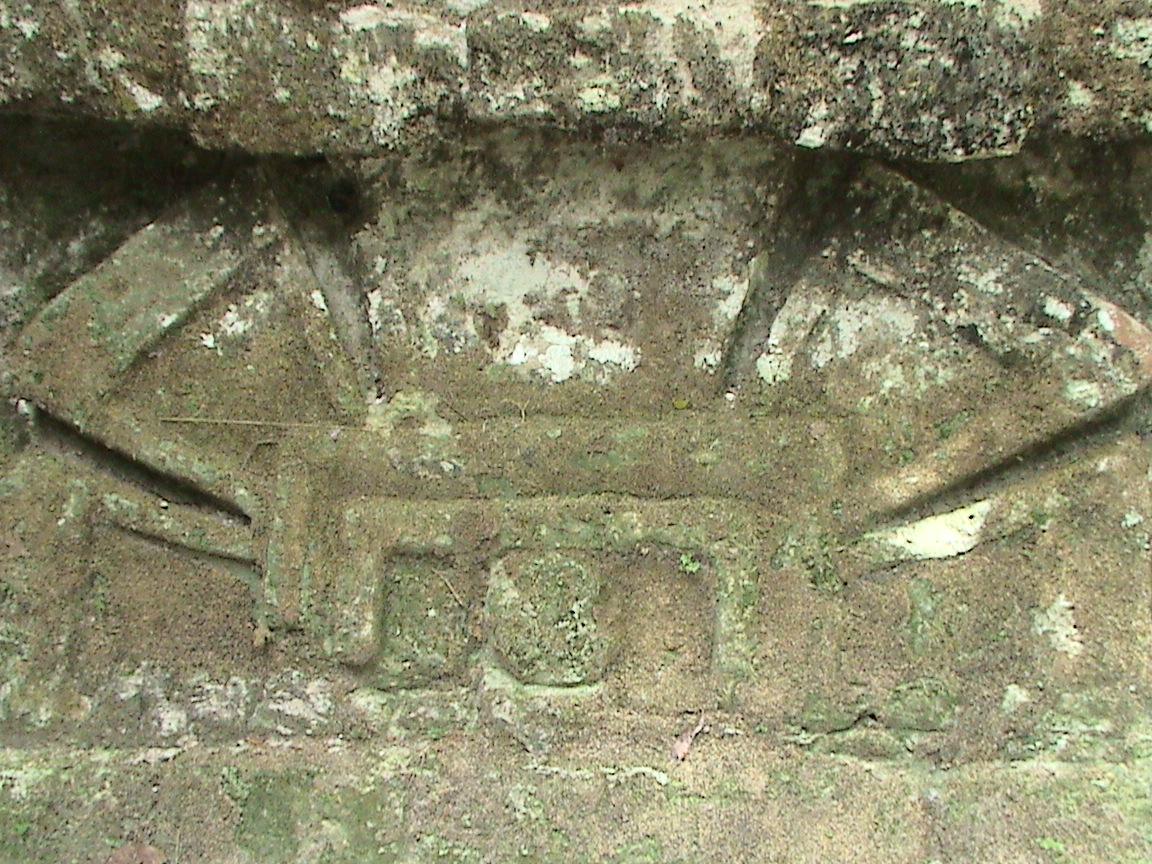
Detalle de la estructura 5D-43 de Tikal (Guatemala). Esta estructura está construida y decorada de acuerdo con el gusto teotihuacano.

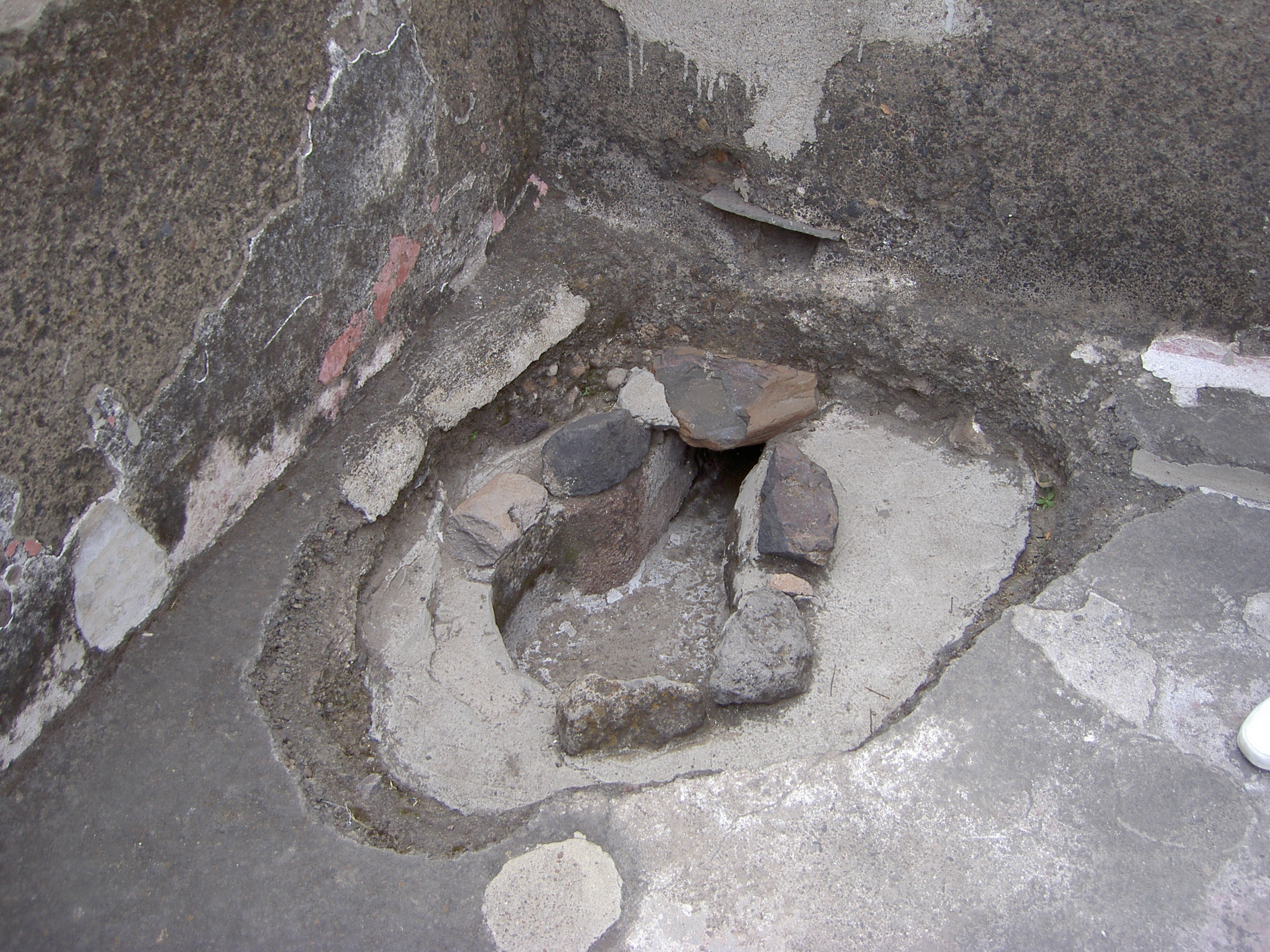
La ciudad de Teotihuacán contaba con un sistema de drenaje de aguas residuales producidas por más de cien mil personas en el apogeo de la ciudad. En la imagen, detalle del drenaje.

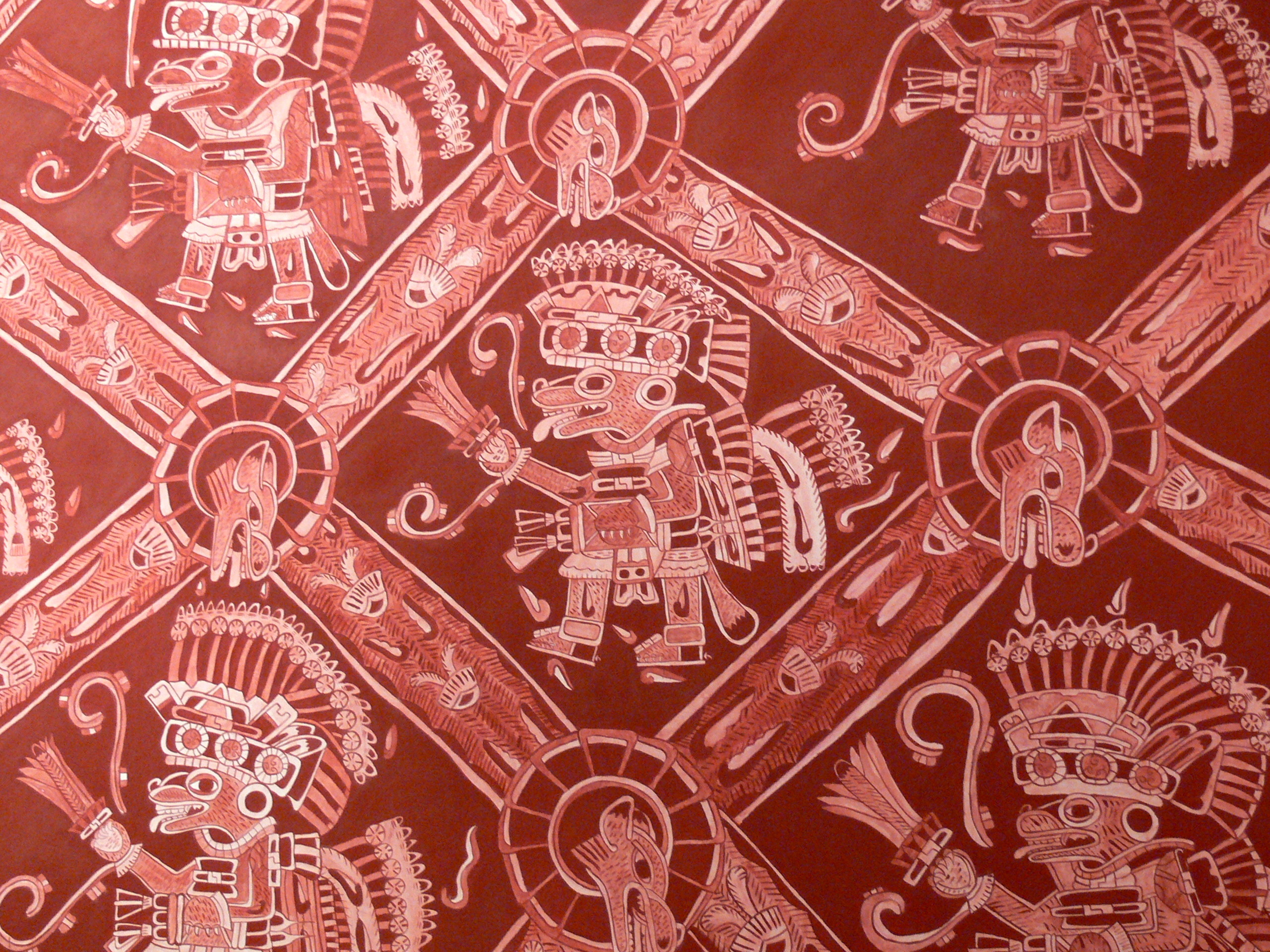
Detalle de los murales del palacio de Atetelco, fechados en la fase Xolalpan (c. 450-650).

Las relaciones de Teotihuacán con el resto de Mesoamérica se diversificaron durante la fase Tlamimilolpa, tal como muestra la evidencia arqueológica. En el Entierro 5 de la pirámide de la Luna, ofrecido quizá en conmemoración del término de la obra, los tres sujetos principales del entierro estaban colocados en posición de «flor de loto» y asociados a ellos un conjunto de objetos de jade que proceden del valle del río Motagua. La posición de los restos humanos es similar a la que se observa en ciertos entierros de la élite en Kaminaljuyú (Guatemala). Este hecho se suma a la notable influencia arquitectónica que la ciudad tuvo en su florecimiento sobre el área maya en lugares como Tikal y el propio Kaminaljuyú, así como al descubrimiento de piezas mayas en el horizonte Tlamimilolpa de Teotihuacán. Algunos de los vestigios de la cerámica maya hallados en Teotihuacán corresponden al tipo Tzakol y guardan semejanzas con las obras contemporáneas de ese tipo que se han encontrado en Tikal y Uaxactún. La presencia maya en Teotihuacán se sumará a la de los zapotecos ―patente desde la fase Miccaotli― y a la de las culturas del Golfo ―de la cual son testimonio los restos de cerámica Pánuco III―.

#### Año 378: "Conquista" de Tikal
En enero de 378, en tiempos en que Átlatl Cauac (Búho lanzadardos) gobernaba en Teotihuacán, el guerrero teotihuacano Siyah K'ak' (Nace el Fuego) "conquistó" Tikal, quitando y reemplazando al rey maya, con apoyo de El Perú y Naachtún, lo que fue registrado en la Estela 31 de Tikal y otros monumentos de la región Maya.

#### Año 426: "Conquista" de Copán y Quiriguá
En 426, K'inich Yax K'uk' Mo' toma el poder como rey de Copán, en lo que ahora es Honduras, como lo describe el Altar Q de Copán. Poco después, Yax K'uk' Mo' instala a Tok Casper como rey de Quiriguá, a unos 50 km al norte de Copán.
La fase Xolalpan, que va del 450 al 650, es el período de mayor apogeo de la ciudad. Su influencia en toda Mesoamérica es más intensa. La naturaleza de las relaciones de Teotihuacán con otras ciudades mesoamericanas es objeto de discusión. De acuerdo con algunos autores, la expansión teotihuacana se realizó con base en el comercio, lo que además explicaría la presencia de la cerámica Anaranjado Delgado en yacimientos de diversas zonas. Otros opinan que Teotihuacán fue un estado militarista y que la expansión de la ciudad se habría llevado a cabo por la vía de las armas. También parece plausible que la presencia teotihuacana en el mundo mesoamericano haya sido resultado de una combinación de factores, incluyendo el comercio, las armas y las alianzas políticas.
En estos años de gran auge, la arquitectura de la ciudad alcanza su mayor expresión. La disposición de la calzada de los Muertos ―tal como se puede apreciar actualmente en la zona arqueológica― corresponde a la fase Xolalpan. Los conjuntos habitacionales también presentan indicios de haberse beneficiado del florecimiento de la ciudad. Así se observa en el caso de los barrios mejor documentados a través de excavaciones arqueológicas, especialmente Teopancaxco, cuyos habitantes tuvieron un nivel de vida más elevado en esta fase que durante la anterior. La ciudad se encuentra organizada en bloques habitacionales que son separados por callejones angostos. La población llega a 85 000 personas, de acuerdo con el conservador cálculo de Millon, aunque hay autores que la calculan en 300 000 habitantes. En cualquier caso, en esta época la ciudad alcanzó su mayor densidad de población y se consolidó como la mayor urbe de Mesoamérica en su tiempo, y una de las más grandes de todo el mundo. Para esta etapa, la ciudad contaba con un sistema de alcantarillado y drenaje que permitía desalojar las aguas residuales de la ciudad.
El arte teotihuacano vive una de sus mejores épocas. Se realizan en la fase Xolalpan piezas que son muy representativas, como los braceros «teatro», que son piezas en las que se mezcla el modelado directo con el trabajo en moldes. Los murales de Tepantitla, los de Atetelco y el muro de los Jaguares del palacio de Quetzalpapálotl corresponden a esta etapa. El jaguar era un animal muy importante dentro de la cultura prehispánica y se solía representar con rasgos de otros animales.

### Decadencia

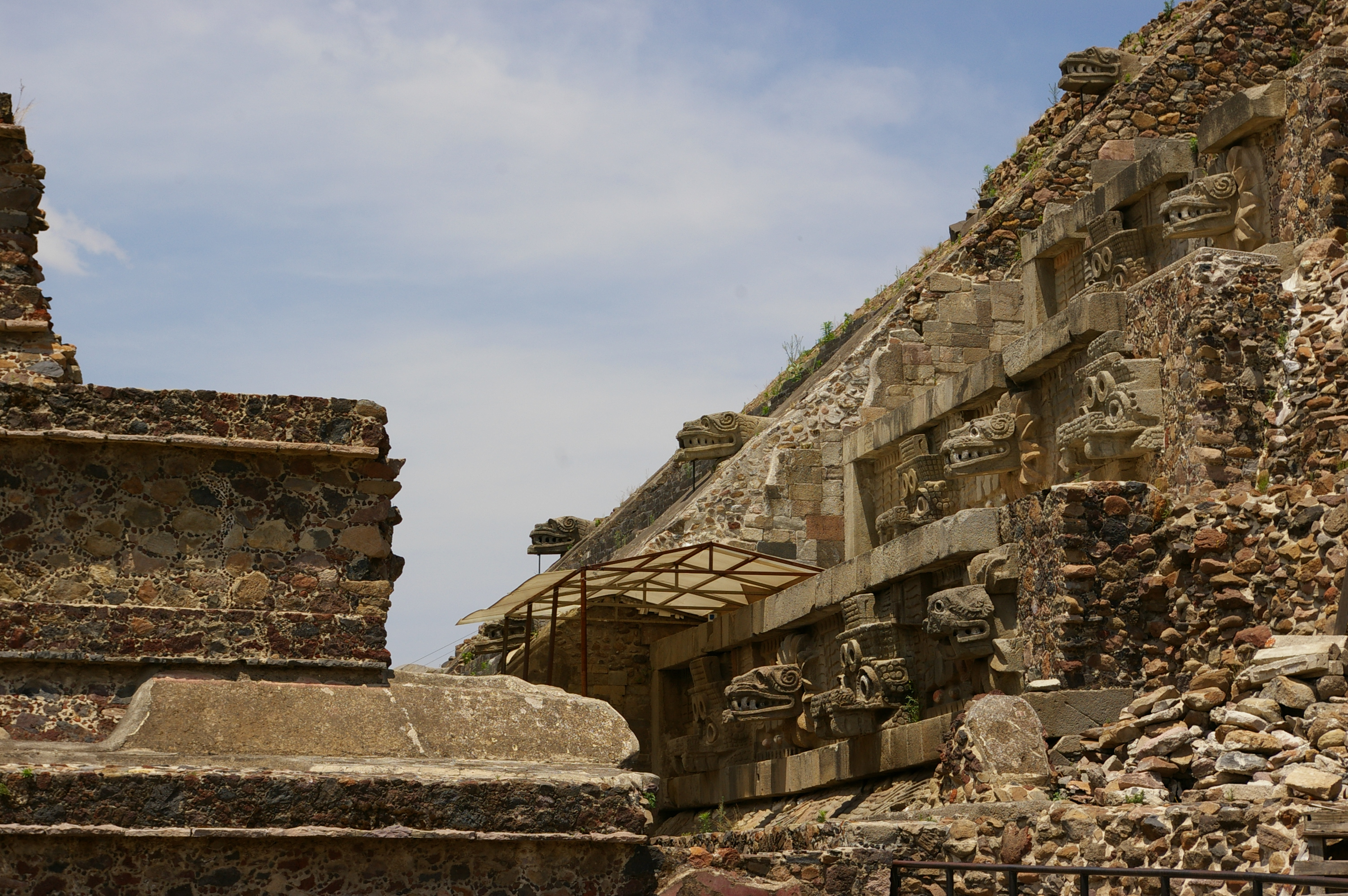
La plataforma adosada (izq.) ocultaba el templo de la Serpiente Emplumada hasta su excavación en el.

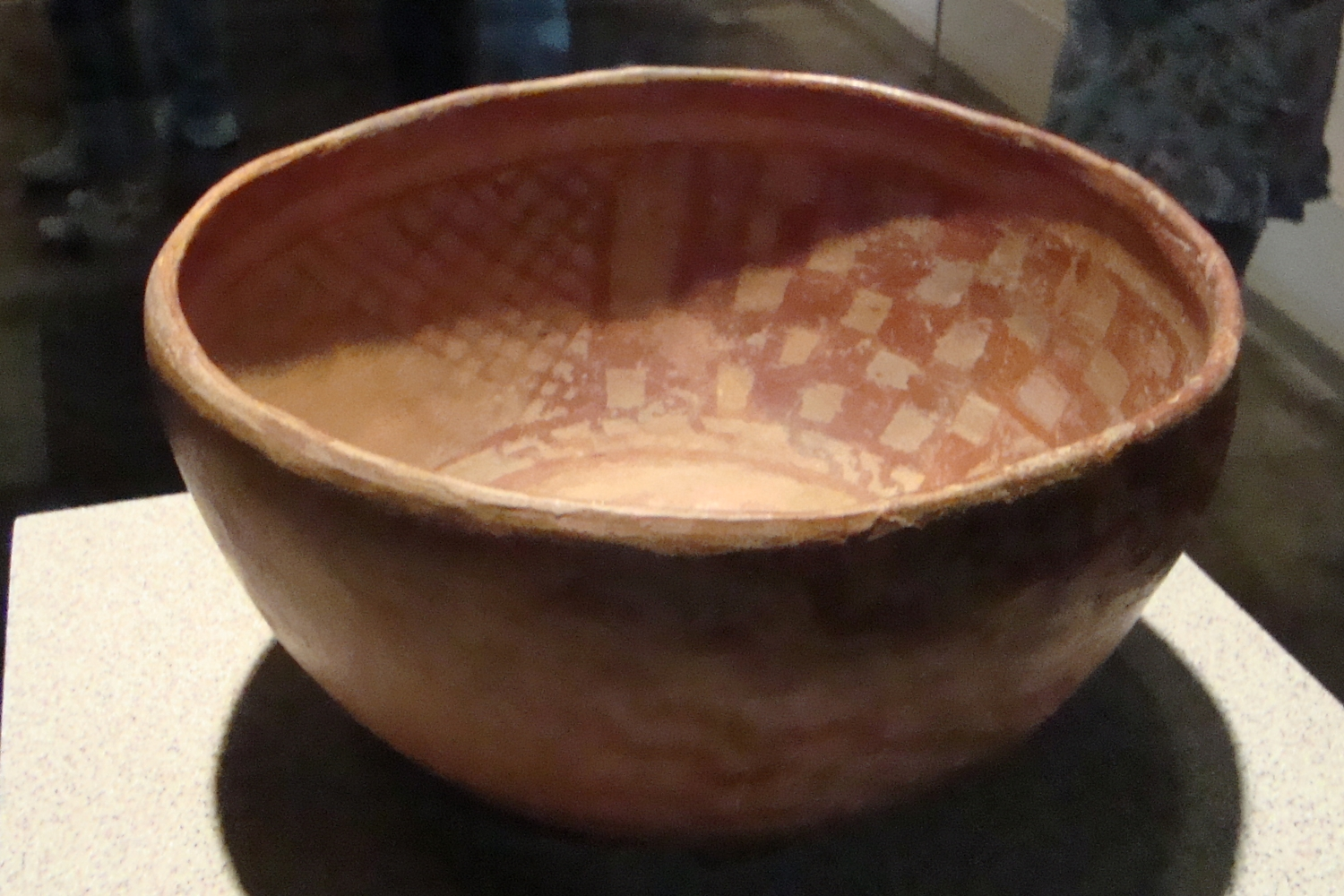
Recipiente de cerámica Coyotlatelco, característica de la fase Metepec.

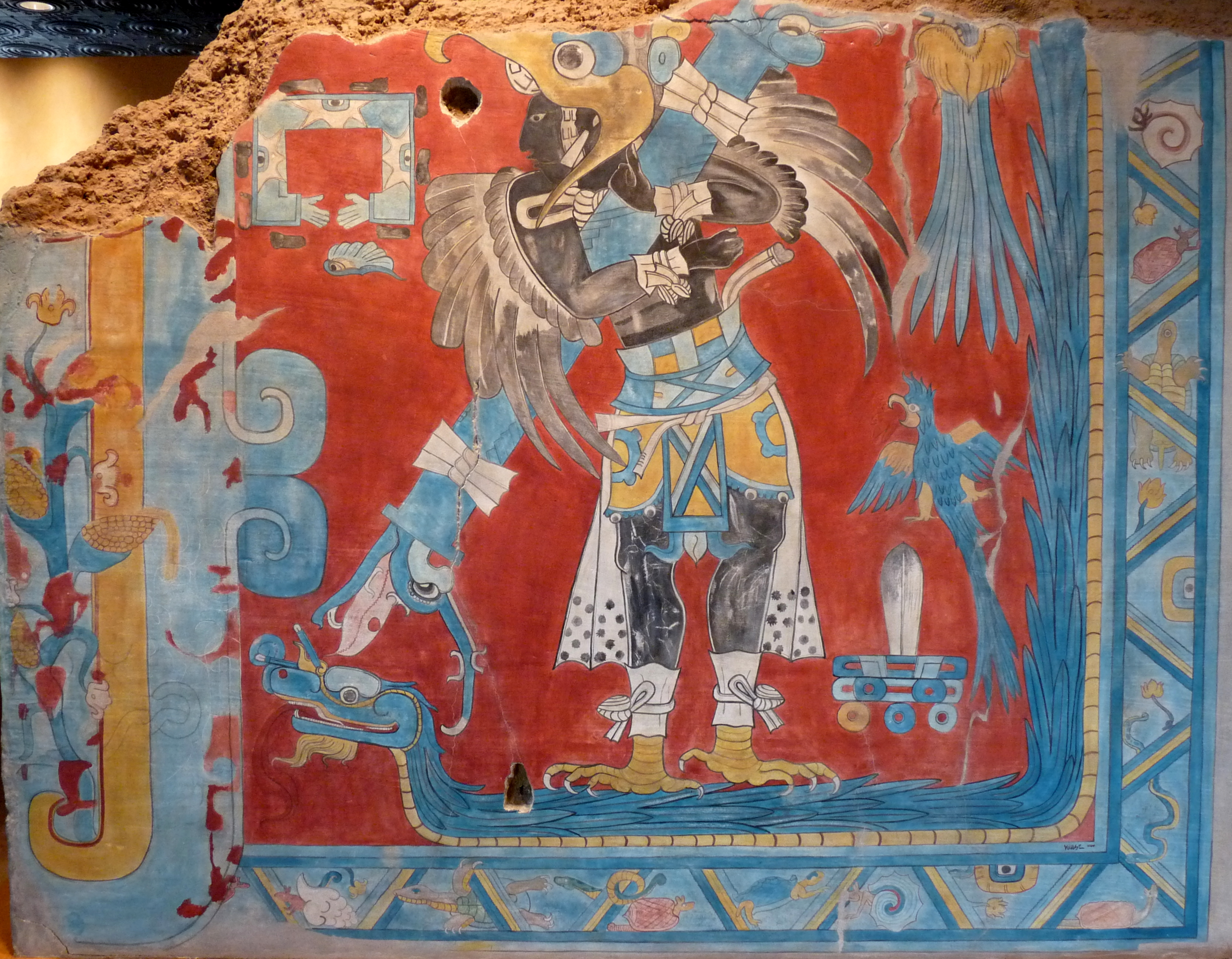
Tras la caída de Teotihuacán, varios sitios del centro de Mesoamérica florecieron. Algunos de ellos, como Cacaxtla, revelan una notable influencia maya, como se aprecia en esta reproducción de los murales de la ciudad.

Alrededor del año 650 dio inicio la fase Metepec. De acuerdo con los trabajos de René Millon, en esa etapa la ciudad tuvo hasta 75 000 habitantes, lo que representa una pérdida de casi 25 % con respecto a la fase Xolalpan. A pesar de esta contracción demográfica, Teotihuacán seguía siendo la mayor urbe del valle de México y una de las más grandes de Mesoamérica. La actividad arquitectónica en la ciudad se paraliza, de hecho el único edificio que se realizó completamente en la fase Metepec es la plataforma adosada a la pirámide de la Serpiente Emplumada. La plataforma adosada parece haber sido construida con el propósito de ocultar al edificio que fue corazón de La Ciudadela, emblema del poder de la ciudad. De hecho, los habitantes de Teotihuacán durante la fase Metepec no conocieron el templo de la Serpiente Emplumada como actualmente se puede apreciar en la zona arqueológica, pues su fachada fue rescatada en el siglo XX.
De acuerdo con Millon, tanto La Ciudadela como los edificios que se encontraban en torno a la calzada de los Muertos fueron objeto de una destrucción sistemática por parte de los habitantes de la ciudad.

El centro no fue consumido por un fuego extenso. Los templos y edificios públicos no fueron simplemente destruidos, sino desmantelados, quemados, reducidos a escombros una y otra vez en ambos lados de la avenida por más de una milla [...] Esto es porque aquellos de que empezaron este proceso quisieron estar seguros que ningún poder o ninguna fuerza del estado teotihuacano volviese a renacer de esas ruinas.

En la fase Oxtotípac (750-850) la población de la ciudad se reduce muy drásticamente como reflejo de un éxodo masivo de los ocupantes. René Millon calculó que en esta etapa, el área urbana era habitada por 5000 personas. Sólo algunas partes de la ciudad permanecen ocupadas, entre ellas lo que se conoce como Ciudad Vieja y algunos sitios que en la época anterior fueron habitados por la élite. Esta ocupación de Teotihuacán está relacionada con la cultura de Coyotlatelco y la aparición de la cerámica del mismo nombre. Algunos autores opinan que esta cultura es extranjera, producto de una migración que contribuyó a la ruina teotihuacana. Otros consideran que se trata de la expresión de un grupo periférico de la ciudad que no poseía la alta cultura teotihuacana.
Para explicar el ocaso de la ciudad se han propuesto diversas hipótesis. Algunas consideraron que alrededor del siglo VIII ocurrió una gran sequía en el norte de Mesoamérica que provocó la migración de sus ocupantes hacia el sur. Esta sequía también habría afectado a la agricultura de la región e hizo inviable el sostenimiento de la población. Sin embargo, McClung de Tapia y sus colaboradores han dicho que no existen indicadores de que esta hipótesis pudiera sostenerse, puesto que en la época de decadencia de Teotihuacán se observó un aumento de la humedad en el entorno de la ciudad.
Al tiempo que Teotihuacán inició su declive, otras ciudades en el centro de Mesoamérica comenzaron a florecer. Para algunos autores, el florecimiento de las culturas del Epiclásico sería un factor que habría contribuido al colapso teotihuacano. Estas ciudades forman una corona en torno a Teotihuacán, en puntos estratégicos de las rutas comerciales más importantes de Mesoamérica en ese tiempo. Xochicalco en el valle de Morelos, Teotenango en el valle de Toluca, Cacaxtla en el valle de Tlaxcala, Cantona en el oriente y El Tajín en el paso hacia La Huasteca; todas fueron ciudades que vieron su apogeo al declinar Teotihuacán y, en algunos casos, nacieron precisamente en ese contexto. De acuerdo con algunos autores, estos nuevos poderes regionales estrangularon a la gran metrópoli al privarla del acceso a las rutas comerciales.

### Migraciones teotihuacanas después del colapso
Aunque el origen e identidad de los grupos portadores de la cerámica Coyotlatelco son motivo de debate, existe consenso en torno al hecho de que su presencia está relacionada con el declive de la ciudad. La situación de Teotihuacán estuvo acompañada por el abandono masivo de la ciudad, que se inició alrededor del año 500, de acuerdo con la evidencia arqueológica en el norte de Morelos que muestra la presencia de grupos teotihuacanos que se fusionaron con pobladores locales y perdieron su identidad cultural, probablemente como una estrategia para escapar de la opresión del régimen teotihuacano.
La diáspora teotihuacana se estableció en lugares que estaban fuera del dominio de Teotihuacán durante la fase Metepec (550-650 d. C.). En esta época, la metrópoli dominó en el norte de la cuenca de México, pero los pueblos localizados al sur y al poniente de la región se encontraban fuera de su esfera de influencia, como muestra el hecho de que haya pocos indicadores materiales de contacto con Teotihuacán por esos rumbos. Por ello, el oriente del Anáhuac, el norte de Morelos, el valle de Tlaxcala y el valle de Toluca absorbieron partes importantes de los grupos que abandonaron Teotihuacán.
Con la salida de los grupos portadores de la cultura teotihuacana, en la cuenca de México se observa un reacomodo demográfico y la difusión de la cerámica de Coyotlatelco. Entre Azcapotzalco y Ecatepec se encuentra un grupo de poblaciones con ese tipo de cerámica que intervino en su difusión hacia el valle de Toluca. Otro grupo corresponde a la cuenca de Chalco-Xochimilco. El tercero se concentra en torno a Portezuelo, que debió ser uno de los mayores asentamientos de la cuenca de México durante el Epiclásico (c. 650-900). Un último grupo Coyotlatelco corresponde al que permaneció en Teotihuacán, donde ocuparon los conjuntos residenciales arruinados. Tula, Cacaxtla, Cholula y Xochitécatl son puntos fuera de la cuenca de México donde también se ha encontrado cerámica Coyotlatelco, aunque en menor proporción.

## Urbanismo
| Evolución de la superficie y población de Teotihuacán                | Evolución de la superficie y población de Teotihuacán | Evolución de la superficie y población de Teotihuacán | Evolución de la superficie y población de Teotihuacán |
| Fase                                                                 | Años                                                  | Superficie                                            | Población estimada                                    |
| -------------------------------------------------------------------- | ----------------------------------------------------- | ----------------------------------------------------- | ----------------------------------------------------- |
| Tzacualli                                                            | 1-50 d. C.                                            | 17 km²                                                | 30 000                                                |
| Miccaotli                                                            | 150-250 d. C.                                         | 22.5 km²                                              | 45 000                                                |
| Tlamimilolpa                                                         | 250-450 d. C.                                         | 22 km²                                                | 65 000                                                |
| Xolalpan                                                             | 450-650 d. C.                                         | 20.5 km²                                              | 85 000                                                |
| Metepec                                                              | 650-750 d. C.                                         | 20 km²                                                | 70 000                                                |
| Oxtotípac                                                            | 750-850 d. C.                                         |                                                       | 5000                                                  |
| Fuente: Matos Moctezuma, 2009: 62, sobre datos de René Millon, 1966. |                                                       |                                                       |                                                       |

La ciudad de Teotihuacán creció en torno a un plan urbano estructurado en torno a dos ejes axiales. La calzada de los Muertos es el eje norte-sur, mientras que hay otra avenida que inicia en La Ciudadela y es considerada el eje este-oeste. El río San Juan fue desviado de su curso natural para que atravesara perpendicularmente la calzada de los Muertos. Los ejes principales de Teotihuacán se cruzaban perpendicularmente, y en torno a ellos se trazó una retícula que sirvió de base para la construcción de los edificios.
La planificación urbana de Teotihuacán debió adquirir la forma definitiva alrededor del siglo III d. C., cuando ya se habían construido la cuarta etapa de la pirámide de la Luna, La Ciudadela y la pirámide del Sol. Los ejes de la calzada de los Muertos y la avenida Este-Oeste habían sido definidos durante la fase Tzacualli, que va abarca aproximadamente de 1 a 150 d. C.
La calzada de los Muertos es una amplia vía que atravesaba la ciudad. Comienza en la plaza frente a la pirámide de la Luna y se prolonga dos kilómetros hacia el sur, cerca de Teopancaxco. La avenida está orientada 15°30′ hacia el este con respecto al norte astronómico. Esta desviación es la misma que, con algunas variaciones, se observa en todas las construcciones teotihuacanas. En torno a esa gran avenida se encuentran los más importantes conjuntos monumentales de la ciudad, dedicados principalmente a las actividades religiosas. Entre otros, se encuentran sobre la calzada de los Muertos la pirámide del Sol, el templo de los Animales Mitológicos y el templo de Quetzalcóatl. El corazón de Teotihuacán estaba constituido por estas y otras edificaciones dedicadas al culto. Asociados a ellos se encuentran en las inmediaciones los complejos residenciales destinados a la élite. Entre estos se encuentra el palacio de Quetzalpapálotl y los conjuntos habitacionales de Yayahuala, Tetitla, Xala y Zacuala.
En torno a la zona central se organizaban los barrios donde vivían los estratos bajos de la sociedad, los trabajadores agrícolas y artesanos, comerciantes y extranjeros. De acuerdo con las investigaciones arqueológicas, la ciudad llegó a tener alrededor de dos mil conjuntos habitacionales en su momento de mayor apogeo, que ocurrió entre los siglos II y V. Estas edificaciones fueron constantemente ampliadas y remodeladas para satisfacer las necesidades de la creciente población. La superficie urbana creció rápidamente durante la fase Tzacualli, cuando llegó a alcanzar aproximadamente 20 km² de superficie y una población de 25 mil a 30 mil habitantes. Teotihuacán contaba con un sistema de servicios urbanos muy adelantado. Destaca el sistema de manejo del agua, tanto de aquella destinada al consumo cotidiano como de las aguas residuales. La ciudad contó con una gran red de alcantarillas que contribuyó a sanear el ambiente de la urbe y sus decenas de miles de habitantes.
La integración arquitectónica del plan urbano de Teotihuacán está relacionada con la cosmovisión de la sociedad que lo creó y con el entorno. La traza urbana exhibe dos orientaciones ligeramente diferentes, que resultaron de una combinación de criterios astronómicos y topográficos. La parte central de la ciudad, incluyendo la Calzada de los Muertos, se ajusta a la orientación de la Pirámide del Sol, mientras que la parte sur reproduce la orientación de La Ciudadela. Las dos construcciones marcaban las salidas y puestas del Sol en ciertas fechas, permitiendo el uso de un calendario observacional destinado para facilitar una programación adecuada de labores agrícolas y las ceremonias asociadas. El hecho de que ambas orientaciones pertenecen a los grupos ampliamente difundidos en Mesoamérica puede explicarse solo con el uso de las referencias astronómicas sobre el horizonte. Además, la Pirámide del Sol está alineada hacia el cerro Gordo al norte, lo que significa que el lugar para su construcción debió ser cuidadosamente premeditado. La cueva artificial bajo la pirámide representa un indicio adicional de la importancia de este lugar. También es evidente la relación que existe entre las construcciones más importantes y las formas de la sierra de Patlachique que rodean el valle de Teotihuacán.

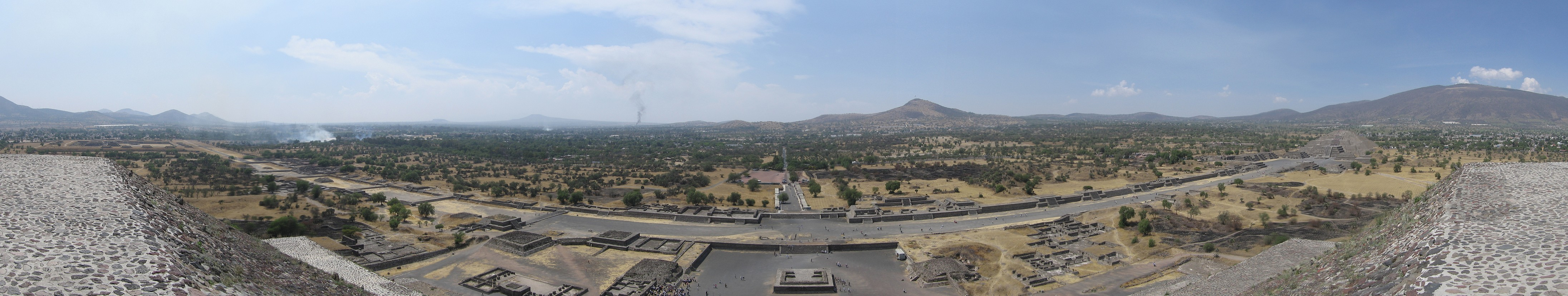
Vista panorámica de la calzada de los Muertos desde la plataforma superior de la pirámide del Sol. A la extrema derecha de la imagen se observa la pirámide de la Luna con su plaza y al fondo la sierra de Patlachique (izquierda), al sur de Teotihuacán, y los cerros Tonalan (centro) al poniente de la ciudad y Gordo (derecha), ubicado al norte.

## Arquitectura

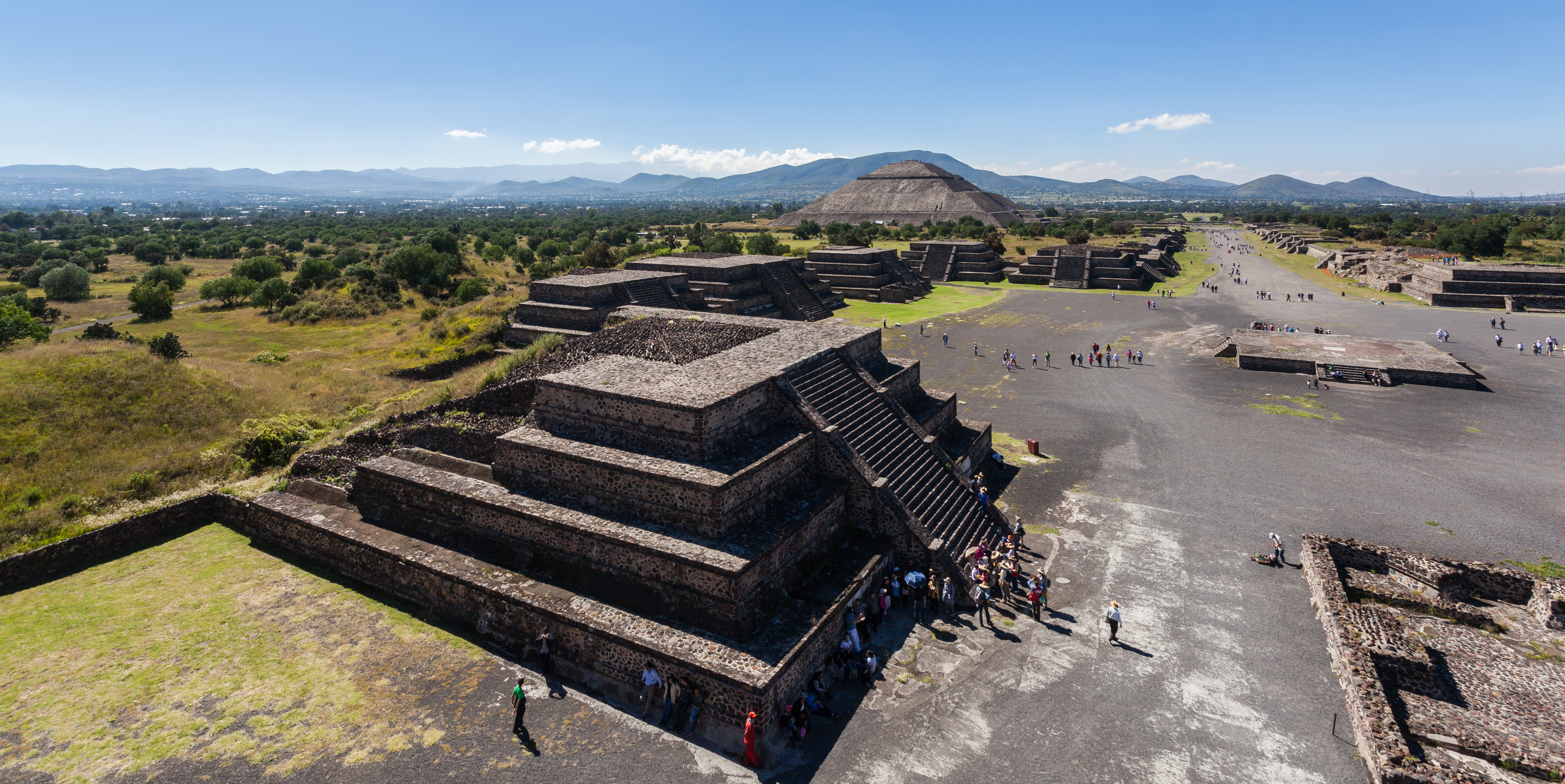
Vista de la calzada de los Muertos desde la cumbre de la pirámide de la Luna, en Teotihuacán.

La traza urbana está esbozada sobre un modelo cuadricular y organizado en una división cuatripartita simbólica, un modelo común en toda Mesoamérica que hace referencia al concepto cosmogónico de los cuatro rumbos (puntos) del universo. En torno a esta planificación, se encuentra la columna vertebral de la ciudad, es decir, la gran vía o calzada de los muertos. Consta de 4000 metros (4 km) de longitud y su eje está desviado ligeramente hacia el noreste, 15°30′ respecto al norte geográfico.
A lo largo de la gran vía se encuentran los edificios más importantes destinados a templos, palacios y casas de personajes de alto rango. Allí están, además de las dos grandes pirámides, la Casa del Sacerdote, el palacio de Quetzalpapalotl (Quetzalmariposa), el palacio de los Jaguares, la estructura de las caracolas emplumadas, el templo de Quetzalcóatl, la ciudadela y muchas edificaciones más que en su día fueron de gran belleza. En uno de los aposentos se descubrieron pisos construidos con dos capas de láminas de mica de 6 cm de espesor, que fueron cubiertas más tarde con tezontle. El visitante puede contemplar esta curiosidad siempre que se lo pida al guardia del recinto.

### Los grandes basamentos
Tienen un núcleo hecho de adobe. Después fueron revestidos de estuco y de piedra y añadieron un friso adornado con relieves geométricos se construyeron como basamento de un templo que se hallaba en la plataforma. Los españoles que llegaron en el siglo XVI, todavía alcanzaron a ver los ídolos del Sol y de la Luna.

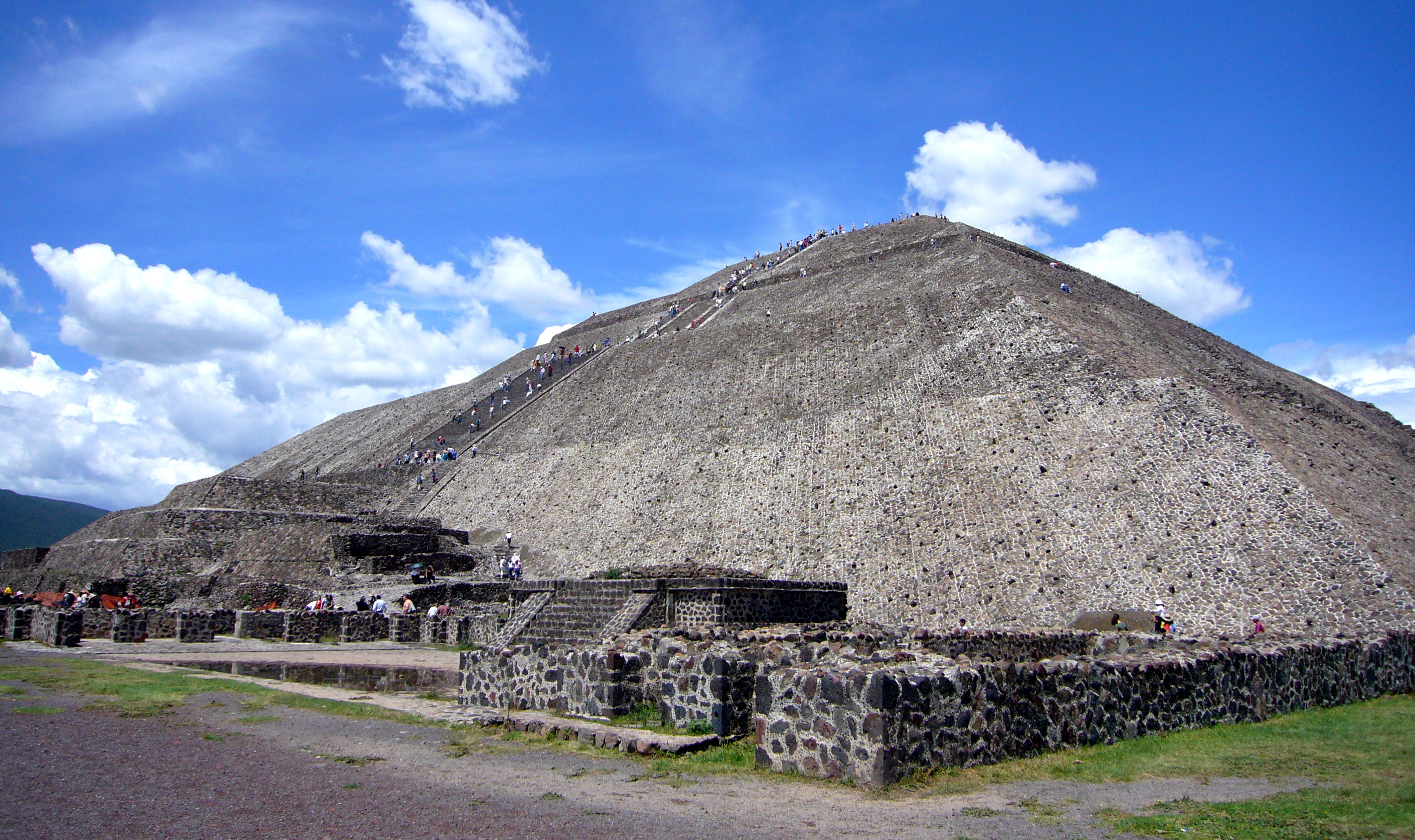
Vista de la pirámide del Sol. Se observa en primer plano el conjunto arquitectónico que servía para controlar el acceso a la pirámide.

### Pirámide del Sol
La pirámide del Sol es el mayor edificio de Teotihuacán y el segundo en toda Mesoamérica, sólo detrás de la Gran Pirámide de Cholula. Por sus considerables dimensiones se puede observar a varios kilómetros de distancia. Tiene una altura de 63 metros, con una planta casi cuadrada de aproximadamente 225 metros por lado, por lo que suele compararse con la pirámide de Keops en Guiza (Egipto).
El edificio consta de cinco cuerpos troncocónicos superpuestos y una estructura adosada de tres cuerpos que no alcanzan la altura de la primera plataforma. La pirámide del sol se ubica en la banda oriental de la calzada de los Muertos, prácticamente alineada en forma perpendicular con esta vía. La imagen actual de la pirámide corresponde a la restauración realizada por Leopoldo Batres entre 1905 y 1910, pues como parte de la conmemoración del Centenario de la Independencia de México se habilitaron varios edificios de la ciudad para convertirlos en un atractivo turístico. La restauración de Batres ha sido criticada posteriormente por apresurada e incompleta, amén de que se realizó sobre concepciones de la arquitectura mesoamericana basadas en los modelos egipcios.
En los inicios de Teotihuacán, el sitio donde se encuentra la pirámide del Sol correspondía a una especie de muro con base de talud y desplante vertical sin asociación a otras estructuras. El uso que tuvo esta estructura se desconoce, aunque Sugiyama plantea que pudo servir para delimitar un espacio sagrado. La pirámide del Sol tuvo dos etapas constructivas, durante la primera prácticamente alcanzó las dimensiones que tiene actualmente. El uso de la pirámide del Sol y el significado que tuvo para los habitantes de Teotihuacán permanece como una incógnita.
En 1971 Jorge Ruffier Acosta encontró un túnel bajo la pirámide, cuyo acceso se encuentra frente a la plataforma adosada. Los primeros investigadores del túnel ―al que se llama también “cueva sagrada”― supusieron que se trataba de una caverna natural que fue empleada con propósitos rituales, lo que explicaría la construcción del monumento sobre ella. Sugiyama y su equipo han demostrado que la cueva fue cavada completamente por humanos. La estructura del túnel recuerda a las tumbas subterráneas de Occidente pues el acceso se lleva a cabo a través de un tiro de 6.5 metros. La cavidad se prolonga hacia el este por aproximadamente 97 metros, al final del túnel―que prácticamente coincide con el centro del edificio― se encuentra una cámara de cuatro lóbulos que, de acuerdo con la hipótesis de Sugiyama, pudo contener una tumba real.

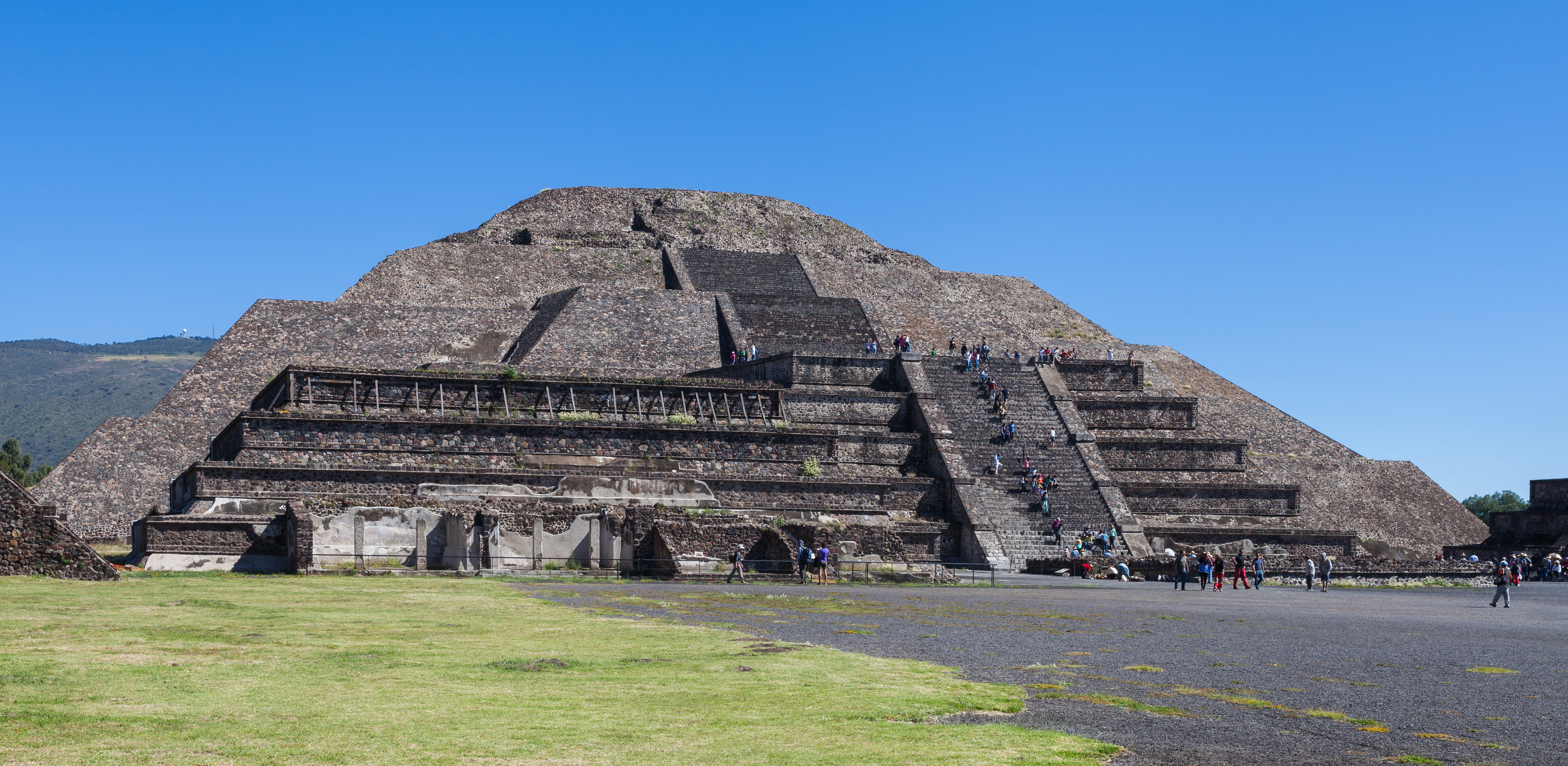
Vista de la pirámide de la Luna desde el sur de la plaza del mismo nombre.

### Basamento piramidal de la Luna
La pirámide de la Luna es uno de los edificios más antiguos de Teotihuacán. Durante el siglo XIX también se conoció como Meztli Iztácual, nombre que Manuel Orozco y Berra recoge en su obra, donde sostiene la hipótesis decimonónica de que Teotihuacán fue una ciudad tolteca. Su forma final la adquirió después de siete etapas constructivas. Tiene una planta aproximadamente cuadrada de 45 metros por lado. Es de tamaño menor que la Pirámide del Sol, pero se encuentra a la misma altura por estar edificada sobre un terreno más elevado. Su altura es de 45 m. Junto a esta pirámide se encontró una estatua llamada Diosa de la Agricultura que los arqueólogos sitúan en época tolteca primitiva.
Esta pirámide se encuentra situada muy cerca de la del Sol, cerrando por el norte el recinto de la ciudad. Desde su explanada se inicia el recorrido del eje principal conocido como Vía o Calzada de los Muertos.

### La Ciudadela y la pirámide de la Serpiente Emplumada

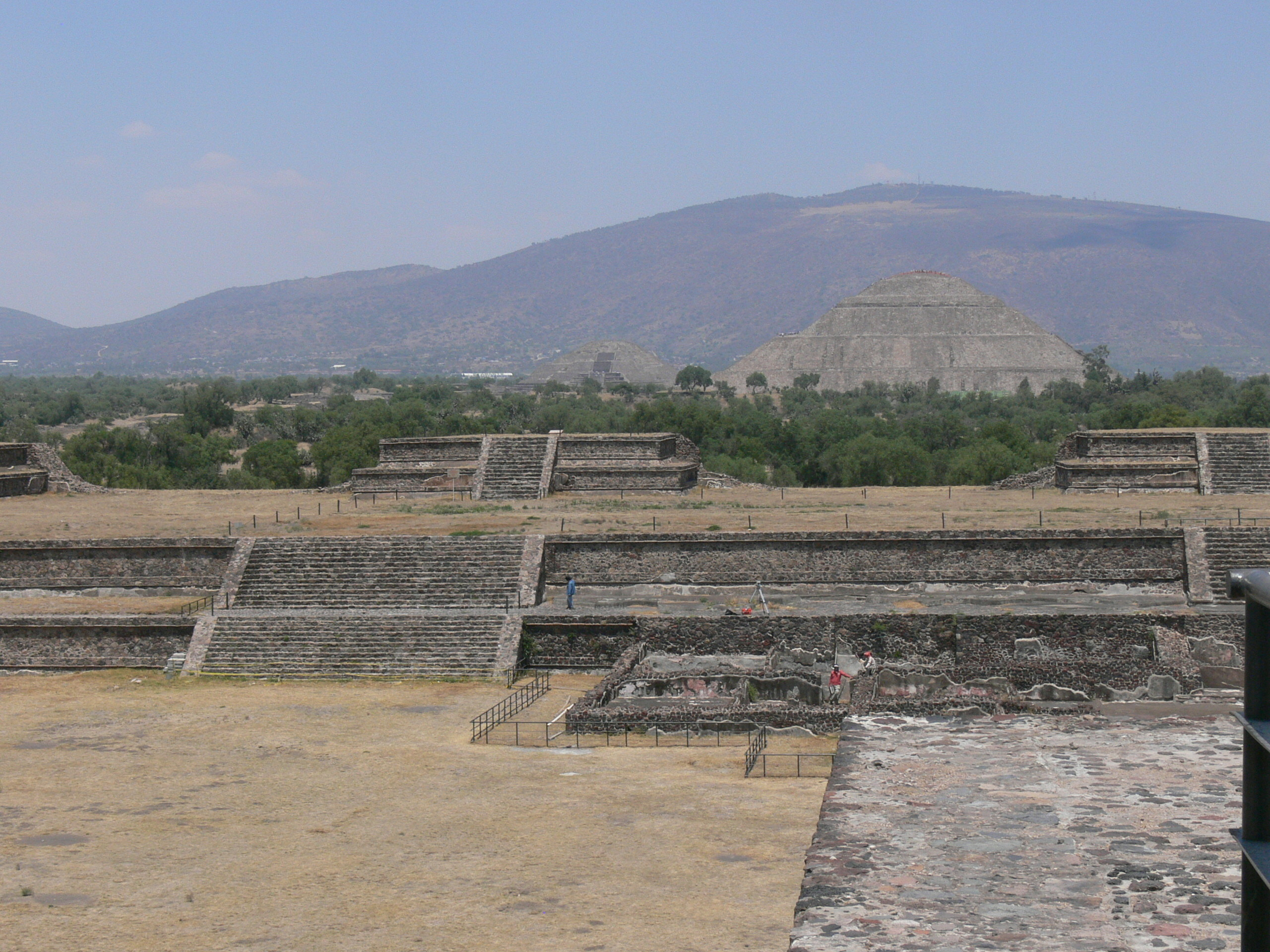
Vista de La Ciudadela hacia el norte desde la plataforma adosada al Templo de Quetzalcóatl.

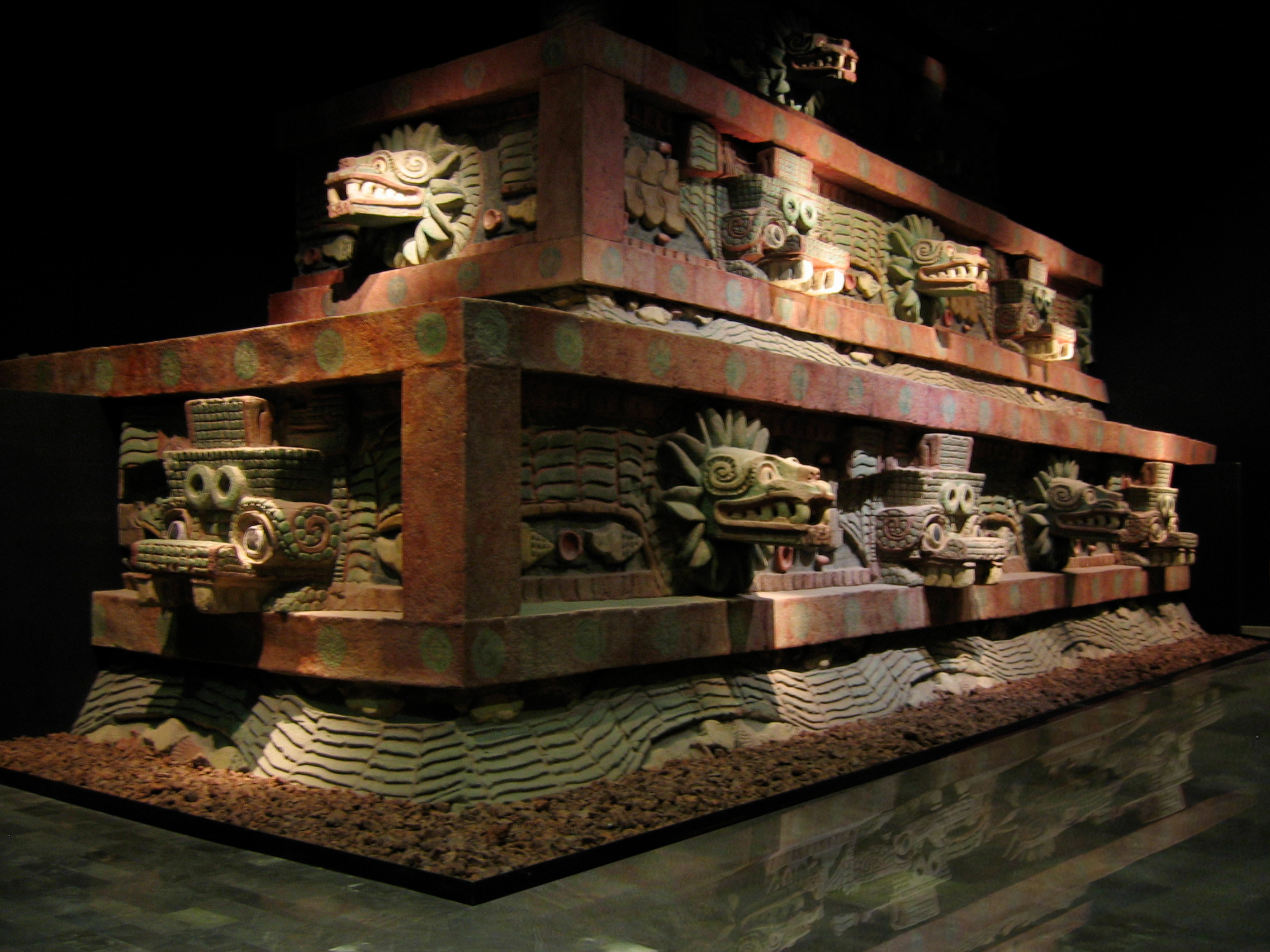
Reconstrucción de la pirámide de la Serpiente Emplumada en el Museo Nacional de Antropología.

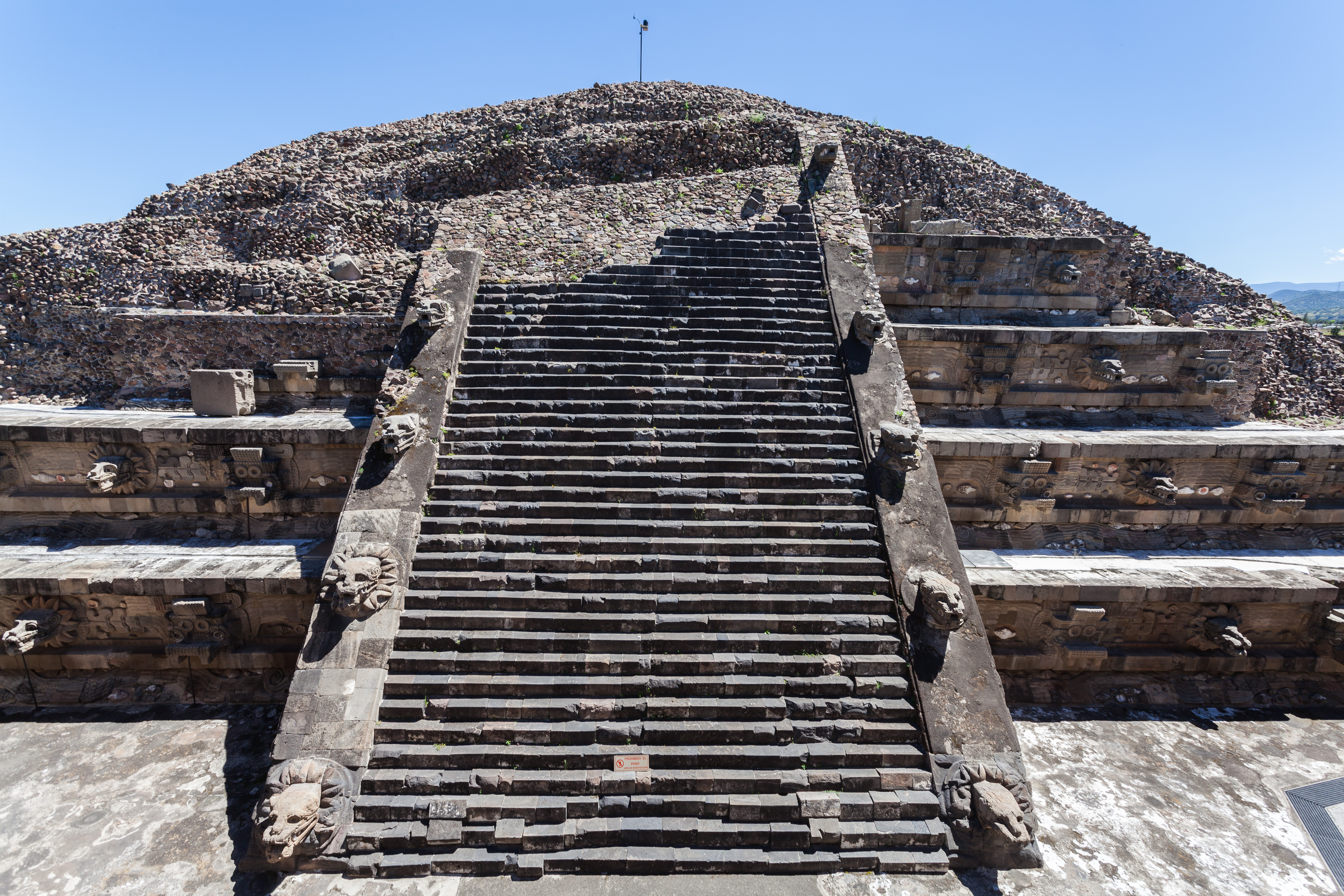
Vista frontal del santuario de la serpiente emplumada

La ciudadela es un conjunto arquitectónico localizado en la banda poniente de la calzada de los muertos, al sur del curso del río San Juan. El conjunto forma una gran plaza cuadrangular hundida de aproximadamente 400 metros por lado y fue construido durante la fase Miccaotli, entre los años 150 y 250 d. C. El conjunto de La Ciudadela comprende también la pirámide de la Serpiente Emplumada, a la que rodean trece templos secundarios construidos sobre una plataforma. Detrás del templo de las Serpientes Emplumadas se encuentran dos conjuntos habitacionales que pudieron estar reservados para la élite teotihuacana. En el centro de la plaza se encuentra un adoratorio con cuatro escalinatas que daban acceso a la plataforma. La Ciudadela se convirtió en el centro político, cultural y económico de la ciudad de Teotihuacán, sitio que había correspondido al conjunto de la pirámide del Sol hasta entonces. Las causas de ese desplazamiento del centro de la ciudad son desconocidas, pero podría haberse debido a factores políticos.
La pirámide de la Serpiente Emplumada se halla a una cierta distancia de las dos grandes pirámides, en la Calzada de los muertos. Fue un descubrimiento arqueológico de 1920. Estaba soterrado por una pirámide de paredes lisas, sin ningún tipo de ornamentación.
En un principio se pensó que las esculturas que acompañan a las cabezas de serpiente emplumada, se trataban de representaciones de Tlalóc, sin embargo se tratan de Cipactli, que quiere decir cocodrilo, este personaje fue muy importante, ya que con él se representaba el primer día con el que se iniciaba el calendario lunar de 260 días. Es por eso que el templo de Quetzalcoatl, pudo haber sido un templo edificado al Tiempo.
En noviembre de 2010, investigadores del Instituto Nacional de Antropología e Historia enviaron un vehículo robot, llamado Tlaloque I y diseñado por el Instituto Politécnico Nacional, para explorar un túnel estrecho, a 8 metros de profundidad y de aproximadamente 100 metros lineales de fondo, ubicado justo debajo del templo. Al hacer uso de un georradar, se llegó a la conclusión de que dicho túnel lleva a 3 cámaras donde los investigadores suponen se hallan los restos de algunos personajes importantes de Teotihuacán. De acuerdo con la arqueóloga Verónica Ortega: «Lo primero que hubo para hacer adoración en Teotihuacán fue este túnel y posteriormente pusieron un lugar ya sagrado, ahí se construyó la Pirámide del Sol [...] El recubrimiento es totalmente de lodo, [los teotihuacanos] tratan de dar una apariencia lisa a estos muros, probablemente para que las personas que se introdujeran aquí no se dieran cuenta de que seguía el túnel». Previamente, este lugar había sido hallado por la cultura mexica y, más recientemente, en los años 1970, aunque en este último no se realizaron mayores hallazgos.

### Palacio de Quetzalpapálotl

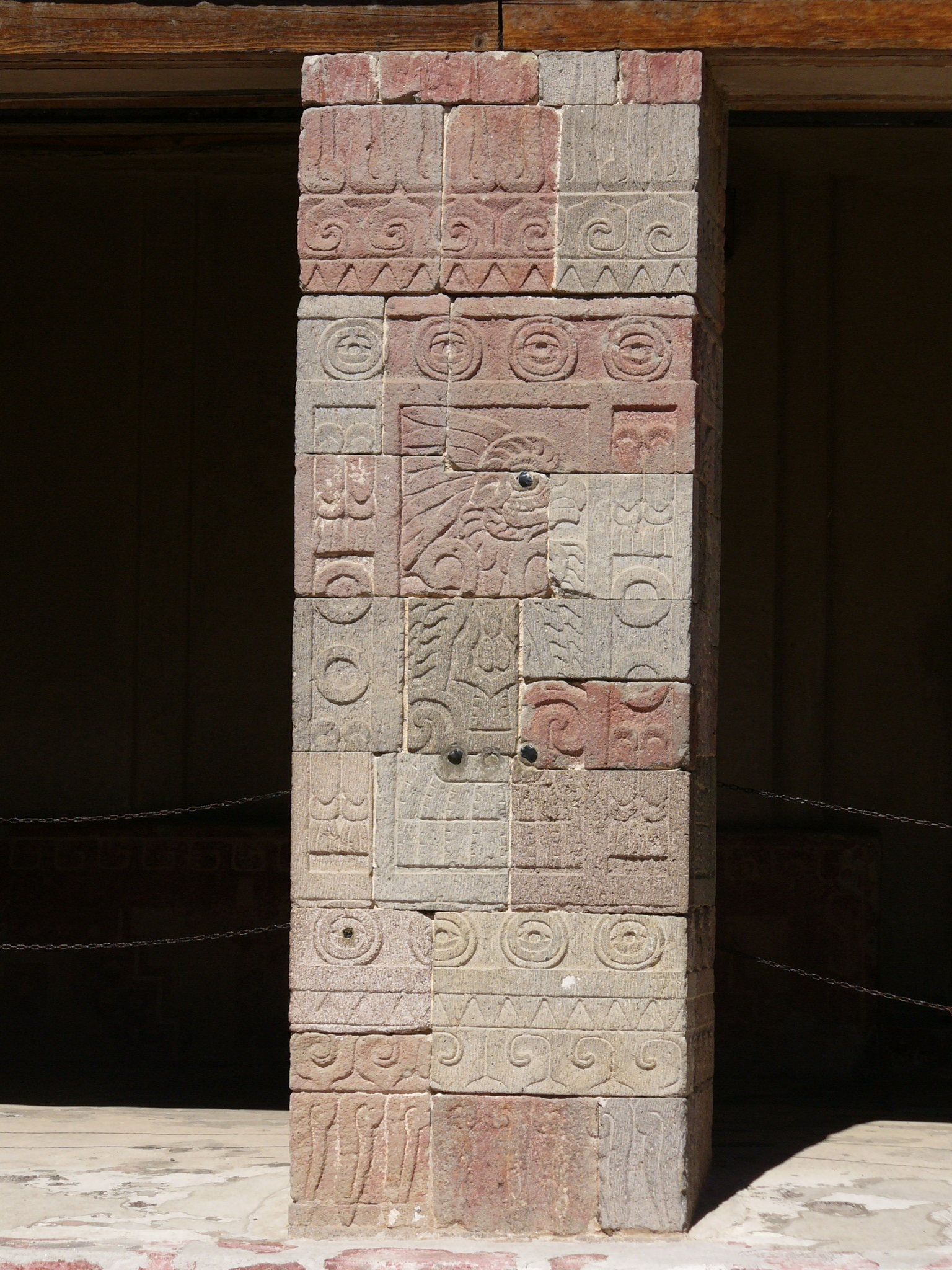
Columna en el palacio de Quetzalpapálotl.

El palacio de Quetzalpapálotl (del náhuatl: quetzalli-papálotl ‘Mariposa-quetzal, mariposa de plumas, mariposa preciosa’) es una edificación que fue vivienda de la élite teotihuacana. Más específicamente, se ha propuesto que fue la residencia de los principales sacerdotes de Teotihuacán. El palacio de Quetzalpapálotl se localiza en el ángulo suroeste de la plaza de la Luna, detrás de la estructura 5 de este conjunto. Para acceder a su interior hay que subir una escalinata custodiada por unos jaguares. Desde la plataforma sobre la que se encuentra el edificio es posible descender al patio central del palacio. Este espacio está rodeado por pórticos que enmarcan los accesos a las cámaras interiores del palacio. Las columnas de piedra están talladas profusamente con representaciones de mariposas y plumas de quetzal, de ahí el nombre del palacio. En el tiempo que estuvo en funciones esta edificación, los relieves en las columnas fueron policromados. Los muros interiores estuvieron decorados con motivos relacionados con el culto a la divinidad del agua. Una de las subestructuras de este edificio es el patio de los Jaguares. Los muros de esta sección están decorados con escenas que representan a jaguares que portan penachos de plumas de quetzal y, frente a ellos, representaciones de caracoles marinos y corazones humanos.

### Avenidas principales
Tal como está configurada se puede deducir que tuvo un cuidadoso trabajo de planificación. Se aprecian cuatro zonas o ejes principales. De norte a sur se extiende la avenida principal, la calzada de los Muertos. Recientemente se descubrió perpendicular a ella el otro eje, constituido por dos calles que atraviesan la Ciudadela y que no son visibles en la actualidad. Los arqueólogos las han llamado Avenida Este y Avenida Oeste.
La ciudad estaba bien diferenciada en barrios y centro de ceremonial religioso, donde se encontraban los edificios de actividades administrativas y los grandes palacios, además de los templos y las grandes edificaciones (pirámides).
Los sacerdotes tenían un papel destacado tanto en la religión, como en la administración. Los arquitectos y los artistas eran bien considerados y tenían talleres especializados. En cuanto al cuerpo militar, se conoce muy poco, se sabe que no era una sociedad militarista, aunque en la época final aparecieron con más frecuencia las representaciones de militares en la pintura mural.

### Vivienda
Es usual que la zona residencial de Teotihuacán quede fuera de cualquier tipo de análisis. Sin embargo, esto no implica la inexistencia de la misma ni mucho menos, la falta de inteligencias arquitectónicas fuera de la escala urbana. 
Todo el entorno del centro ceremonial de esta ciudad estaba densamente poblado por variados grupos de sacerdotes, artesanos, alfareros y peones que edificaron la ciudad. La vivienda teotihuacana, estaba sumergida en una densa trama ortogonal compuesta por un gran número de pequeñas calles que conectaban plazoletas de menor escala y otros puntos importantes de esta red. Esto, da cuenta a su vez de la forma de vida urbana que llegó a desarrollarse en este lugar.
La vivienda aparece como un reflejo de esta realidad urbana en la que se encuentra y presenta a su vez un profundo entendimiento del sitio. La mayoría de estas están conformadas por un patio central alrededor del cual se encuentran las habitaciones en desnivel respecto del mismo. Este no solo cumple la función de iluminar y ventilar, sino también de recoger los desagües para evacuarlos al sistema de drenaje urbano. Por otro lado los techos, presentaban un diseño particular que permitía captar las aguas y conducirlas a pequeños reservorios de agua. 
En las viviendas de mayor tamaño, la inexistencia de puertas y ventanas es resuelta a partir de una serie de patios de menor escala que permiten privacidad así como también una íntima relación con el espacio exterior. En total, se calcula un aproximado de 2 000 viviendas conjugadas en considerables estructuras rectangulares en toda la extensión de la ciudad.

## Artes

### Pintura mural
Teotihuacán es una de las ciudades prehispánicas que más pintura mural conservan, importantes ejemplos se pueden encontrar en Tepantitla, Tetitla, Atetelco, la Ventilla o en el Museo de Murales Teotihuacanos Beatriz de la Fuente, nombre de la fundadora del proyecto. La pintura mural prehispánica en México de la UNAM, que desde 1990 registra en fotografías los murales de este sitio. En los estudios sobre la pintura mural prehispánica dirigidos por De la Fuente se explica que la interdependencia entre pintura artesanal, por la disposición que estos tiene en los espacios arquitectónicos y las escenas las describe básicamente como mitológicas. La pintura teotihuacana se localiza en el exterior de los edificios en los taludes y los tableros de los basamentos piramidales y en el interior, en los pórticos y en los cuartos y corredores. Según Sonia Lombardo, investigadora de dicho proyecto, las primeras obras pictóricas datan de la fase Micaotli (150-200 d. C.).

## Teotihuacán mítico
Una parte de las controversias historiográficas del sitio es la identificación y separación de los conceptos de Teotihuacán mítico a comparación del Teotihuacán arqueológico, lo que ha desembocado en la formulación de varias teorías importantes conforme al estudio de los términos. También entre las tradiciones mexicas —del posclásico—, se encontraba el llevar a cabo ceremonias de consagración religiosa de los tlatoque en un recinto identificado con el mismo nombre.
Entre otras cuestiones, se define al lugar mítico como al que acudían los primeros habitantes de Tamoanchan para adorar a los dioses y donde ocurrió el nacimiento del Quinto Sol (Nahui Ollin). Así lo atestiguan, entre otros, los informantes nahuas de Bernardino de Sahagún: argumentaban que allí se efectuó el nacimiento del sol (sacrificio de Nanahuatzin) y de la luna (sacrificio de Tecuciztécatl).
Fue también el padre Sahagún quien recogió de boca de los mexicas la leyenda que habla sobre la creación del Sol y la Luna, los dioses a quienes están dedicadas las dos magníficas pirámides. Dice así:

Antes de que hubiese día, se reunieron los dioses en Teotihuacán y dijeron, ¿Quién alumbrará el mundo? Un dios rico (Tecuzitecatl), dijo yo tomo el cargo de alumbrar el mundo. ¿Quién será el otro?, y como nadie respondía, se lo ordenaron a otro dios que era pobre y buboso (Nanahuatzin). Después del nombramiento, los dos comenzaron a hacer penitencia y a elevar oraciones. El dios rico ofreció plumas valiosas de un ave que llamaban quetzal, pelotas de oro, piedras preciosas, coral e incienso de copal. El buboso (que se llamaba Nanauatzin), ofrecía cañas verdes, bolas de heno, espinas de maguey cubiertas con su sangre, y en lugar de copal, ofrecía las postillas de sus bubas. A la media noche se terminó la penitencia y comenzaron los oficios. Los dioses regalaron al dios rico un hermoso plumaje y una chaqueta de lienzo y al dios pobre, una estola de papel. Después encendieron fuego y ordenaron al dios rico que se metiera dentro. Pero tuvo miedo y se echó para atrás. Lo intentó de nuevo y volvió para atrás, así hasta cuatro veces. Entonces le tocó el turno a Nanauatzin que cerró los ojos y se metió en el fuego y ardió. Cuando el rico lo vio, le imitó. A continuación entró un águila, que también se quemó (por eso el águila tiene las plumas hoscas, color moreno muy oscuro o negrestinas, color negruzco); después entró un tigre que se chamuscó y quedó manchado de blanco y negro. Los dioses se sentaron entonces a esperar de qué parte saldría Nanauatzin; miraron hacia Oriente y vieron salir el Sol muy colorado; no le podían mirar y echaba rayos por todas partes. Volvieron a mirar hacia Oriente y vieron salir la Luna. Al principio los dos dioses resplandecían por igual, pero uno de los presentes arrojó un conejo a la cara del dios rico y de esa manera le disminuyó el resplandor. Todos se quedaron quietos sobre la tierra; después decidieron morir para dar de esa manera la vida al Sol y la Luna. Fue el Aire quien se encargó de matarlos y a continuación el Viento empezó a soplar y a mover, primero al Sol y más tarde a la Luna. Por eso sale el Sol durante el día y la Luna más tarde, por la noche.

Esta leyenda explica así mismo el origen del nombre Teōtihuácān 'lugar donde fueron hechos los dioses', ya que de acuerdo con la leyenda es ahí donde dos dioses, el sol y la luna, empezaron a ser dioses (náhuatl teōti 'ser [un] dios', teōtia 'convertir [a alguien] en [un] dios', teōtihua 'ser transformado en dios').
Según la leyenda, sería en Teotihuacán donde los dioses habrían nacido. En este lugar donde el Sol y la Luna se elevaron hacia el cielo, como testimonian las dos pirámides que les consagraron.
No es asombroso que todas las civilizaciones de la meseta mexicana dijeran descender de la civilización de Teotihuacán. El sitio es grandioso y tan imponente que parece realmente haber sido construido por dioses.
Pero no sabemos casi nada de los hombres que poblaron esta ciudad en el siglo II de nuestra era. La ciudad contaba con más de 100.000 habitantes en su apogeo. Teotihuacán fue destruida en el siglo VII, sin que se sepan las razones. La ciudad estaba desprovista de fortificaciones y las pinturas descubiertas no presentan ningún rastro de violencia.
Sin embargo, Teotihuacán habría influenciado mucho al área mesoamericana. Todas las civilizaciones avanzadas de la región incorporaron el estilo Teotihuacán a su arquitectura, como testimonian las representaciones de Quetzalcoatl, la famosa "serpiente emplumada" que se encuentra prácticamente en todos los sitios arqueológicos de México y Guatemala.

### Sociedad según las fuentes
De acuerdo con las fuentes coloniales, los nahuas pensaban que Teotihuacán fue construida por los quinametzin, una raza de gigantes que pobló el mundo durante la era anterior y cuyos sobrevivientes se encontraban ocultos. Los templos, las pirámides de la ciudad eran imaginados como las tumbas de los señores que fundaron la ciudad, un lugar sagrado donde al morir y ser enterrados, los hombres se convertirían en dioses.
Aun así, para los informantes de Sahagún, la identidad de los fundadores de Teotihuacán era desconocida. En la actualidad el debate aumenta si se toma en cuenta que la urbe estuvo situada en un enclave regional donde a lo largo de siglos existió una fuerte convergencia de grupos étnicos y lingüísticos que, según la evidencia arqueológica, influenciaron en cantidad a sus habitantes.

## Exploraciones arqueológicas en Teotihuacán
Teotihuacán ha sido objeto de interés desde la época prehispánica de Mesoamérica. Las primeras excavaciones realizadas en el lugar corresponden al Posclásico mesoamericano (ss. X-XVI). Los mexicas excavaron la ciudad en busca de objetos preciosos que luego incluyeron en las ofrendas que colocaron bajo sus edificios. En las excavaciones en México-Tenochtitlan han sido rescatados varios de estos vestigios. Las excavaciones subterráneas, han continuado proporcionando información, de estructuras tan significativas como las pirámides del sol y de la luna.
Carlos de Sigüenza y Góngora dirigió en 1675 las primeras excavaciones arqueológicas en Teotihuacán, las primeras llevadas a cabo en México en el período virreinal.

Fotos de las excavaciones de Sigvald Linné en Teotihuacan 1932.

## Controversia por espectáculos en Teotihuacán
A inicios del mes de diciembre de 2008, con aprobación del Instituto Nacional de Antropología e Historia y con apoyo de la Secretaría de Turismo Federal se comenzó a montar un proyecto de luces y sonido en las Pirámides de Teotihuacán, llamado Resplandor teotihuacano. Este montaje fue condenado inicialmente por los trabajadores del INAH y miembros de su sindicato de académicos y trabajadores. El 23 de diciembre de 2008 la Comisión Permanente del Congreso de la Unión de México pidió la suspensión de las obras por considerar que dañaban la estructura de las mismas. El INAH suspendió un día después las obras.
Sin embargo, más tarde se continuaron las obras argumentando una derrama económica a la región y el impulso de un corredor turístico, a pesar de la oposición y de las protestas por parte, entre otros, de Cuauhtémoc Velasco, líder sindical del INAH señalando que los daños afectaban la estructura de las Pirámides. Después, el 7 de enero de 2009, se comenzaron a reemplazar los rieles instalados en las pirámides por bloques de concreto.
Se dio a conocer que el grupo empresarial, "Grupo Mundo" era el encargado de ejecutar el espectáculo de luces, con registro de ya haber montando espectáculos en Tulum y Chichén Itzá y que habían sido contratados por el secretario de turismo del gobierno del Estado de México, Alfredo del Mazo Maza. hecho que fue confirmado el 10 de enero de 2009.
El 11 de enero del mismo año se informó que continuaban los trabajos en las pirámides, además que Peña Nieto envió un representante de su gobierno a convencer al Sindicato y los habitantes del municipio con argumentación que fue rechazada por ambos. El 13 de enero de 2009 el Consejo Internacional de Monumentos y Sitios, adscrito a la Organización de las Naciones Unidas para la Educación, la Ciencia y la Cultura dictaminó que las obras en el sitio debían detenerse, mencionando que El gobierno local comenzó “al revés” el proyecto multimedia y que Las acciones son reversibles, pero afectan la autenticidad del sitio y que “no existe un proyecto elaborado por un especialista en iluminación”. El INAH respondió que las obras habían sido suspendidas, pero en cambio el vocero de la administración del recinto histórico desmintió ese hecho.
El Secretario de Turismo de Peña Nieto afirmó que contaban con el apoyo del INAH y FONATUR para este proyecto, que el mismo tendría un corredor turístico de por medio, con un proyecto de rieles que implicaría una instalación en la Calzada de los Muertos de dicha zona arqueológica, un proyecto de hotelería de lujo y la "pernocta" de los visitantes en la zona. Posteriormente la Comisión de Cultura de la Cámara de Diputados de México, el 21 de enero condenó las obras en la zona, y en su reporte final afirmó que “detectamos la falta de publicación de las obras de instalación de luz y sonido en la página del INAH, tal como lo señalan los artículos 82 y 83 de la Ley Federal de Presupuesto y Responsabilidad Hacendaria y el Presupuesto de Egresos de la Federación”.
La Comisión Permanente del Congreso de la Unión de México volvió el 28 de enero a condenar la instalación del espectáculo de luces y ordenó la creación de una mesa de expertos para evaluar los daños a la zona, mientras el INAH y el Gobierno del Estado de México continúan insistiendo que no había daños en las mismas.
Se informó finalmente que el Sindicato de Trabajadores del INAH interpuso un amparo a fin de detener las obras en Teotihuacán, mientras expertos en arqueología determinaron que se dañó la piedra originaria con las perforaciones que se habían realizado.

## Información turística

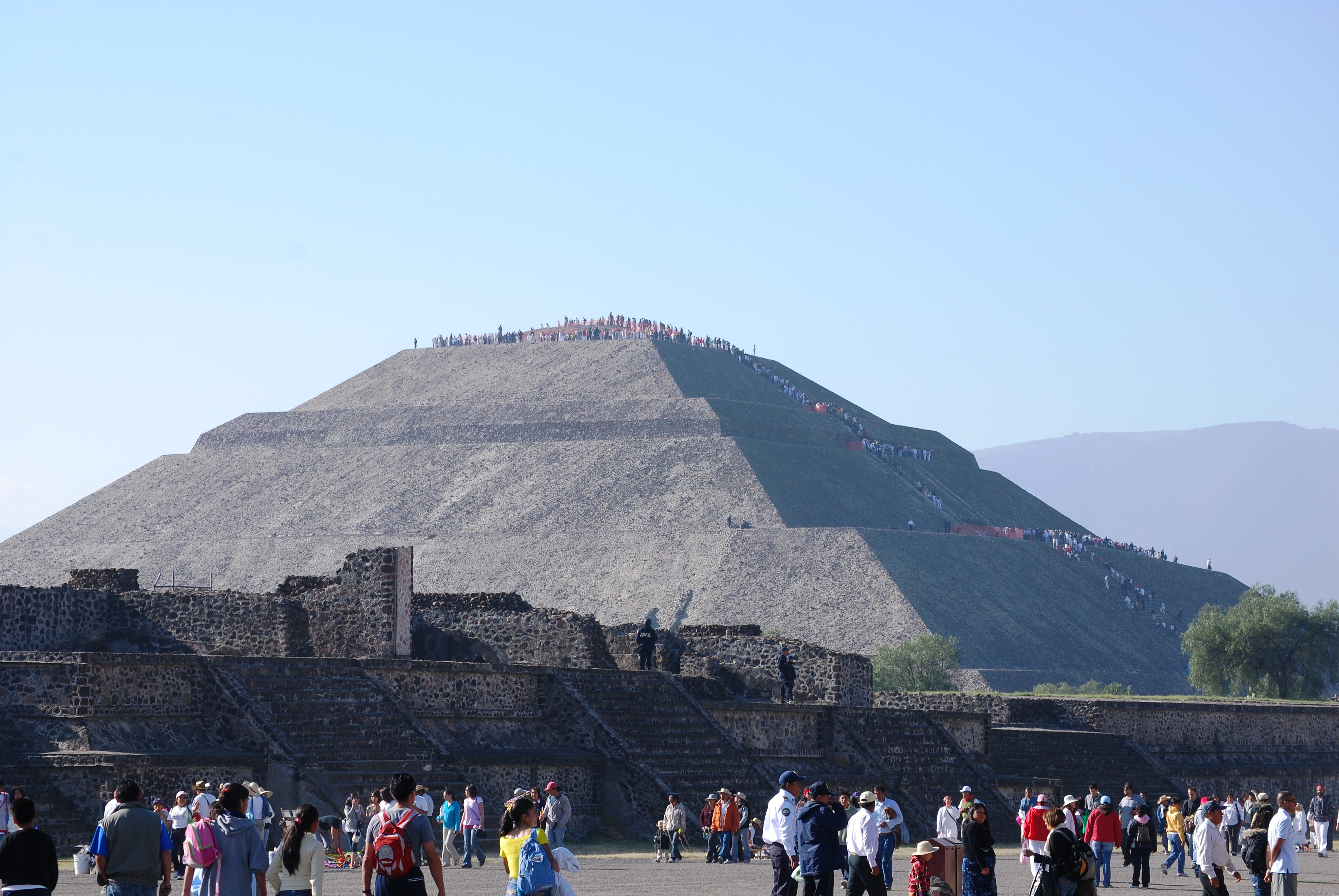
Vista de la pirámide del Sol en el equinoccio de primavera de 2010.

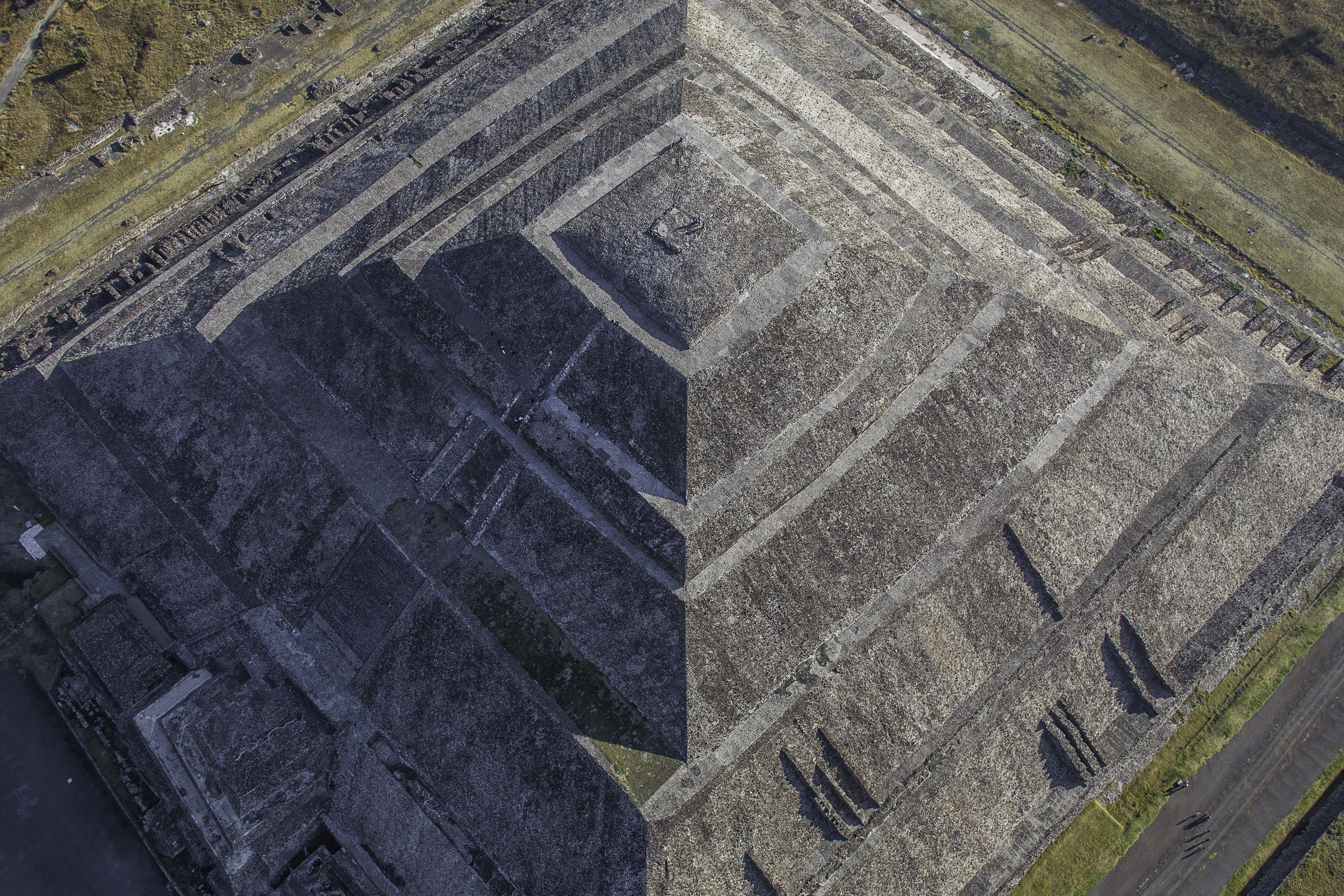
Pirámide del Sol, vista aérea.

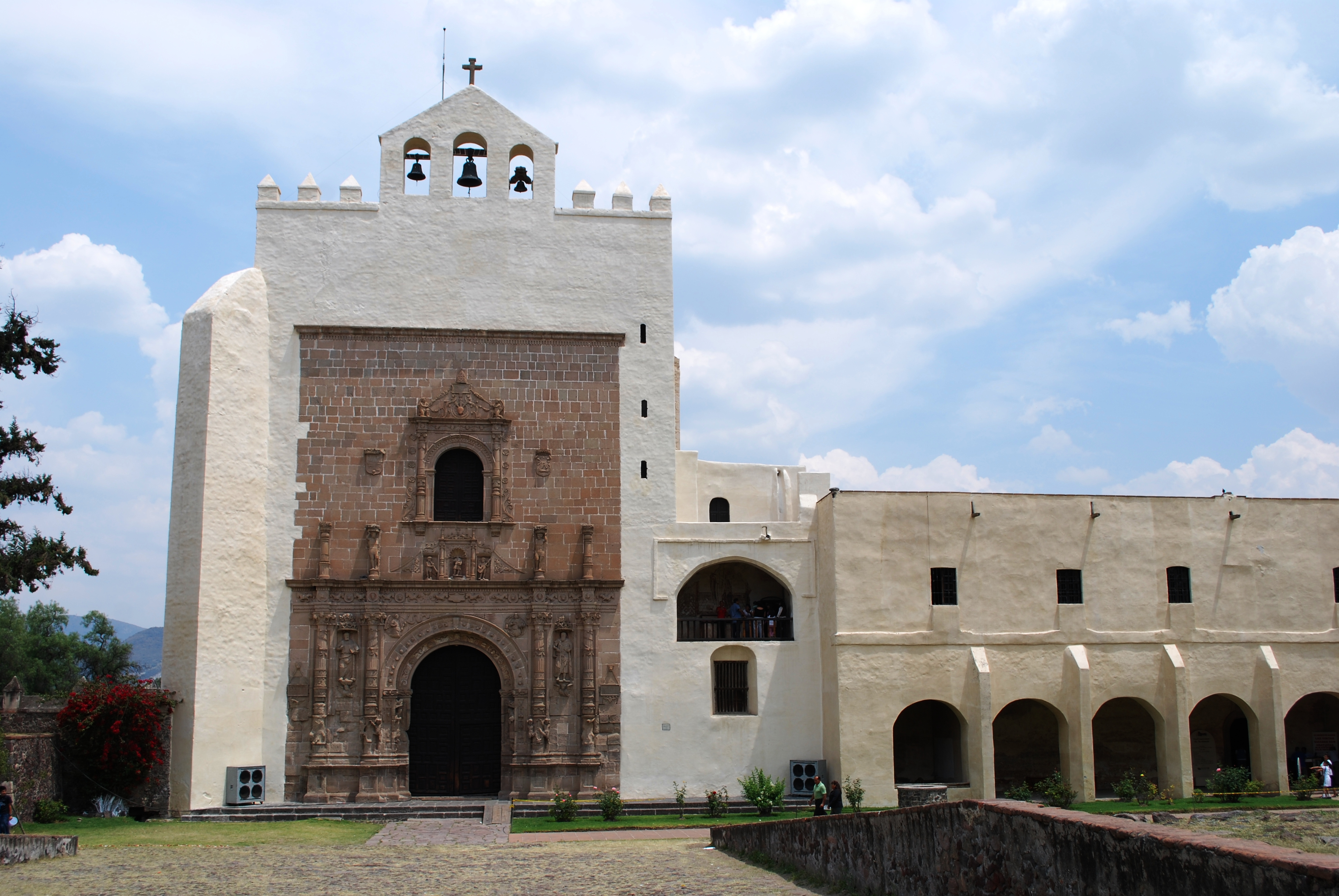
En torno a Teotihuacán hay otros sitios de interés turístico. En la imagen, el convento de San Agustín en Acolman de Nezahualcóyotl

La zona arqueológica de Teotihuacán se encuentra dentro del término municipal de San Juan Teotihuacán (Estado de México), algunos kilómetros al oriente de Teotihuacán de Arista, que es la cabecera del municipio. Se encuentra a 45 kilómetros de la Ciudad de México. Es la zona arqueológica que recibe mayor número de visitantes en México, sobre sitios como Chichén Itzá (Yucatán) y Monte Albán (Oaxaca). Normalmente, son los fines de semana los días en que Teotihuacán tiene mayor afluencia de turistas. En el equinoccio de primavera, grupos de creyentes esotéricos acuden a Teotihuacán y otras zonas arqueológicas a «recargar energía», pues existe la creencia popular de que las pirámides prehispánicas mexicanas son puntos energéticos. En el equinoccio de la primavera de 2010, Teotihuacán recibió 70 358 visitantes.
El sitio es administrado por el Instituto Nacional de Antropología e Historia (INAH) de México. El conjunto abierto al público cubre una superficie de 2.5 km² y corresponde al Área Central de Monumentos incluida en la zona protegida por decreto del gobierno federal mexicano en 1988. El horario de visita a la zona arqueológica es de 8 a 17 horas, y para los museos es de 8 a 18 horas. La entrada es libre para adultos mayores con identificación del Inaplen, así como para niños, estudiantes y profesores con identificación escolar. Los domingos el acceso es libre para todos los mexicanos. En cambio, los visitantes extranjeros deben pagar boleto cualquier día del año.
Para llegar al conjunto monumental desde ese punto se puede llegar por la autopista a las Pirámides desde la zona de Indios Verdes (Gustavo A. Madero, D. F.) o por la carretera federal México-Tulancingo a partir de Tepexpan. Desde otras ciudades del centro de México ―como Querétaro, Tula, Pachuca, Tlaxcala y Puebla― es posible llegar a través del Arco Norte hasta el entronque con la carretera a Tulancingo.
Existen autobuses que cubren el trayecto entre la capital mexicana y Teotihuacán. La línea Autobuses Teotihuacanos presta servicio con frecuencia de 45 minutos a partir de la Terminal Central de Autobuses del Norte, haciendo algunas escalas antes de llegar a Teotihuacán por la autopista a las Pirámides. Autobuses del Valle de México brinda servicio ordinario a partir del metro San Lázaro, tomando la avenida Central que atraviesa Ciudad Nezahualcóyotl por el rumbo de Aragón.
Teotihuacán de Arista y San Martín de las Pirámides cuentan con varios hoteles cuyas habitaciones se cotizan de acuerdo con la calidad del servicio que ofrecen y la temporada en que se visita. En las inmediaciones de la zona arqueológica se encuentran algunos hoteles de lujo y áreas para acampar. La oferta gastronómica en la región también es variada. Numerosos restaurantes y fondas ofrecen la cocina tradicional de la cuenca de México. Entre algunos platos representativos que pueden encontrarse en Teotihuacán se encuentran la barbacoa, el conejo al carbón, los mixiotes, el pulque y toda clase de antojitos preparados a base de maíz.
Por otra parte, se ofrecen visitas nocturnas, que incluyen un recorrido por la calzada de los muertos y un espectáculo de luces proyectadas en la pirámide. El audio guía puede ser configurado en cualquier idioma. La visita dura aproximadamente dos horas y personas de cualquier edad pueden asistir, ya que no es un recorrido muy largo ni agotador.[cita requerida]

## Nuevos descubrimientos fuente de nuevas teorías
- 26 de mayo de 2011: Hallan nuevo túnel en templo de la Serpiente Emplumada.[117]
- 15 de diciembre de 2011: Nuevos descubrimientos en la pirámide del Sol.[118]
- 25 de enero de 2013: Hallan 33 entierros humanos cerca de las pirámides.[119]
- 12 de febrero de 2013: Descubren nueva y gran figura de Huehueteotl (Deidad Vieja) y otros objetos y monumentos en la cima pirámide del Sol.[120]
- 23 de abril de 2013: Descubren tres cámaras subterráneas, por medio de un robot.[121]
- 29 de noviembre de 2014: Revelan el hallazgo de más de 50 000 objetos en un túnel debajo del templo de la Serpiente Emplumada.[122]

## Galería de imágenes

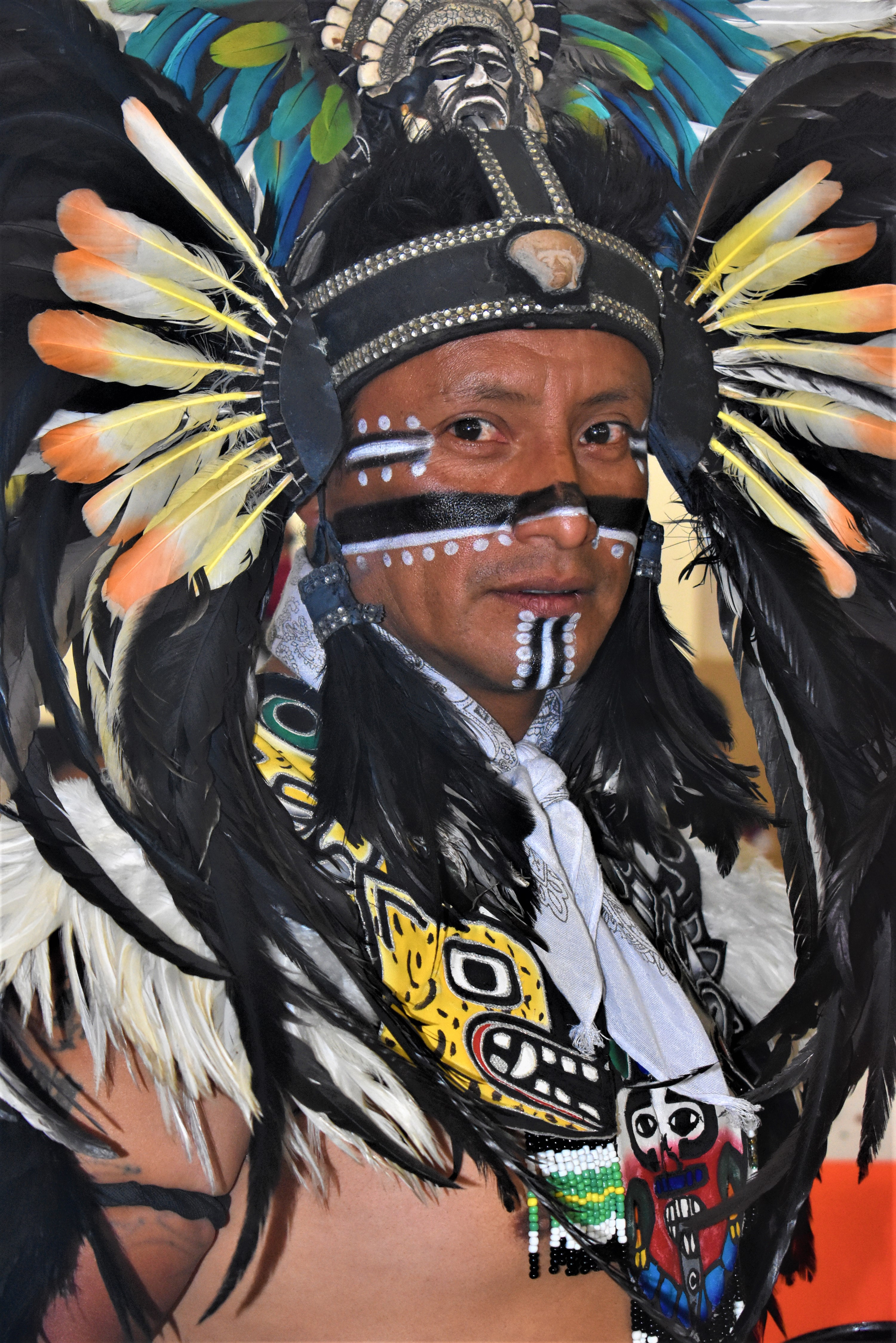
Danzante Teotihuacano, muestra vestimenta colorida con glifos y decoración de plumas de ave.
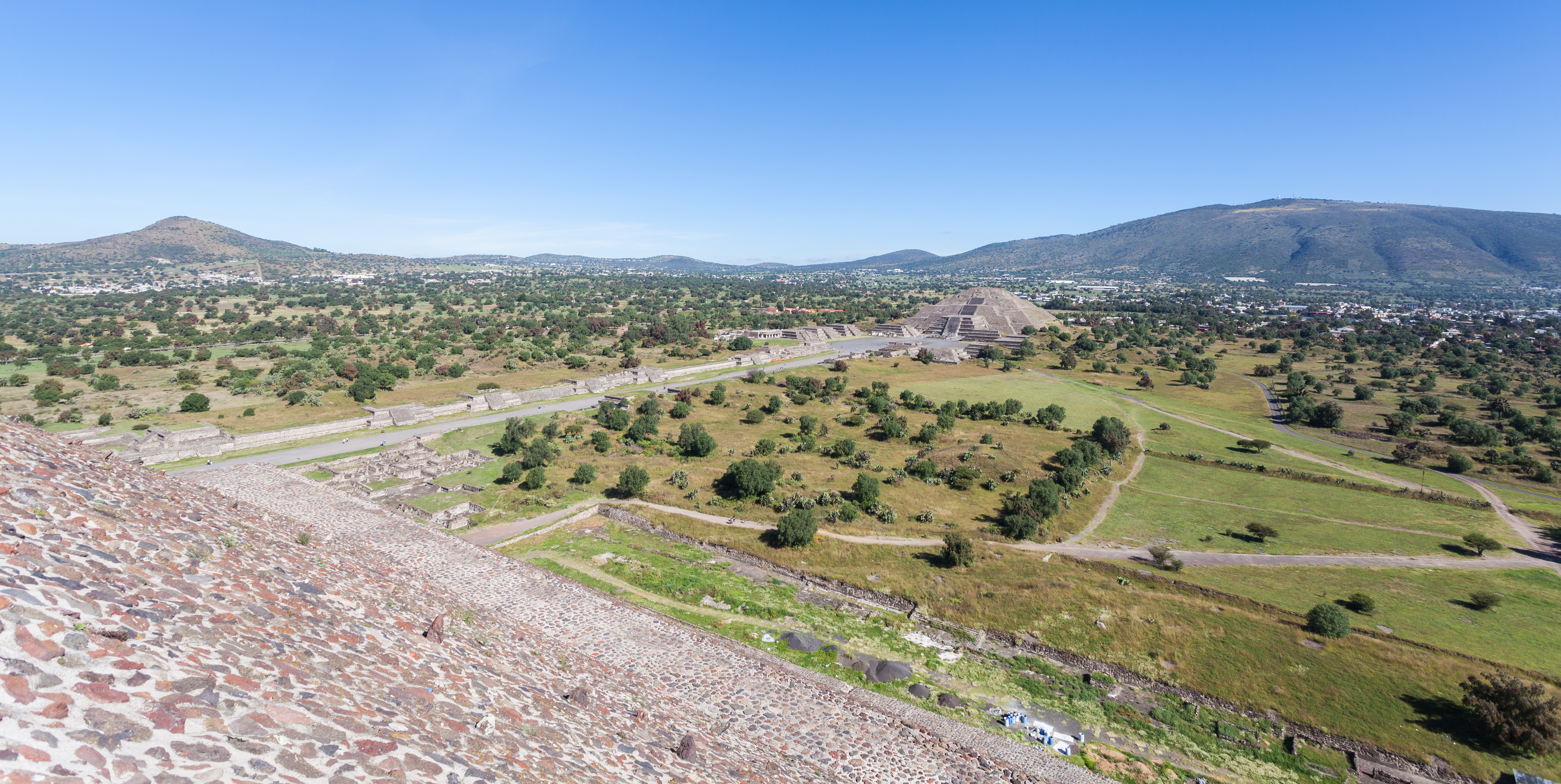
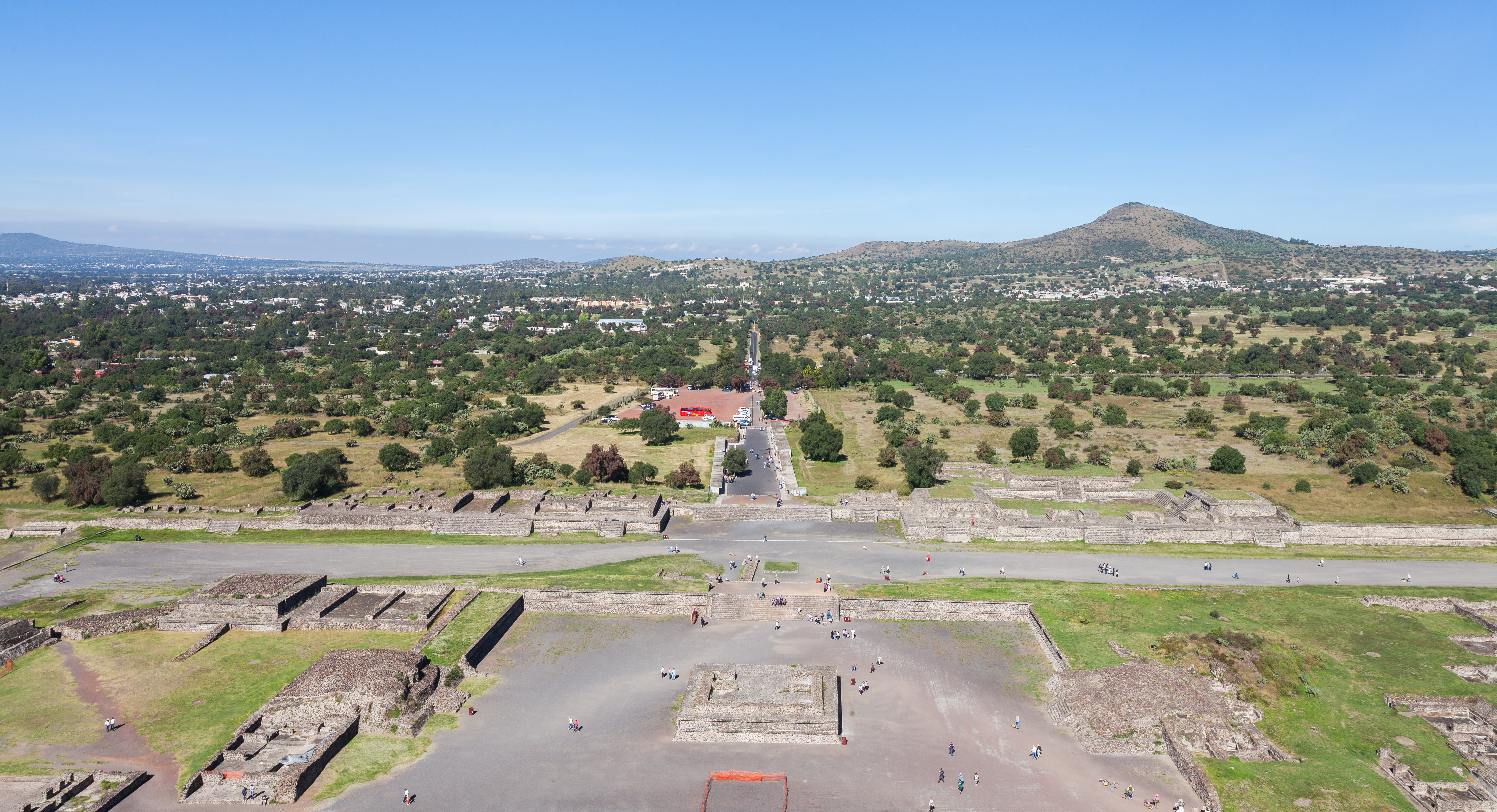
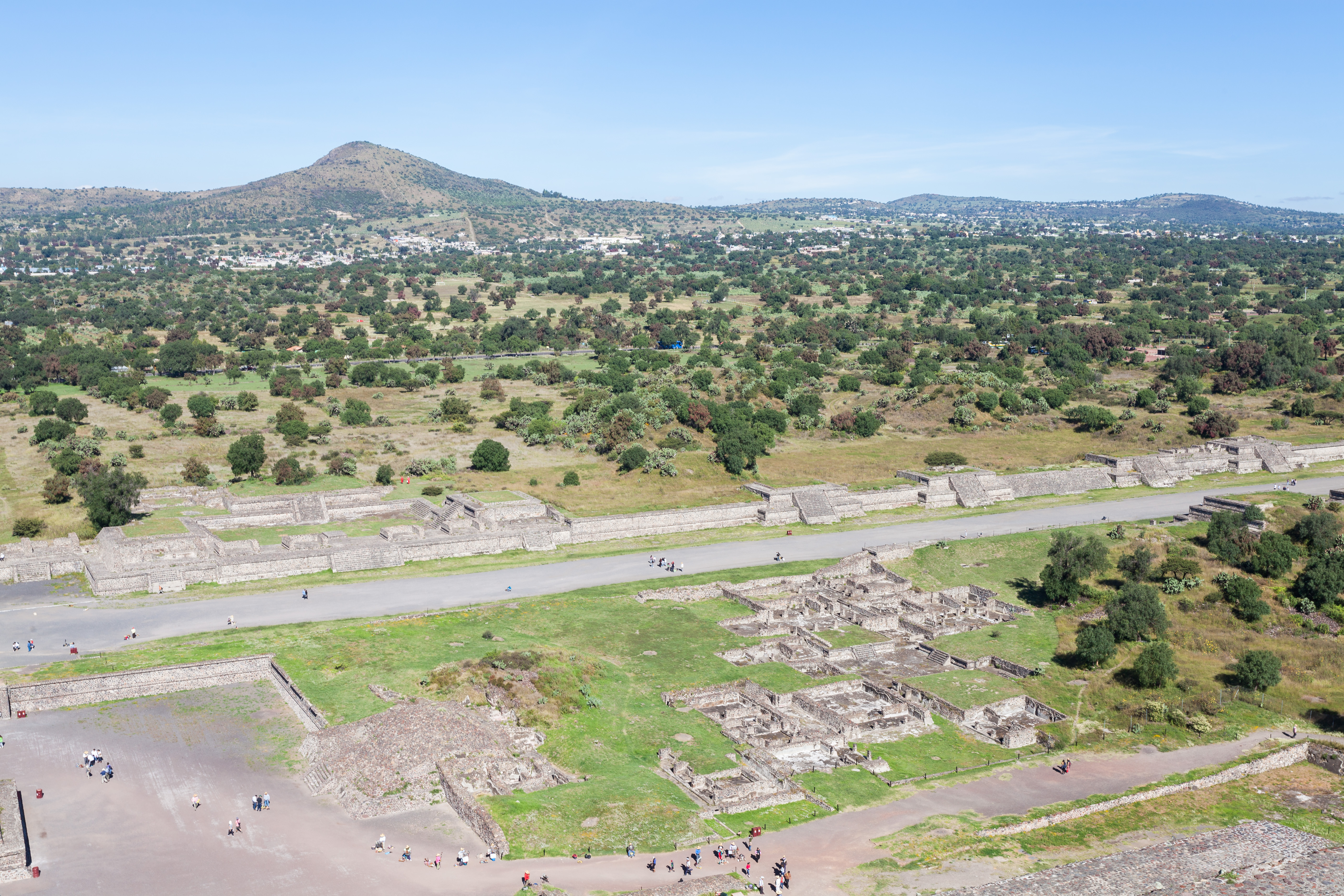
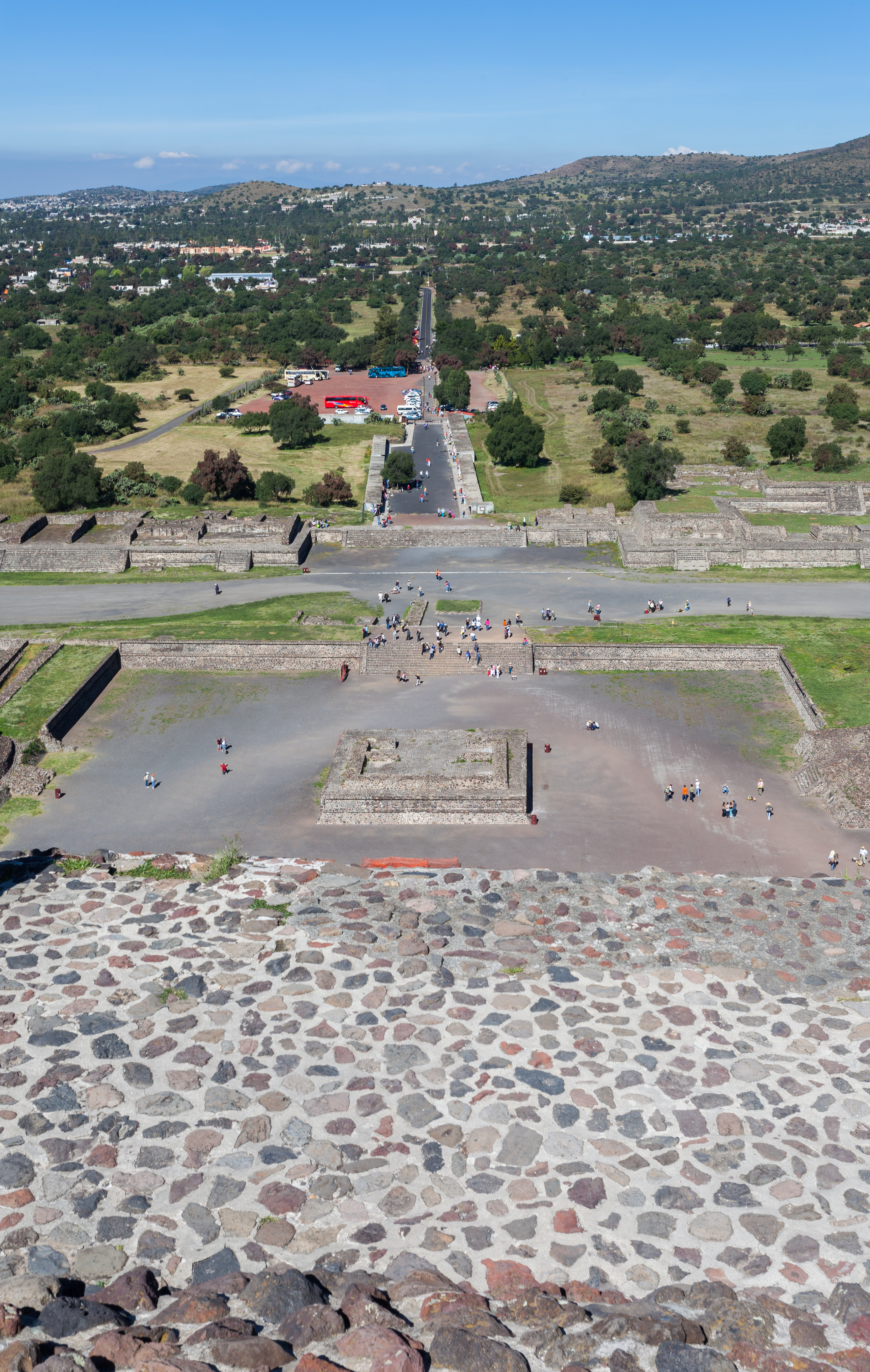
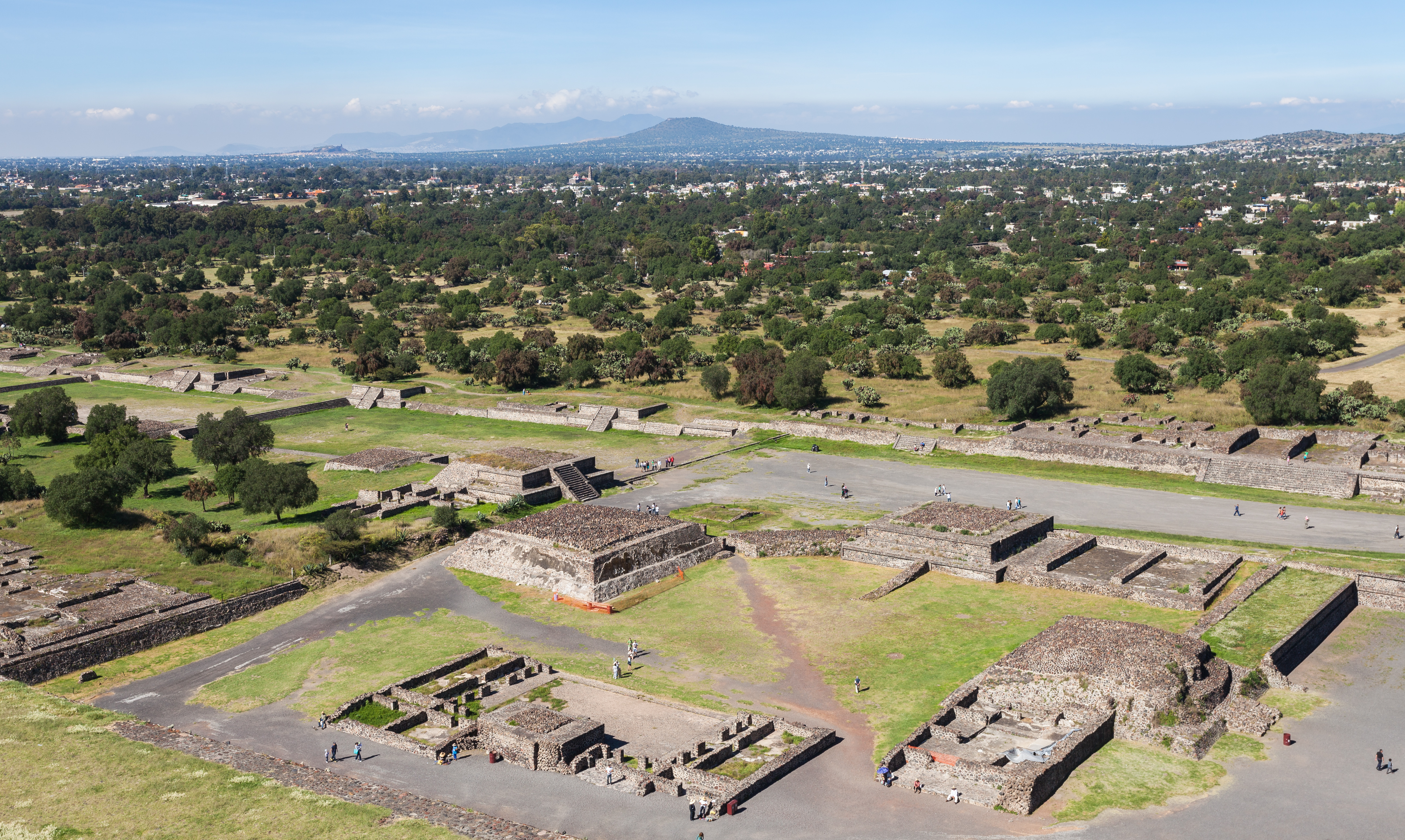
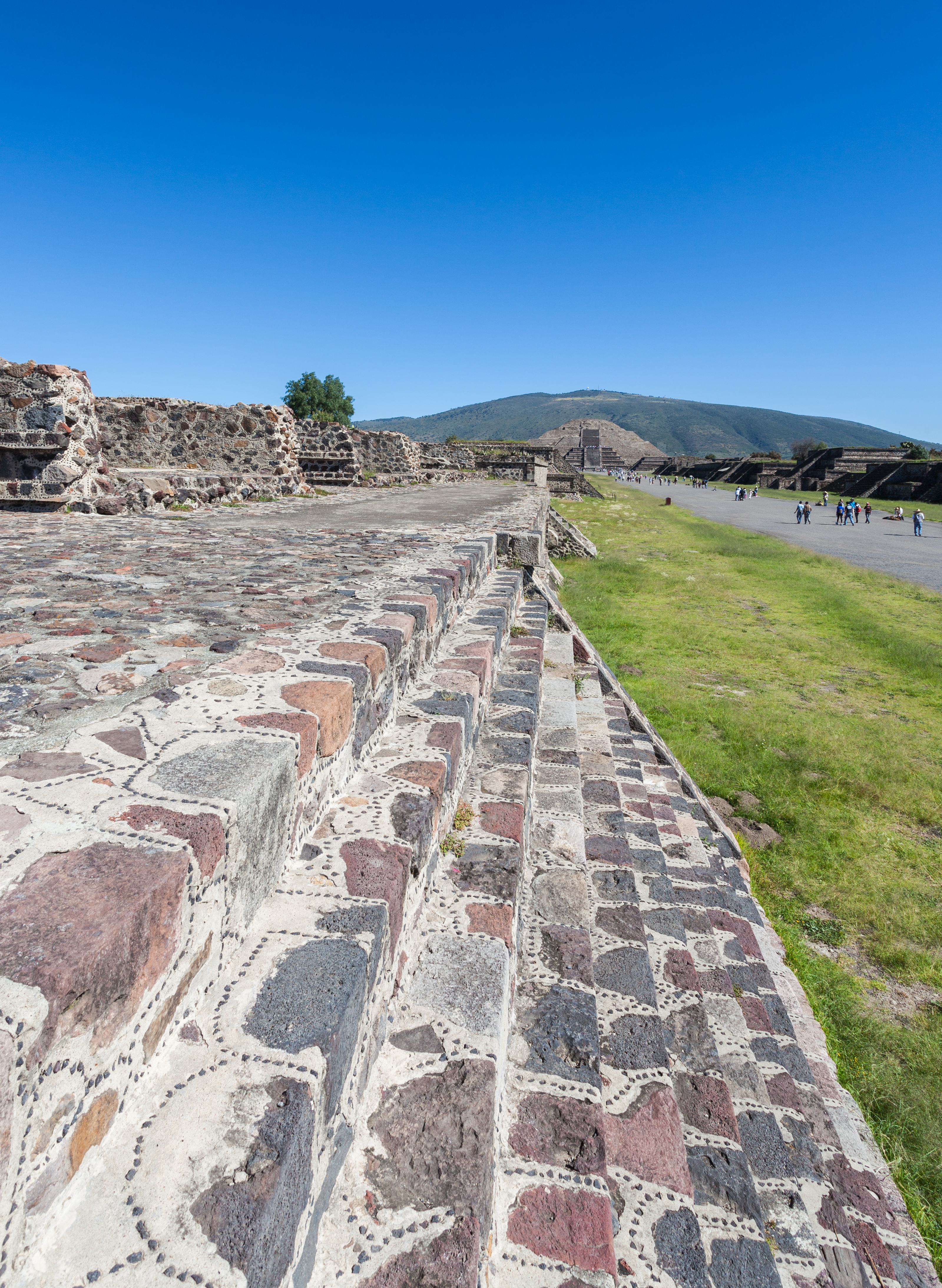
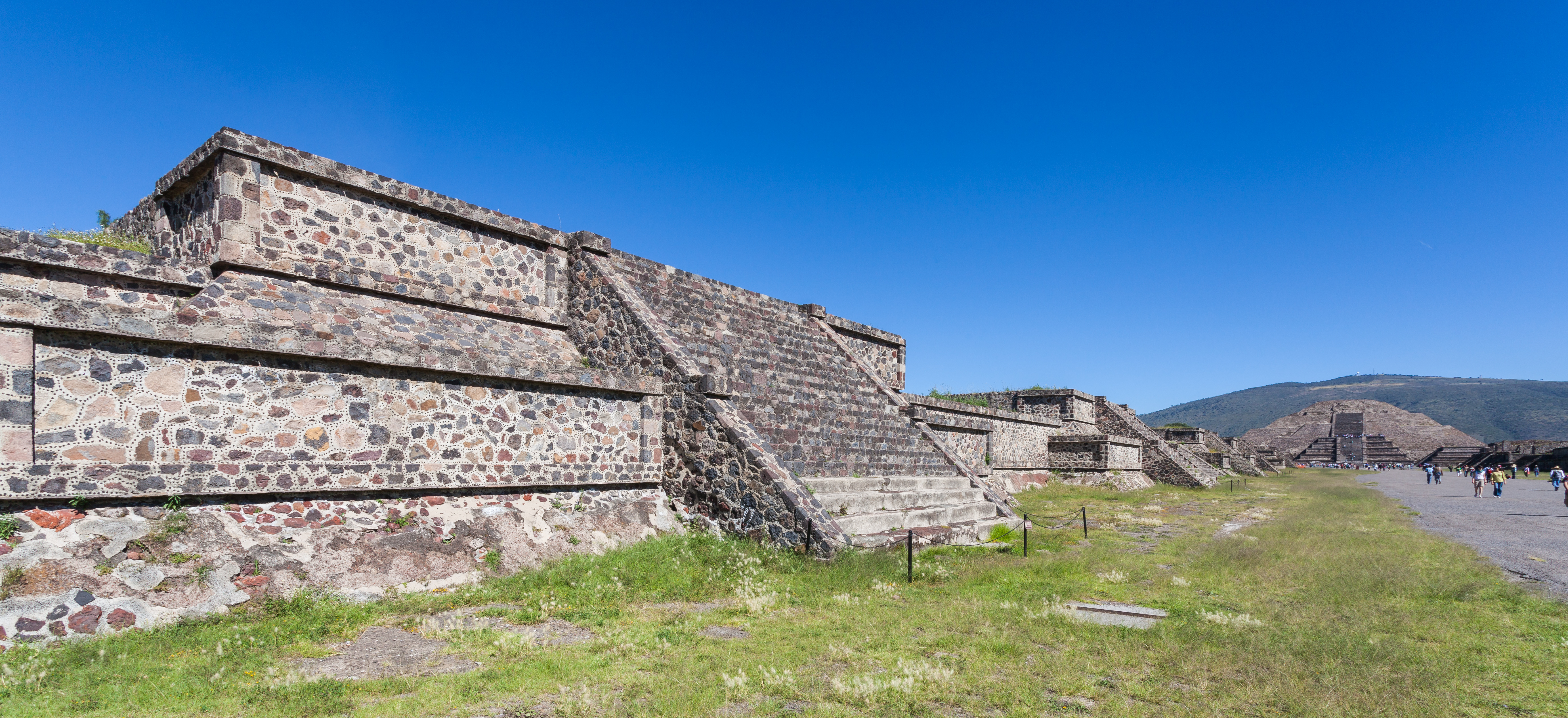
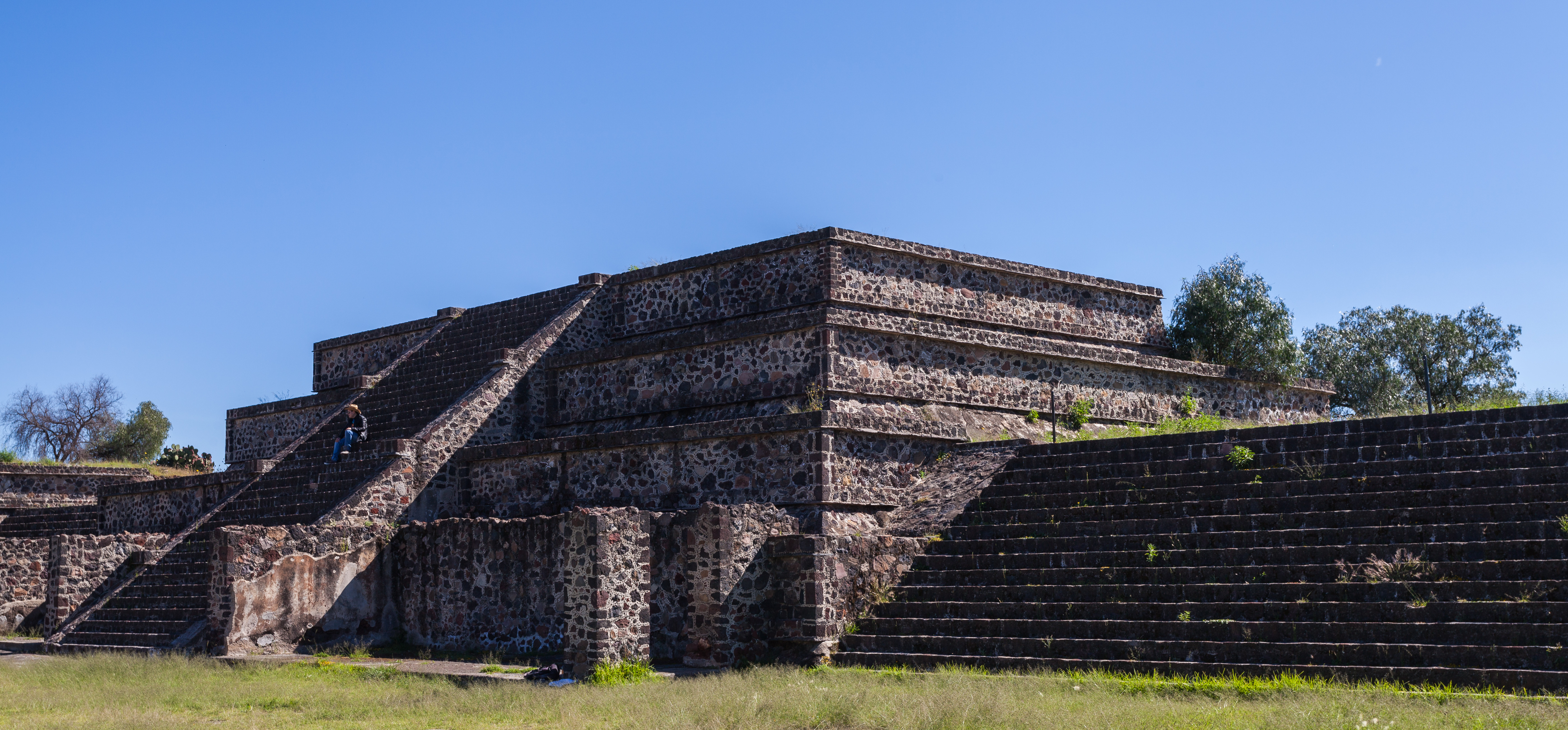
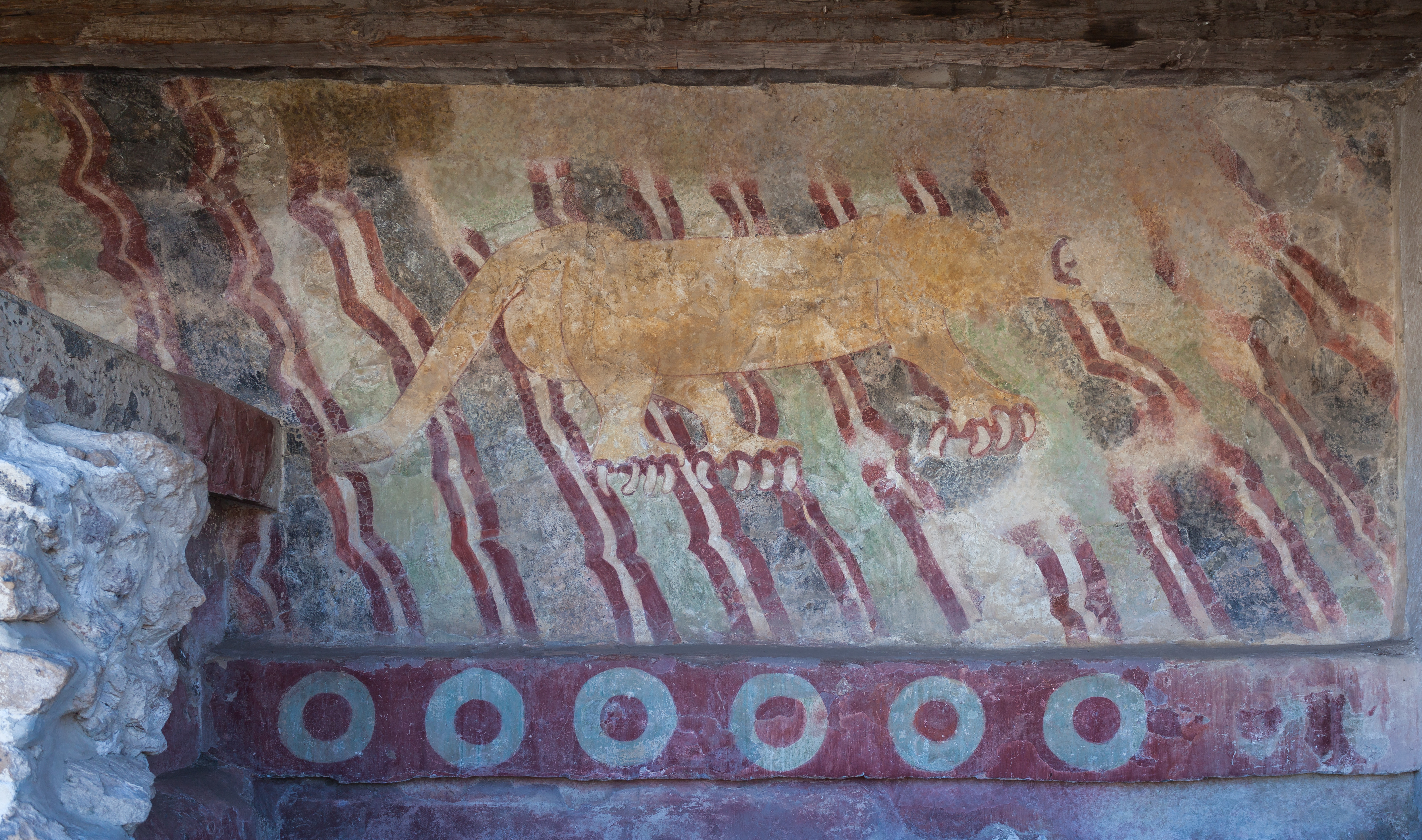
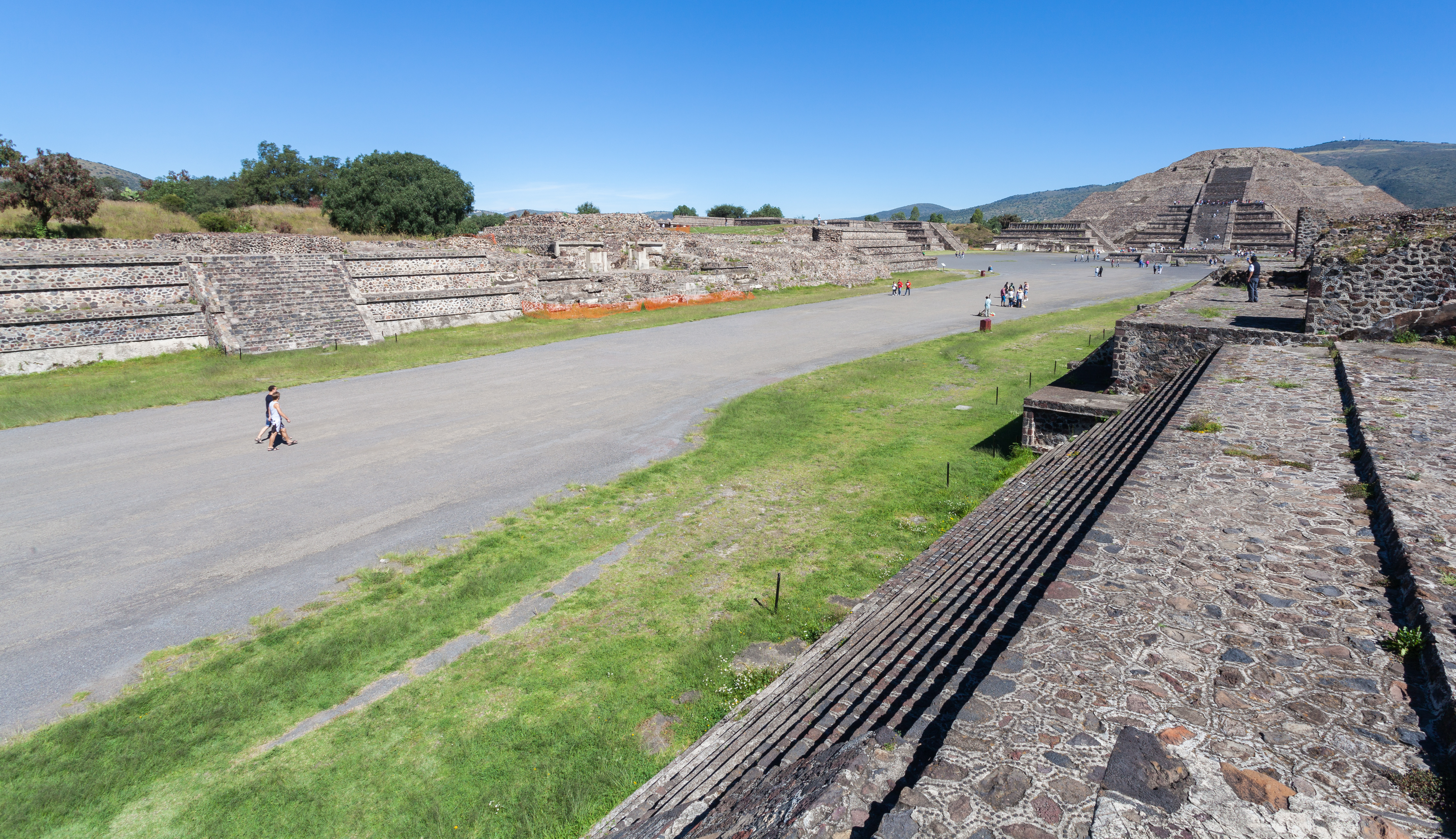
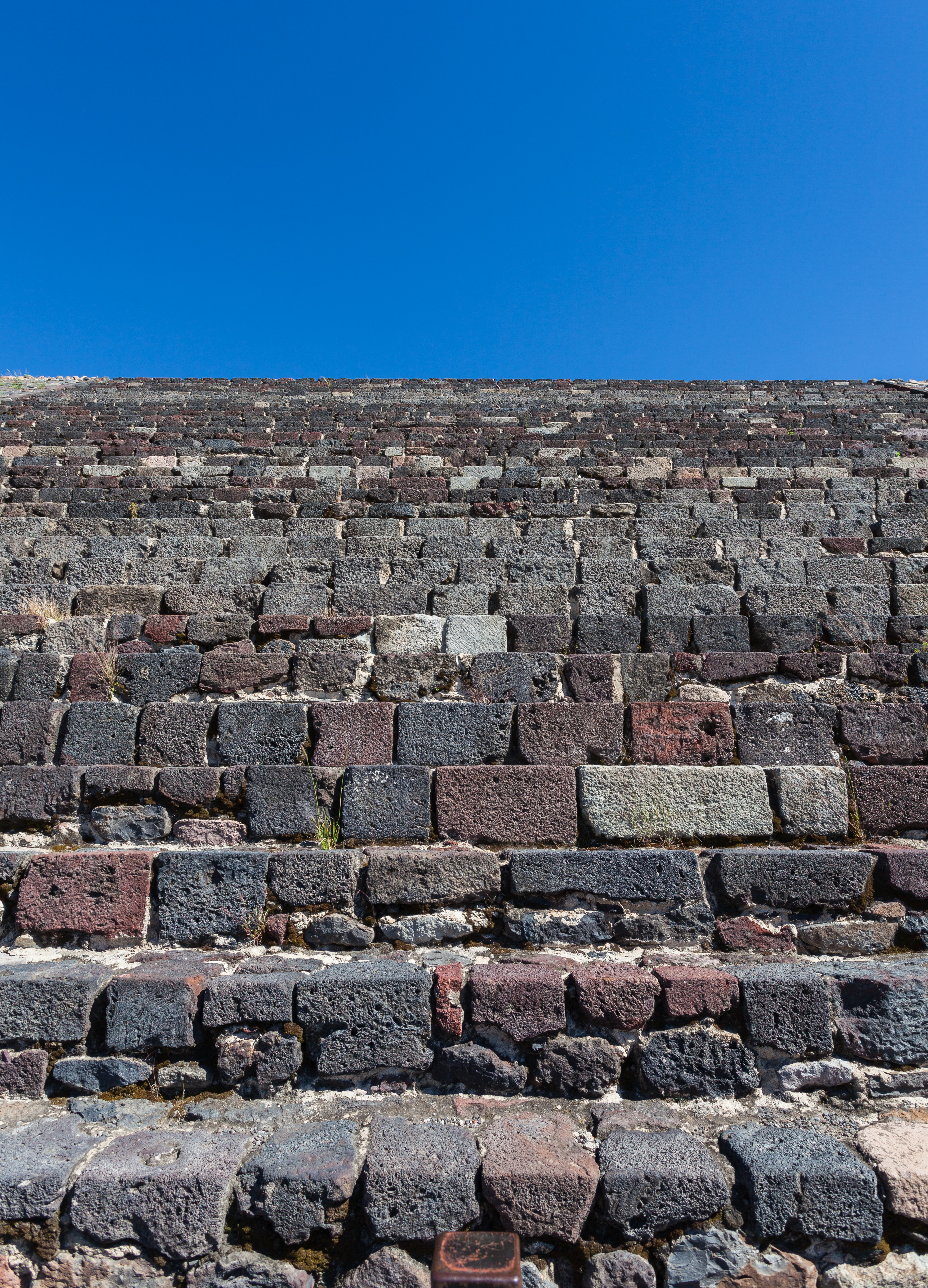
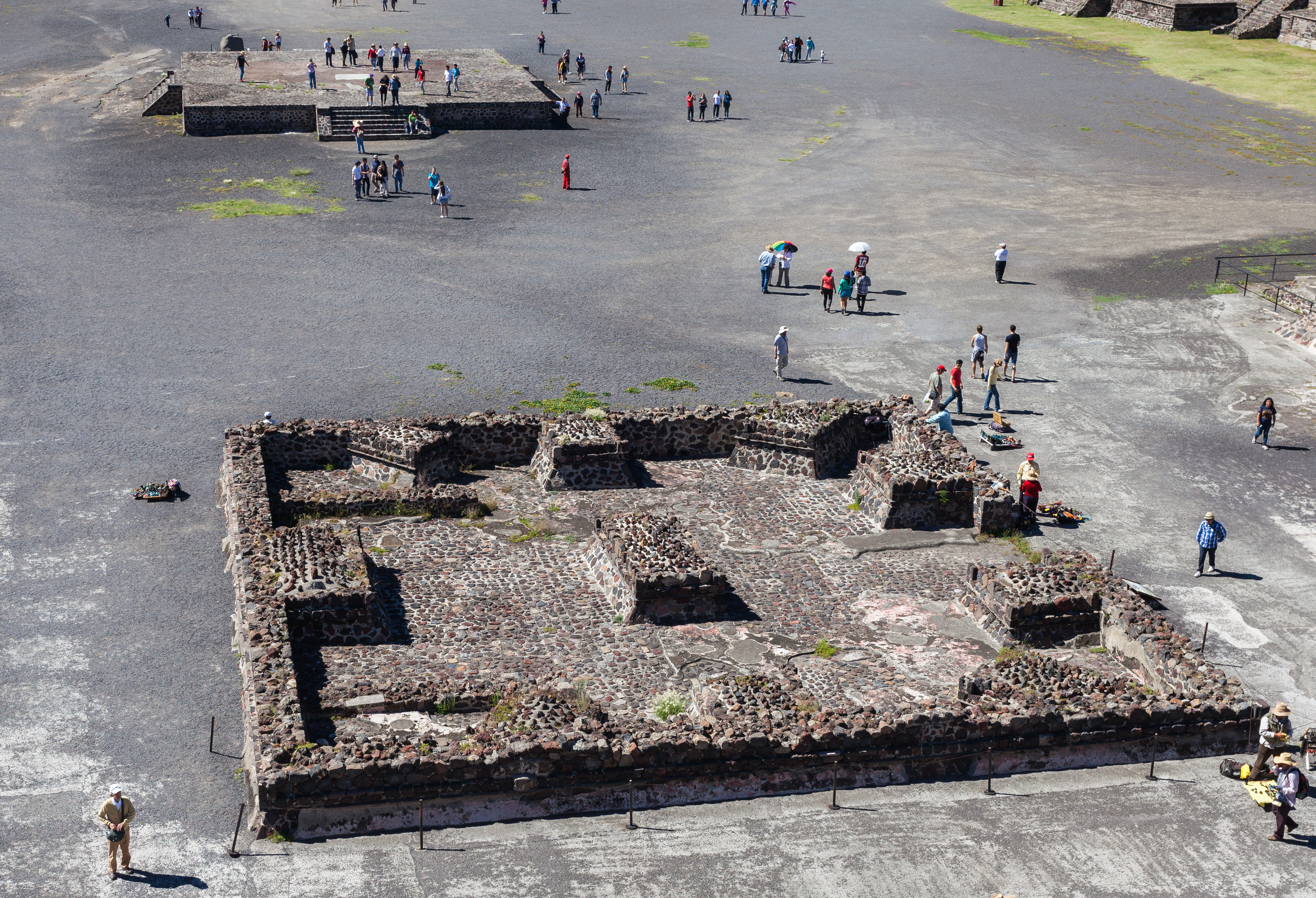
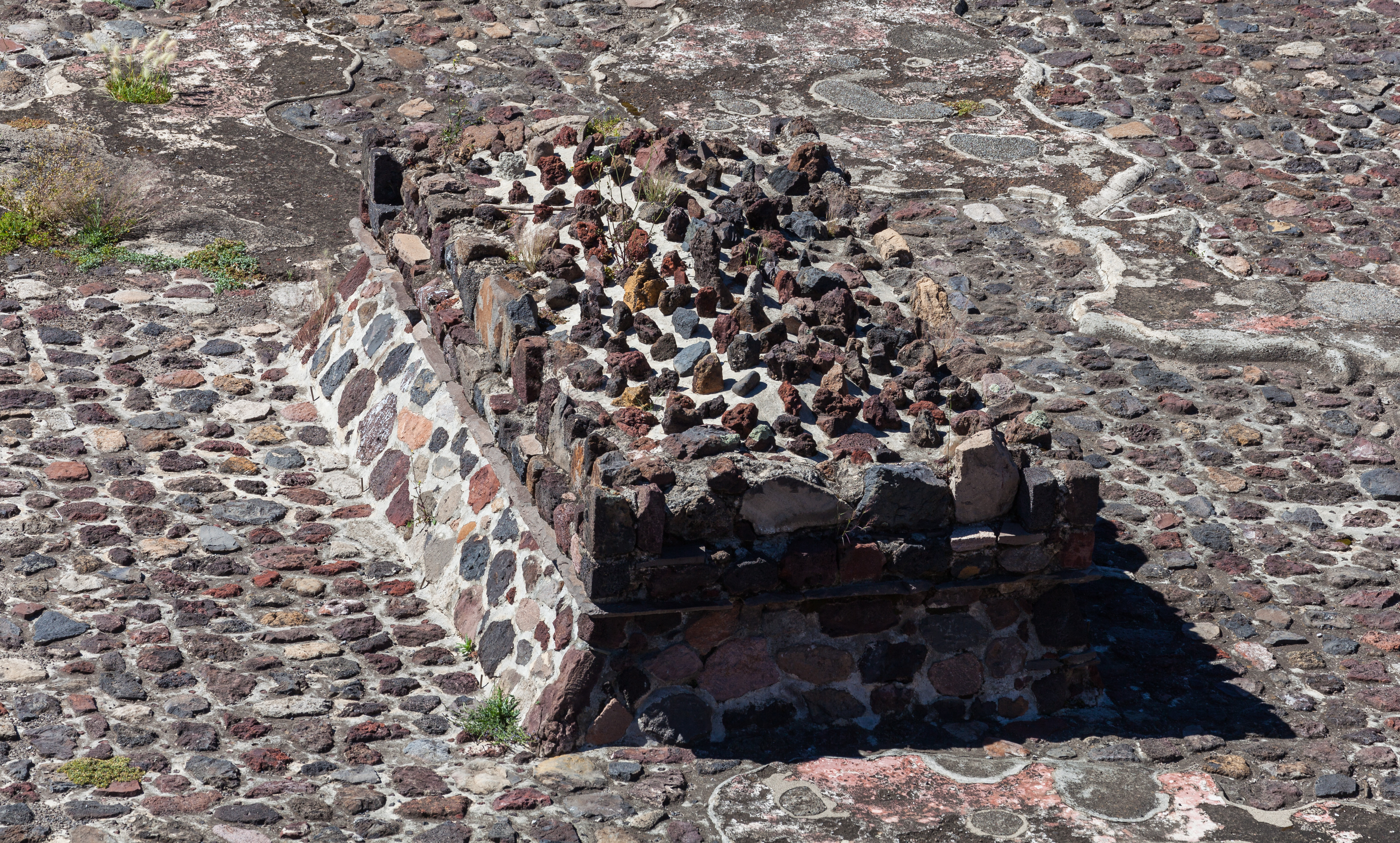
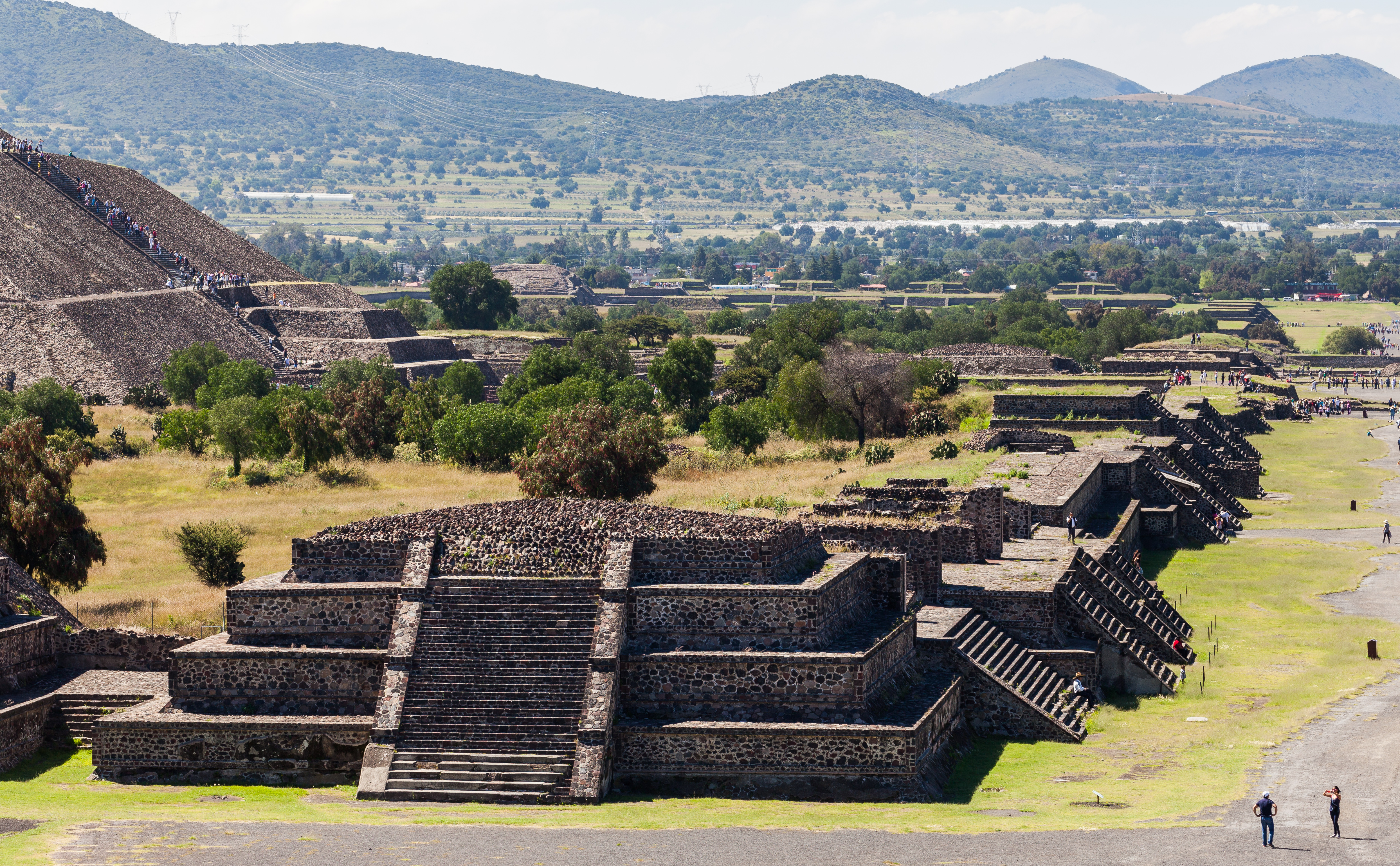
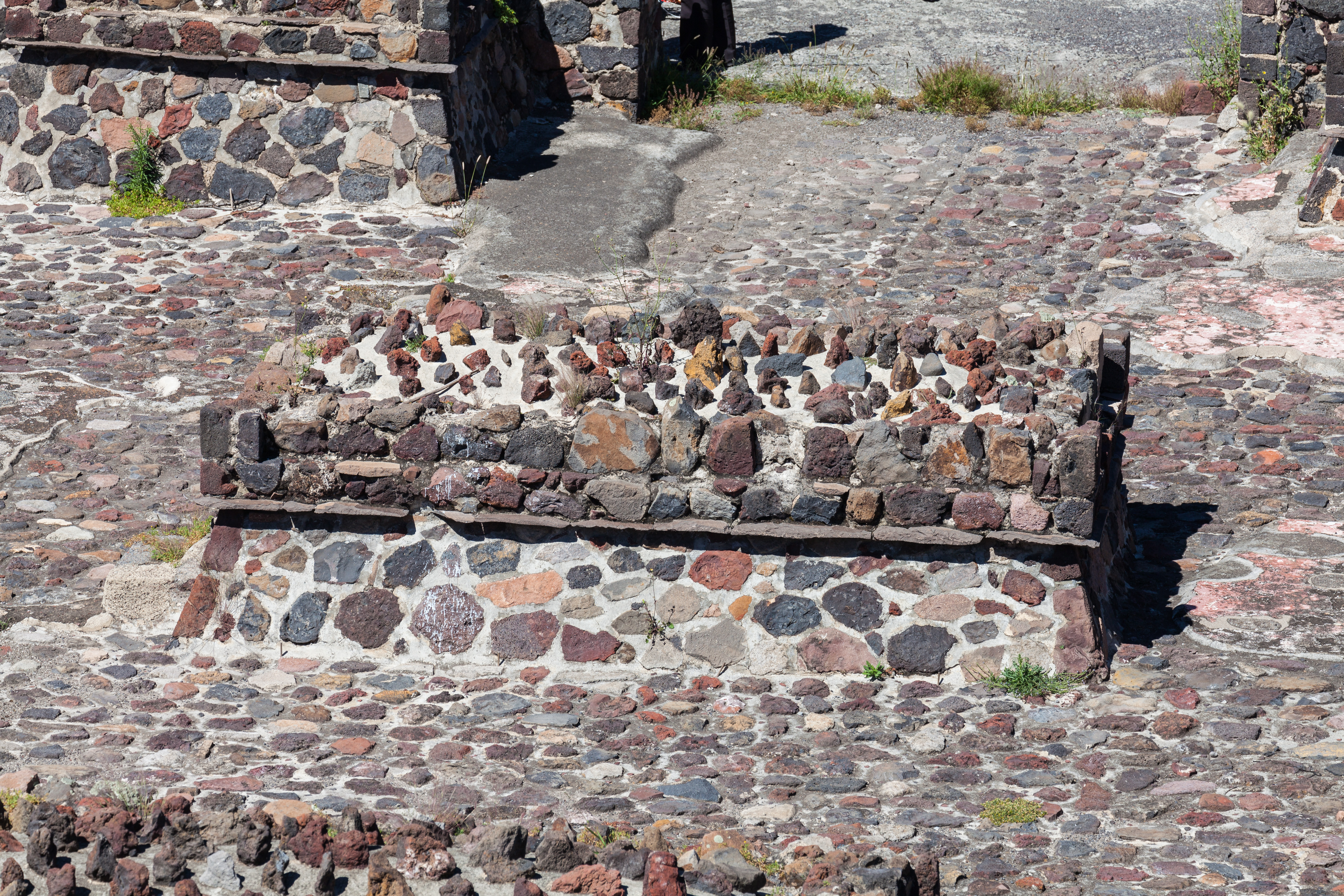
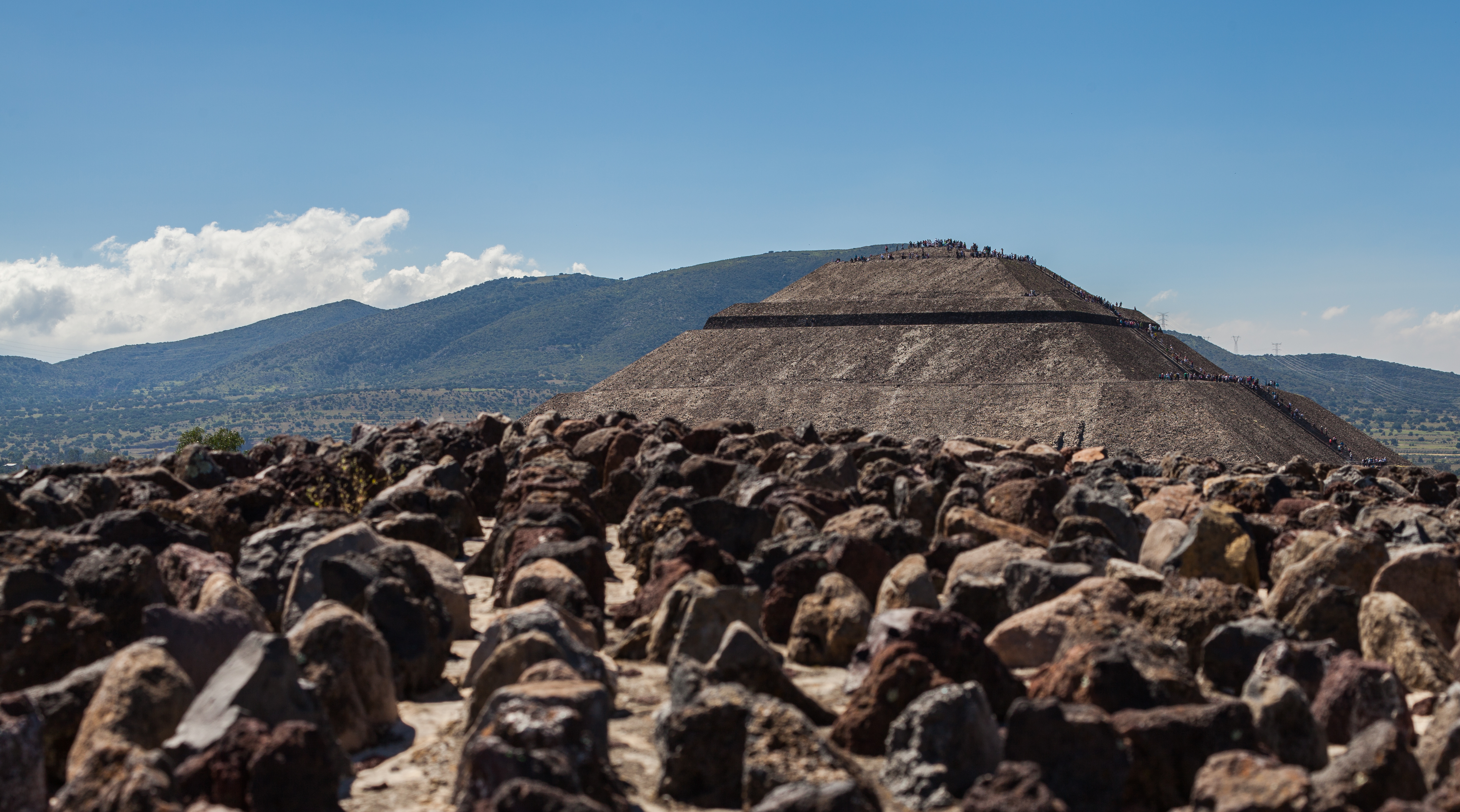
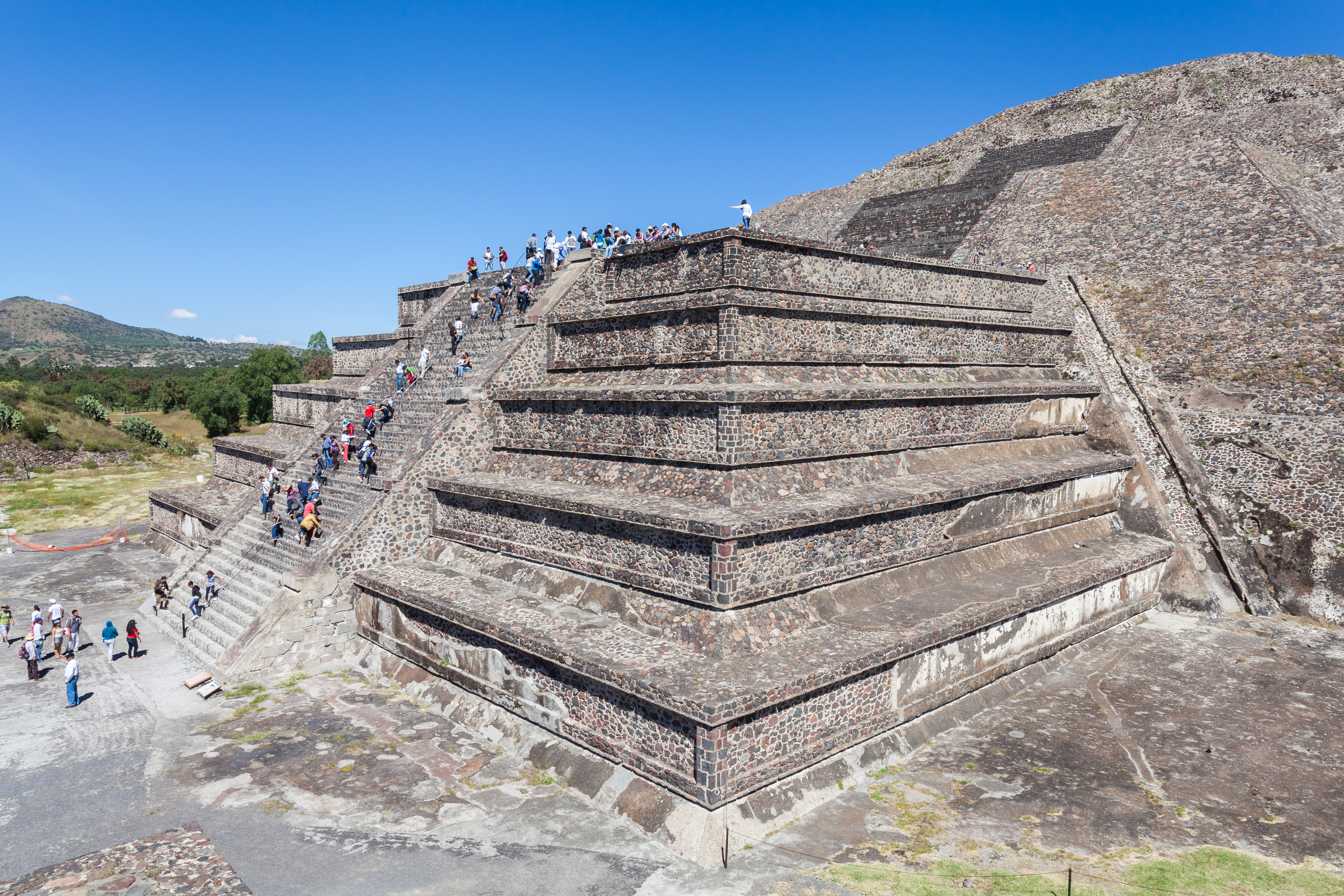
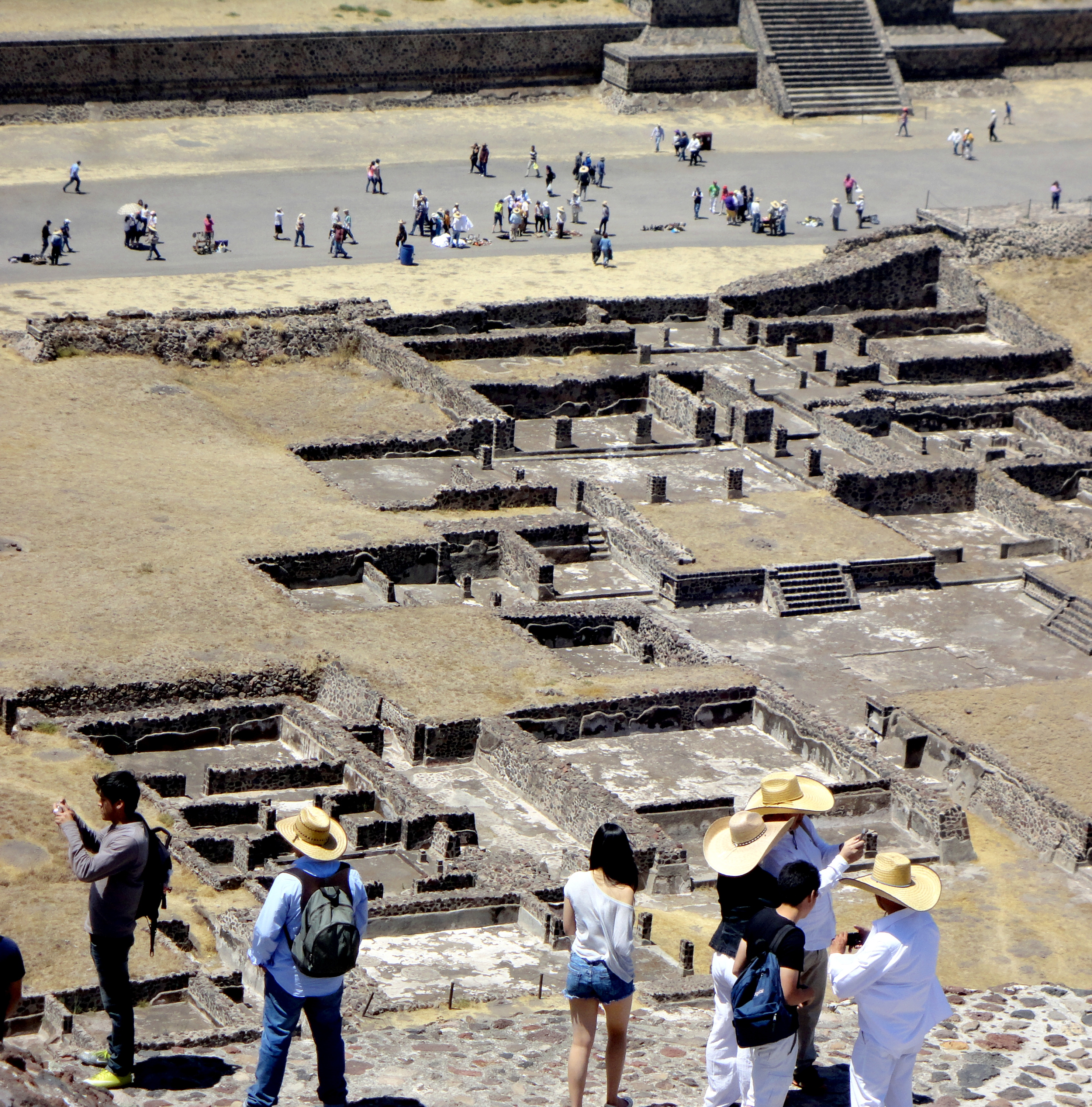
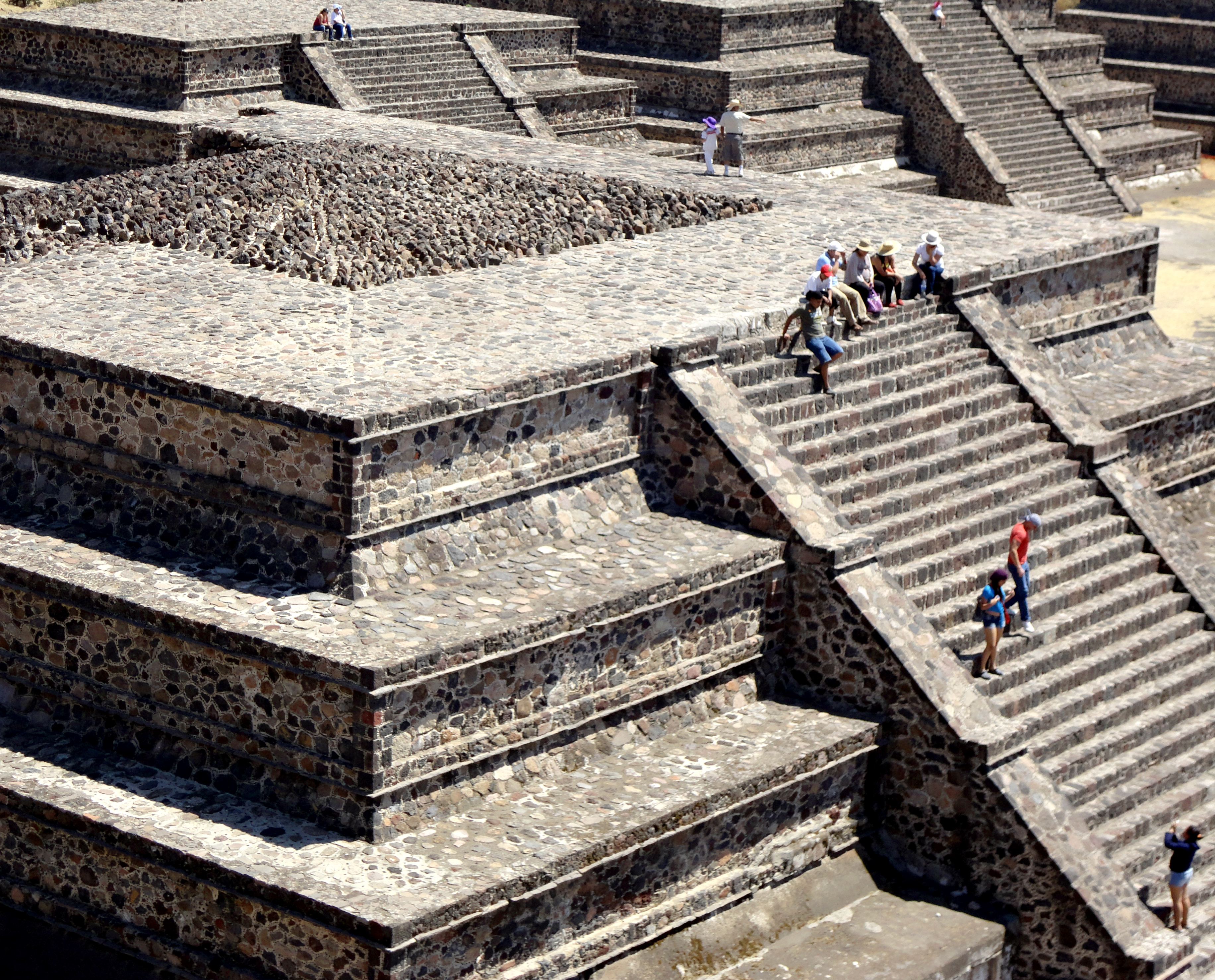